# Psittacosaurus
Psittacosaurus (il cui nome significa "lucertola pappagallo") è un genere estinto di dinosauro ceratopside, vissuto nel Cretaceo inferiore circa tra i 123,2 e i 100 milioni di anni, nell'odierna Asia. Si tratta di uno dei dinosauri più noti e meglio conosciuti dai paleontologi grazie all'eccezionale quantità di resti fossili, i quali hanno permesso a quest'ultimi di classificare ben 11 specie diverse, facendone uno dei generi più ricchi al mondo, con fossili provenienti da Mongolia, Siberia, Cina e forse anche dalla Thailandia.
In età adulta questi animali erano bipedi obbligati e il loro cranio era adornato di spuntoni ossei e da un becco robusto e ricurvo. Una peculiarità di alcune specie era la presenza di strutture filiformi simili a piume allungate, simili a quelle ritrovate in Tianyulong, in prossimità della coda e su parte del dorso. Vista la proporzione del cervello rispetto al corpo dell'animale, lo Psittacosaurus doveva avere dei comportamenti complessi, molto probabilmente si trattava di un animale attivo sia di giorno sia di notte e possedeva un senso della vista e dell'olfatto molto sviluppato.
Nonostante l'aspetto lo Psittacosaurus è uno dei più antichi ceratopsidi, animali come il ben famoso Triceratops, di cui lo Psittacosaurus era un parente più prossimo, rispetto a Yinlong. Questo animale condivide la famiglia tassonomica con l'Hongshanosaurus, (probabile sinonimo di Psittacosaurus), insieme al quale è uno dei primi ceratopsidi ad essersi evoluto, e da cui si sono evolute forme più complesse. Animali simili sono stati ritrovati per la maggior parte in Asia, con l'eccezione di Aquilops ritrovato in Nord America. La specie P. lujiatunensis risulterebbe la più antica da cui si sarebbero evolute tutte le altre specie.
Con più di 400 esemplari fossili ritrovati, tra cui innumerevoli scheletri completi, lo Psittacosaurus è uno dei generi di dinosauri meglio noti ai paleontologi. I fossili ritrovati appartengono a tutte le classi di età dell'animale, dalla fase di schiusa agli esemplari adulti, ciò ha permesso ai paleontologi di studiare la crescita, lo sviluppo e la biologia dell'animale. L'abbondanza di fossili di questo animale ne ha fatto uno dei fossili più famosi e apprezzati dell'Asia.

## Descrizione

Dimensioni di P. mongoliensis, in confronto ad un uomo. Ogni segmento della griglia rappresenta un metro quadro

Le varie specie di Psittacosaurus differiscono e variano tra loro per dimensioni e per le caratteristiche anatomiche di cranio e scheletro, anche se condividono la forma generale del corpo. La specie più nota, P. mongoliensis, poteva raggiungere anche i 2 metri (6,5 piedi) di lunghezza. Il peso massimo di un animale adulto probabilmente si aggirava sui 20 kg (44 lb). Alcune specie come P. lujiatunensis, P. neimongoliensis e P. xinjiangensis avevano dimensioni simili, altre invece come P. sinensis e P. meileyingensis erano di dimensioni inferiori. La specie P. ordosensis, in particolare, era la più piccola di tutte, circa il 30% in meno di P. mongoliensis. Le specie più grandi erano invece P. lujiatunensis e P. sibiricus.

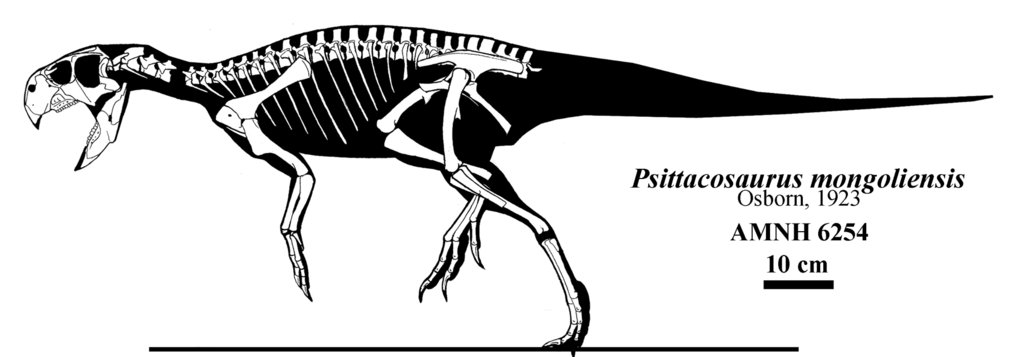
Ricostruzione scheletrica dell'olotipo di P. mongoliensis

Il cranio di Psittacosaurus era molto diverso da quelli di altri dinosauri ornitischi, del suo tempo. Il cranio si presentava alto e tozzo, con un profilo quasi rotondo in alcune specie. La porzione frontale dell'orbita rappresentava da sola il 40% della lunghezza totale del cranio, più corta rispetto a qualsiasi altra ornithisco noto. La mandibola dell'animale era caratterizzata da una cresta-bulbo verticale che puntava verso il basso al centro di ciascun dente. La punta del cranio era provvista di un grosso e robusto becco molto pronunciato simile a quello dei moderni pappagalli, (da cui deriva anche il nome della specie). In vita il becco dell'animale era rivestito di cheratina, che formava una superficie perfetta per tagliare e strappare materiale vegetale. Il teschio dello Psittacosaurus condivideva molti tratti in comune con il becco di altri ceratopsidi, come ad esempio il midollo rostrale unico sulla punta della mascella superiore e le protuberanze ossee degli zigomi. Tuttavia essendo ancora piuttosto primitivo non c'è segno ne del collare osseo ne di corna presenti nelle forme più evolute. Tuttavia, un primo abbozzo di corna sono state riscontrate sul cranio della specie P. sibiricus, ma si pensa che questa sia solo un esempio di evoluzione convergente.
A differenza del cranio, lo scheletro dello Psittacosaurus era tipico della maggior parte dei dinosauri ornitischi bipedi. In P. mongoliensis, analogamente ad altre specie, gli arti anteriori erano circa solo il 58% della lunghezza degli arti posteriori. Tuttavia la struttura scheletrica delle mani indica che l'animale non poteva ruotarle per poter camminare a quattro zampe, quindi si trattava di bipedi obbligati. Al contrario della maggior parte degli ornitischi, le mani dello Psittacosaurus possedevano solo quattro dita, contro le cinque dita della maggior parte degli altri ornitischi, mentre le zampe posteriori contavano quattro dita (sperone compreso) come tutti gli altri ornitischi.

### Tegumenti e colorazione

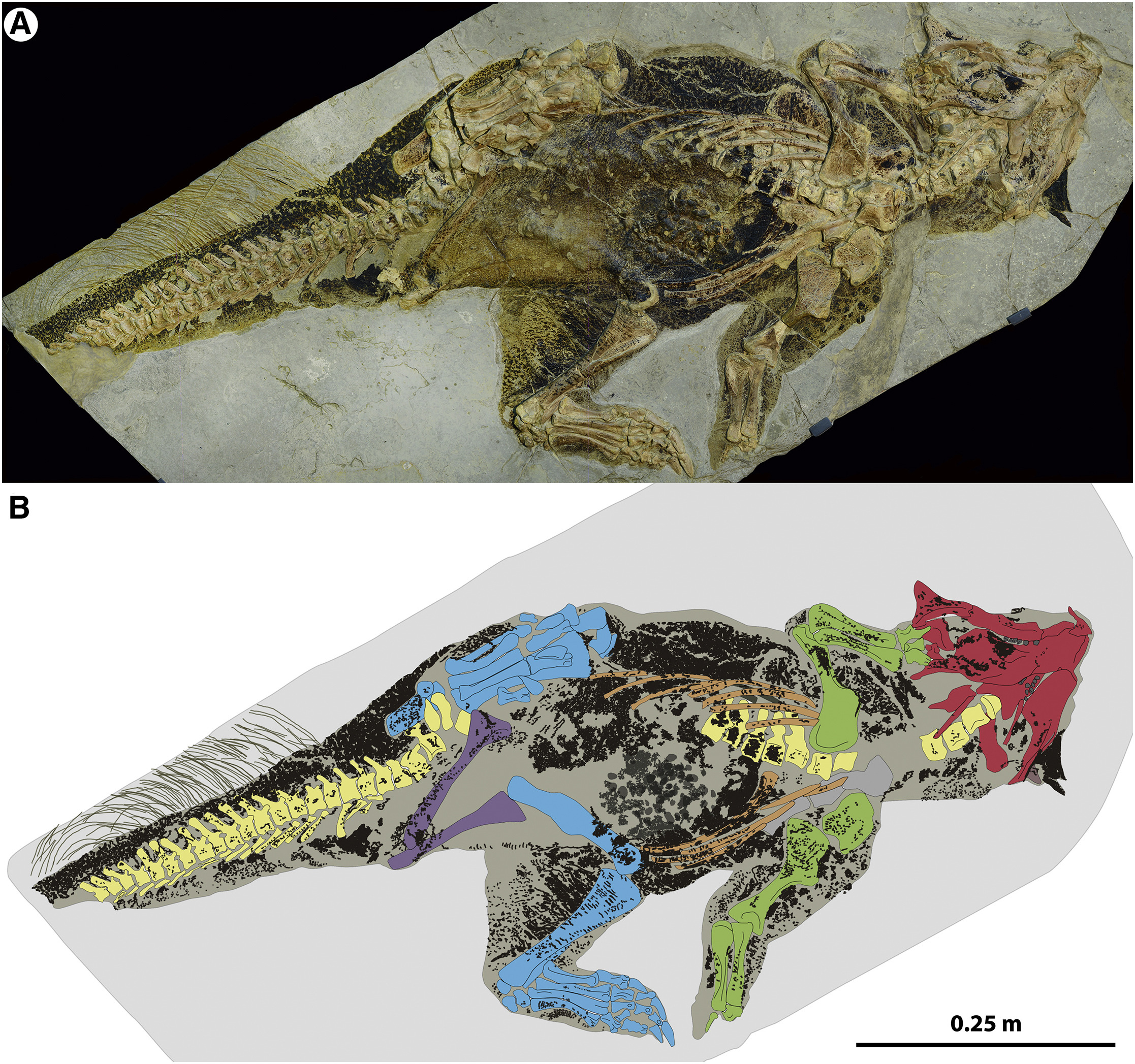
Esemplare di P. sp con i tegumenti della coda fossilizzati, con uropatagio visibile tra gamba e coda, al Senckenberg Naturmuseum R 4970

Tra gli innumerevoli fossili appartenenti a Psittacosaurus sono state spesso ritrovate strutture tegumentose, in aspetto simili a piume d'oca. Il primo campione su cui furono rinvenuti tali strutture fu esportato illegalmente dalla Cina alla Germania, dove fu descritto in attesa del rimpatrio. L'esemplare, in mostra al Senckenberg Naturmuseum, mostrava segni di tegumenti e strutture filamentose su numerose parti del corpo. Tuttavia non si è ancora stabilito con certezza a quale specie appartenga, pertanto è indicato come P. sp., dagli studiosi che lo esaminarono, nel 2002. Dalle analisi venne alla luce, che l'animale era ricoperto principalmente da scaglie di forma vagamente esagonale, simili alle impressioni di pelle rinvenute in Chasmosaurus.
Nella parte superiore della coda del medesimo esemplare, furono invece scoperte lunghe strutture tegumentose simili a setole. I paleontologi in seguito confermarono che non si trattava di materiale vegetale. Le setole si estendevano dalla pelle, quasi dalle vertebre, vicino alla punta della coda. Tutte le setole erano un terzo prossimale della coda, e in vita erano probabilmente di forma circolare o tubolare. Sotto la luce ultravioletta, gli aculei emanavano la stessa fluorescenza delle scaglie, ciò suggerisce la possibilità che fossero cheratinizzate. Alla fine i paleontologi affermarono che: "Al momento, non ci sono prove che queste strutture possano essere analoghe o differenti dai filamenti piumosi dei dinosauri teropodi, rinvenuti nella Formazione Yixian".

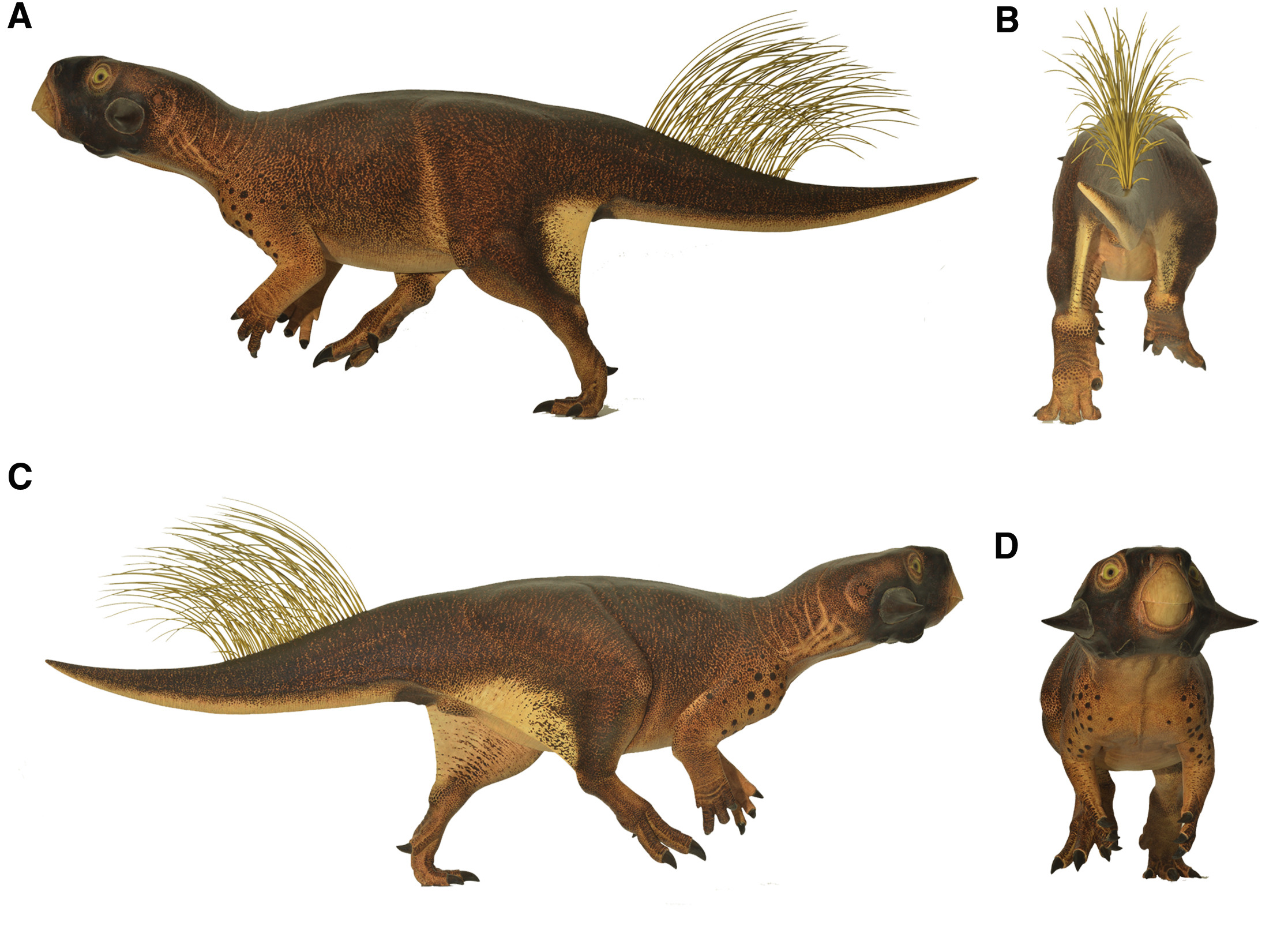
Ricostruzione scientifica, resa possibile dal rinvenimento di un fossile con eccezionale conservazione dell'epidermide e tracce della colorazione originaria.

Nel 2008 fu pubblicato un nuovo studio sui tegumenti rinvenuti su altri due esemplari di Psittacosaurus sp.. Gli studi hanno confrontato una sezione di pelle con quella di altri animali moderni, mostrando che i livelli dermici dei dinosauri si sono evoluti in parallelo a quelli di altri grandi vertebrati. Le fibre collagene del tessuto dermico di Psittacosaurus erano complessi, in modo praticamente identico a quegli di tutti gli altri vertebrati, ma possedevano un eccezionale spessore di circa quaranta strati. Il campione di pelle fu rinvenuto nella zona dell'addome, quindi una pelle più spessa nella zona dell'addome poteva servire da deterrente contro eventuali attacchi dei predatori.
Lo studio di un esemplare descritto nel 2016, mostra la presenza di melanosomi di Psittacosaurus, indicando che l'animale aveva una pigmentazione controluce (il ventre chiaro e il dorso scuro), indicando che l'animale era un abitante delle foreste dense con poca luce, in modo analogo ai moderni cervi e antilopi; strisce e macchie sugli arti possono rappresentare colorazione dirompente. Il campione aveva anche densi ammassi di pigmento sulle spalle, sulla faccia (forse per display) e nella cloaca (che può avere avuto una funzione antimicrobica), nonché un grande lembo di pelle che collegava il tarso alla coda, chiamato uropatagio. I suoi grandi occhi indicano che probabile l'animale aveva un'ottima vista, utile per trovare cibo ed evitare i predatori. Gli autori non sono stati in grado di determinare a quale specie di Psittacosaurus appartenesse il campione ritrovato nella Formazione Jehol, ma si esclude la P. mongoliensis, sulla base delle caratteristiche dell'anca.
Un altro studio del 2016, ha usato un laser che induce alla fluorescenza per analizzare la struttura interna delle setole dell'animale. Le setole altamente cornificate sono disposte in gruppi ristretti di numero da tre a sei singole setole, e ciascuna setola era riempita con una polpa. Gli autori hanno considerato l'idea che le setole fossero un omologo alle penne di Tianyulong, alle EBFFs di Beipiaosaurus, o eventualmente alle piume degli uccelli. Setole simili sono state ritrovate anche in alcuni uccelli esistenti, così come nell'anhima cornuta; queste strutture differiscono dalle penne per non aver sviluppato il follicolo, ma entrambi derivano da popolazioni cellulari discrete. Inoltre è presente un grande ammasso di tessuti molli molto scuri nei pressi dei corni giugali; ciò probabilmente rappresenta una guaina di cheratina o un lembo di pelle.

### Caratteristiche delle specie
I crani della specie P. mongoliensis sono piatti in cima, specialmente sulla parte posteriore del cranio, con una depressione triangolare, la fenestra antorbitale, presente sulla superficie esterna della mascella. Una flangia è presente sul bordo inferiore del dentario (l'osso su cui sono ancorati i denti della mascella inferiore), anche se non è così prominente come in P. meileyingensis o P. major (= P. lujiatunensis). La specie P. mongoliensis è tra le specie più note. Il cranio dell'esemplare tipo (probabilmente un esemplare giovanile), è lungo 15,2 cm (6 pollici), e il femore associato è lungo 16,2 cm (6,4 pollici). Altri esemplari sono più grandi, con il più grande femore documentato che misura circa 21 centimetri (8,25 pollici).
Lo P. sinensis si distingue facilmente da tutte le altre specie per le numerose caratteristiche del cranio. I crani degli esemplari adulti sono più piccoli di quelli di P. mongoliensis e hanno meno denti. In modo univoco, la premascella contatta l'osso jugale (guancia) all'esterno del cranio. Le escrescenze del jugale si sparpagliano lateralmente, formando dei "corni" proporzionalmente più larghe di quelle di altre specie di Psittacosaurus, ad eccezione di P. sibiricus e P. lujiatunensis. A causa delle guance espanse, il cranio è più ampio di quanto sia lungo. È presente anche un piccolo "corno" dietro l'occhio, a contatto con l'ossa jugale e il postorbitale, una caratteristica vista anche in P. sibiricus. La mandibola manca di aperture, o fenestra, come visto in altre specie, e l'intera mascella inferiore è inclinata verso l'esterno, dando alla bocca dell'animale l'aspetto di una malocclusione. Il cranio di uno P. sinensis adulto poteva raggiungere gli 11,5 centimetri (4,5 pollici) di lunghezza.
Lo P. sibiricus è la più grande specie conosciuta di Psittacosaurus. Il cranio dell'esemplare tipo è lungo 20,7 centimetri (8,25 in) e il femore è di 22,3 cm (8,75 in) di lunghezza. La specie si distingue anche per il piccolo collare osseo intorno al collo, che è più lungo di qualsiasi altra specie, a 15-18% della lunghezza del cranio. Una caratteristica molto suggestiva di P. sibiricus è il numero di "corna" attorno agli occhi, con tre punti di rilievo su ogni postorbitale e uno davanti a ciascun occhio, sulle ossa palpebrali. Le corna simili a quelle trovate sul postorbitale di P. sinensis non sono così pronunciate ma possono essere omologhe. Il jugale ha "corni" estremamente prominenti e potevano contattare anche la premascella, entrambe caratteristiche che si vedono anche nella eventuale correlazione di P. sinensis. C'è una flangia sul dentario della mascella inferiore, simile a quella di P. mongoliensis, P. meileyingensis e P. sattayaraki. Si può, inoltre, distinguere dalle altre specie di Psittacosaurus da una combinazione di 32 caratteristiche anatomiche, di cui sei che sono uniche per la specie. La maggior parte di questi sono i dettagli del cranio, ma una caratteristica insolita è la presenza di 23 vertebre tra il cranio e il bacino, a differenza delle 21 o 22 delle altre specie conosciute per le vertebre.
La specie P. xinjiangensis si distingue da un "corno" jugale prominente appiattito sulla parte anteriore, così come alcune caratteristiche dei denti. L'ileo, una delle tre ossa del bacino, possiede un processo osseo molto lungo dietro il cotile. Un femore adulto era lungo circa 16 centimetri (6,3 pollici). La specie P. meileyingensis ha il collo e il collare osseo più breve di qualsiasi altra specie, rendendo il cranio quasi circolare nel profilo. L'orbita è approssimativamente triangolare e presenta una flangia prominente sul bordo inferiore del dentario, una caratteristica vista anche negli esemplari di P. lujiatunensis, e in misura minore in P. mongoliensis, P. sattayaraki e P. sibiricus. Il cranio tipo completo, probabilmente di un adulto, è lungo 13,7 centimetri (5,5 pollici). Il dentario di P. sattayaraki ha una flangia simile a quella di P. mongoliensis, P. sibiricus, P. lujiatunensis e P. meileyingensis, sebbene sia meno pronunciata in quelle specie. Il materiale sembra essere di circa le stesse dimensioni di P. sinensis. L'osso frontale di P. neimongoliensis è distintamente stretto rispetto a quella di altre specie, risultando in un cranio più complesso. L'ischio del bacino è anche più lungo del femore, il che differisce da altre specie in cui queste ossa sono note. L'esemplare tipo possiede un cranio lungo 13,2 centimetri e una lunghezza femorale di 13 centimetri, sebbene l'esemplare non fosse adulto. Un P. neimongoliensis adulto era probabilmente più piccolo di P. mongoliensis, con un cranio e una coda proporzionalmente più lunghi. P. ordosensis può essere distinto per le numerose caratteristiche dei jugale, che hanno "corni" molto prominenti, oltre ad essere la più piccola specie conosciuta. Un cranio adulto misurava solo 9,5 centimetri (3,75 in) di lunghezza.
Il cranio tipo di P. lujiatunensis misura 19 cm di lunghezza, mentre il cranio più conosciuto è lungo 20,5 centimetri, quindi questa specie ha dimensioni simili a P. mongoliensis e P. sibiricus. Questa specie presenta una fossa davanti all'occhio, come in P. mongoliensis. Le ossa jugali si espandono largamente in larghezza, rendendo il cranio più ampio di quanto sia lungo, come si vede in P. sinensis. Anche in P. sibiricus si trovano tali strutture. Nel complesso, si pensa che questa specie presenti diverse caratteristiche primitive rispetto ad altre specie di Psittacosaurus, il che è coerente con la sua maggiore età geologica. La specie P. gobiensis era più piccola (1 metro (3,3 piedi) e differisce dalle altre specie di Psittacosaurus per "dettagli significativi, ma strutturalmente minori". Questi includono la presenza di un corno piramidale sul postorbitale, una depressione sul contatto postorbital-jugale e lo spessore dello smalto. La specie era contemporanea di P. mongoliensis.

## Classificazione

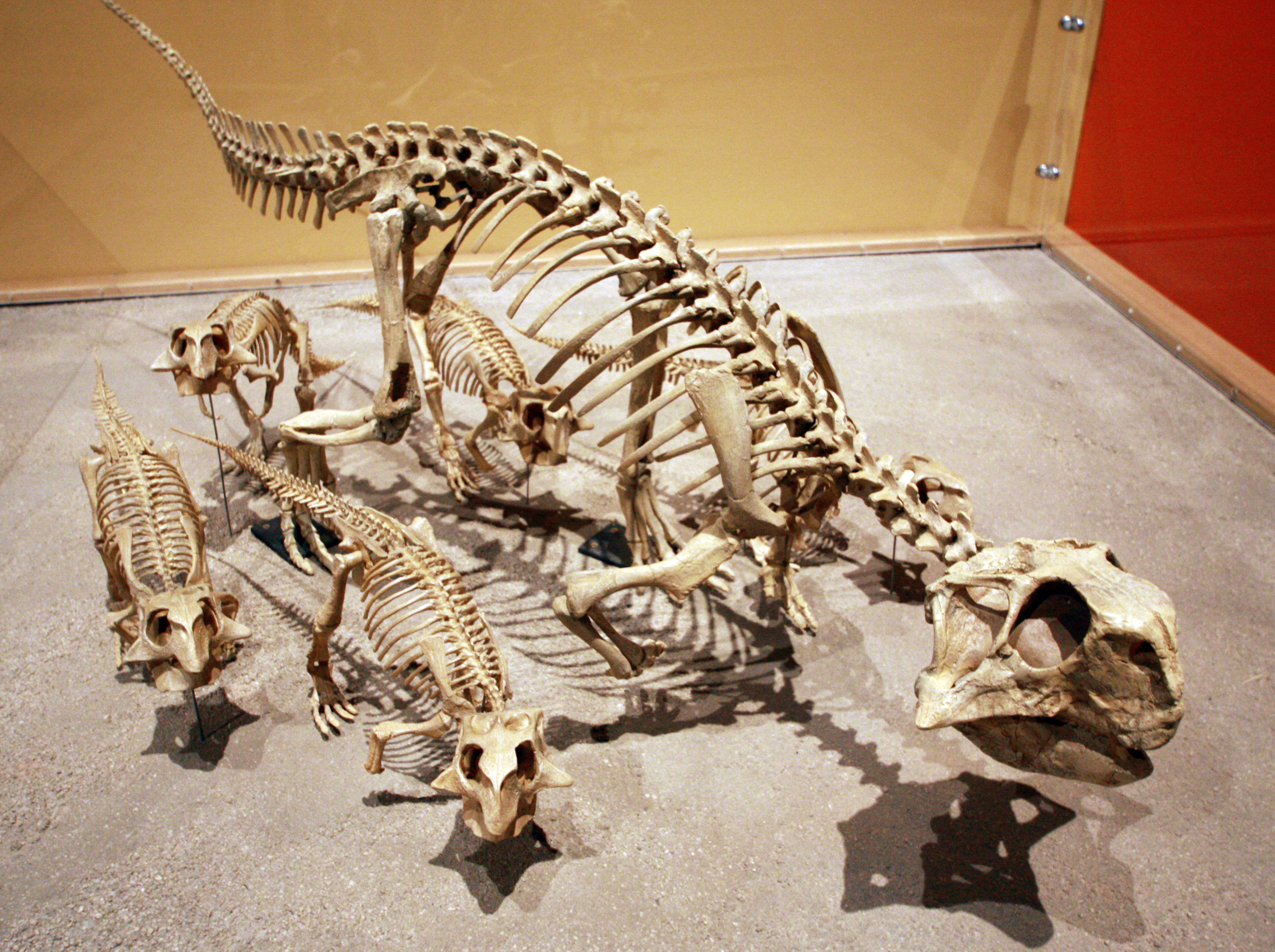
Scheletri montati di P. mongoliensis, un adulto con dei cuccioli

Lo Psittacosaurus è il genere tipo della famiglia degli Psittacosauridae, nominata da Osborn nel 1923. Gli Psittacosauridi erano animali primitivi rispetto a qualunque ceratopside noto, eccetto Yinlong e forse ai Chaoyangsauridae. Mentre gli Psittacosauridae era un ramo precoce dell'albero della famiglia dei Ceratopsia, lo stesso Psittacosaurus, probabilmente, non era direttamente ancestrale a nessun altro gruppo di ceratopsia. Tutti gli altri ceratopsiani conservavano il quinto dito della mano, una plesiomorfia o un tratto primitivo, mentre tutte le specie di Psittacosaurus avevano solo quattro dita per mano. Inoltre, la fenestra anterorbitale, un'apertura nel cranio tra l'occhio e la narice, è stata persa durante l'evoluzione degli Psittacosauridae, ma è ancora presente nella maggior parte degli altri ceratopsini e in gran parte degli altri archosauri.
Nel 2014 i descrittori di un nuovo taxon di ceratopsiano basale, pubblicarono un'analisi filogenetica che comprendeva Psittacosaurus. Il cladogramma che segue proviene dalle loro analisi, mettendo il genere come uno dei ceratopsiani più primitivi. Gli autori (Farke et al.) hanno osservato che tutti i taxa al di fuori di Leptoceratopsidae e Coronosauria, con l'eccezione del loro nuovo genere Aquilops, provengono dall'Asia, il che significa che il gruppo ha probabilmente avuto origine lì.
|  | Xuanhuaceratops |
|  |                 |
|  | Chaoyangsaurus  |
|  |                 |

|  | P. sinensis     |
|  |                 |
|  | P. mongoliensis |
|  |                 |

|  | Auroraceratops |
|  |                |
|  | Yamaceratops   |
|  |                |

|  | Helioceratops   |
|  |                 |
|  | Archaeoceratops |
|  |                 |

|  | Koreaceratops                                                      |
|  |                                                                    |
|  | \| \| Leptoceratopsidae \| \| \| \| \| \| Coronosauria \| \| \| \| |
|  |                                                                    |
|  | Leptoceratopsidae                                                  |
|  |                                                                    |
|  | Coronosauria                                                       |
|  |                                                                    |

|  | Leptoceratopsidae |
|  |                   |
|  | Coronosauria      |
|  |                   |

|  | Helioceratops   |
|  |                 |
|  | Archaeoceratops |
|  |                 |

|  | Koreaceratops                                                      |
|  |                                                                    |
|  | \| \| Leptoceratopsidae \| \| \| \| \| \| Coronosauria \| \| \| \| |
|  |                                                                    |
|  | Leptoceratopsidae                                                  |
|  |                                                                    |
|  | Coronosauria                                                       |
|  |                                                                    |

|  | Leptoceratopsidae |
|  |                   |
|  | Coronosauria      |
|  |                   |

|  | Auroraceratops |
|  |                |
|  | Yamaceratops   |
|  |                |

|  | Helioceratops   |
|  |                 |
|  | Archaeoceratops |
|  |                 |

|  | Koreaceratops                                                      |
|  |                                                                    |
|  | \| \| Leptoceratopsidae \| \| \| \| \| \| Coronosauria \| \| \| \| |
|  |                                                                    |
|  | Leptoceratopsidae                                                  |
|  |                                                                    |
|  | Coronosauria                                                       |
|  |                                                                    |

|  | Leptoceratopsidae |
|  |                   |
|  | Coronosauria      |
|  |                   |

|  | Helioceratops   |
|  |                 |
|  | Archaeoceratops |
|  |                 |

|  | Koreaceratops                                                      |
|  |                                                                    |
|  | \| \| Leptoceratopsidae \| \| \| \| \| \| Coronosauria \| \| \| \| |
|  |                                                                    |
|  | Leptoceratopsidae                                                  |
|  |                                                                    |
|  | Coronosauria                                                       |
|  |                                                                    |

|  | Leptoceratopsidae |
|  |                   |
|  | Coronosauria      |
|  |                   |

|  | Auroraceratops |
|  |                |
|  | Yamaceratops   |
|  |                |

|  | Helioceratops   |
|  |                 |
|  | Archaeoceratops |
|  |                 |

|  | Koreaceratops                                                      |
|  |                                                                    |
|  | \| \| Leptoceratopsidae \| \| \| \| \| \| Coronosauria \| \| \| \| |
|  |                                                                    |
|  | Leptoceratopsidae                                                  |
|  |                                                                    |
|  | Coronosauria                                                       |
|  |                                                                    |

|  | Leptoceratopsidae |
|  |                   |
|  | Coronosauria      |
|  |                   |

|  | Helioceratops   |
|  |                 |
|  | Archaeoceratops |
|  |                 |

|  | Koreaceratops                                                      |
|  |                                                                    |
|  | \| \| Leptoceratopsidae \| \| \| \| \| \| Coronosauria \| \| \| \| |
|  |                                                                    |
|  | Leptoceratopsidae                                                  |
|  |                                                                    |
|  | Coronosauria                                                       |
|  |                                                                    |

|  | Leptoceratopsidae |
|  |                   |
|  | Coronosauria      |
|  |                   |

|  | Auroraceratops |
|  |                |
|  | Yamaceratops   |
|  |                |

|  | Helioceratops   |
|  |                 |
|  | Archaeoceratops |
|  |                 |

|  | Koreaceratops                                                      |
|  |                                                                    |
|  | \| \| Leptoceratopsidae \| \| \| \| \| \| Coronosauria \| \| \| \| |
|  |                                                                    |
|  | Leptoceratopsidae                                                  |
|  |                                                                    |
|  | Coronosauria                                                       |
|  |                                                                    |

|  | Leptoceratopsidae |
|  |                   |
|  | Coronosauria      |
|  |                   |

|  | Helioceratops   |
|  |                 |
|  | Archaeoceratops |
|  |                 |

|  | Koreaceratops                                                      |
|  |                                                                    |
|  | \| \| Leptoceratopsidae \| \| \| \| \| \| Coronosauria \| \| \| \| |
|  |                                                                    |
|  | Leptoceratopsidae                                                  |
|  |                                                                    |
|  | Coronosauria                                                       |
|  |                                                                    |

|  | Leptoceratopsidae |
|  |                   |
|  | Coronosauria      |
|  |                   |

|  | Auroraceratops |
|  |                |
|  | Yamaceratops   |
|  |                |

|  | Helioceratops   |
|  |                 |
|  | Archaeoceratops |
|  |                 |

|  | Koreaceratops                                                      |
|  |                                                                    |
|  | \| \| Leptoceratopsidae \| \| \| \| \| \| Coronosauria \| \| \| \| |
|  |                                                                    |
|  | Leptoceratopsidae                                                  |
|  |                                                                    |
|  | Coronosauria                                                       |
|  |                                                                    |

|  | Leptoceratopsidae |
|  |                   |
|  | Coronosauria      |
|  |                   |

|  | Helioceratops   |
|  |                 |
|  | Archaeoceratops |
|  |                 |

|  | Koreaceratops                                                      |
|  |                                                                    |
|  | \| \| Leptoceratopsidae \| \| \| \| \| \| Coronosauria \| \| \| \| |
|  |                                                                    |
|  | Leptoceratopsidae                                                  |
|  |                                                                    |
|  | Coronosauria                                                       |
|  |                                                                    |

|  | Leptoceratopsidae |
|  |                   |
|  | Coronosauria      |
|  |                   |

|  | Auroraceratops |
|  |                |
|  | Yamaceratops   |
|  |                |

|  | Helioceratops   |
|  |                 |
|  | Archaeoceratops |
|  |                 |

|  | Koreaceratops                                                      |
|  |                                                                    |
|  | \| \| Leptoceratopsidae \| \| \| \| \| \| Coronosauria \| \| \| \| |
|  |                                                                    |
|  | Leptoceratopsidae                                                  |
|  |                                                                    |
|  | Coronosauria                                                       |
|  |                                                                    |

|  | Leptoceratopsidae |
|  |                   |
|  | Coronosauria      |
|  |                   |

|  | Helioceratops   |
|  |                 |
|  | Archaeoceratops |
|  |                 |

|  | Koreaceratops                                                      |
|  |                                                                    |
|  | \| \| Leptoceratopsidae \| \| \| \| \| \| Coronosauria \| \| \| \| |
|  |                                                                    |
|  | Leptoceratopsidae                                                  |
|  |                                                                    |
|  | Coronosauria                                                       |
|  |                                                                    |

|  | Leptoceratopsidae |
|  |                   |
|  | Coronosauria      |
|  |                   |

|  | Auroraceratops |
|  |                |
|  | Yamaceratops   |
|  |                |

|  | Helioceratops   |
|  |                 |
|  | Archaeoceratops |
|  |                 |

|  | Koreaceratops                                                      |
|  |                                                                    |
|  | \| \| Leptoceratopsidae \| \| \| \| \| \| Coronosauria \| \| \| \| |
|  |                                                                    |
|  | Leptoceratopsidae                                                  |
|  |                                                                    |
|  | Coronosauria                                                       |
|  |                                                                    |

|  | Leptoceratopsidae |
|  |                   |
|  | Coronosauria      |
|  |                   |

|  | Helioceratops   |
|  |                 |
|  | Archaeoceratops |
|  |                 |

|  | Koreaceratops                                                      |
|  |                                                                    |
|  | \| \| Leptoceratopsidae \| \| \| \| \| \| Coronosauria \| \| \| \| |
|  |                                                                    |
|  | Leptoceratopsidae                                                  |
|  |                                                                    |
|  | Coronosauria                                                       |
|  |                                                                    |

|  | Leptoceratopsidae |
|  |                   |
|  | Coronosauria      |
|  |                   |

|  | Auroraceratops |
|  |                |
|  | Yamaceratops   |
|  |                |

|  | Helioceratops   |
|  |                 |
|  | Archaeoceratops |
|  |                 |

|  | Koreaceratops                                                      |
|  |                                                                    |
|  | \| \| Leptoceratopsidae \| \| \| \| \| \| Coronosauria \| \| \| \| |
|  |                                                                    |
|  | Leptoceratopsidae                                                  |
|  |                                                                    |
|  | Coronosauria                                                       |
|  |                                                                    |

|  | Leptoceratopsidae |
|  |                   |
|  | Coronosauria      |
|  |                   |

|  | Helioceratops   |
|  |                 |
|  | Archaeoceratops |
|  |                 |

|  | Koreaceratops                                                      |
|  |                                                                    |
|  | \| \| Leptoceratopsidae \| \| \| \| \| \| Coronosauria \| \| \| \| |
|  |                                                                    |
|  | Leptoceratopsidae                                                  |
|  |                                                                    |
|  | Coronosauria                                                       |
|  |                                                                    |

|  | Leptoceratopsidae |
|  |                   |
|  | Coronosauria      |
|  |                   |

|  | P. sinensis     |
|  |                 |
|  | P. mongoliensis |
|  |                 |

|  | Auroraceratops |
|  |                |
|  | Yamaceratops   |
|  |                |

|  | Helioceratops   |
|  |                 |
|  | Archaeoceratops |
|  |                 |

|  | Koreaceratops                                                      |
|  |                                                                    |
|  | \| \| Leptoceratopsidae \| \| \| \| \| \| Coronosauria \| \| \| \| |
|  |                                                                    |
|  | Leptoceratopsidae                                                  |
|  |                                                                    |
|  | Coronosauria                                                       |
|  |                                                                    |

|  | Leptoceratopsidae |
|  |                   |
|  | Coronosauria      |
|  |                   |

|  | Helioceratops   |
|  |                 |
|  | Archaeoceratops |
|  |                 |

|  | Koreaceratops                                                      |
|  |                                                                    |
|  | \| \| Leptoceratopsidae \| \| \| \| \| \| Coronosauria \| \| \| \| |
|  |                                                                    |
|  | Leptoceratopsidae                                                  |
|  |                                                                    |
|  | Coronosauria                                                       |
|  |                                                                    |

|  | Leptoceratopsidae |
|  |                   |
|  | Coronosauria      |
|  |                   |

|  | Auroraceratops |
|  |                |
|  | Yamaceratops   |
|  |                |

|  | Helioceratops   |
|  |                 |
|  | Archaeoceratops |
|  |                 |

|  | Koreaceratops                                                      |
|  |                                                                    |
|  | \| \| Leptoceratopsidae \| \| \| \| \| \| Coronosauria \| \| \| \| |
|  |                                                                    |
|  | Leptoceratopsidae                                                  |
|  |                                                                    |
|  | Coronosauria                                                       |
|  |                                                                    |

|  | Leptoceratopsidae |
|  |                   |
|  | Coronosauria      |
|  |                   |

|  | Helioceratops   |
|  |                 |
|  | Archaeoceratops |
|  |                 |

|  | Koreaceratops                                                      |
|  |                                                                    |
|  | \| \| Leptoceratopsidae \| \| \| \| \| \| Coronosauria \| \| \| \| |
|  |                                                                    |
|  | Leptoceratopsidae                                                  |
|  |                                                                    |
|  | Coronosauria                                                       |
|  |                                                                    |

|  | Leptoceratopsidae |
|  |                   |
|  | Coronosauria      |
|  |                   |

|  | Auroraceratops |
|  |                |
|  | Yamaceratops   |
|  |                |

|  | Helioceratops   |
|  |                 |
|  | Archaeoceratops |
|  |                 |

|  | Koreaceratops                                                      |
|  |                                                                    |
|  | \| \| Leptoceratopsidae \| \| \| \| \| \| Coronosauria \| \| \| \| |
|  |                                                                    |
|  | Leptoceratopsidae                                                  |
|  |                                                                    |
|  | Coronosauria                                                       |
|  |                                                                    |

|  | Leptoceratopsidae |
|  |                   |
|  | Coronosauria      |
|  |                   |

|  | Helioceratops   |
|  |                 |
|  | Archaeoceratops |
|  |                 |

|  | Koreaceratops                                                      |
|  |                                                                    |
|  | \| \| Leptoceratopsidae \| \| \| \| \| \| Coronosauria \| \| \| \| |
|  |                                                                    |
|  | Leptoceratopsidae                                                  |
|  |                                                                    |
|  | Coronosauria                                                       |
|  |                                                                    |

|  | Leptoceratopsidae |
|  |                   |
|  | Coronosauria      |
|  |                   |

|  | Auroraceratops |
|  |                |
|  | Yamaceratops   |
|  |                |

|  | Helioceratops   |
|  |                 |
|  | Archaeoceratops |
|  |                 |

|  | Koreaceratops                                                      |
|  |                                                                    |
|  | \| \| Leptoceratopsidae \| \| \| \| \| \| Coronosauria \| \| \| \| |
|  |                                                                    |
|  | Leptoceratopsidae                                                  |
|  |                                                                    |
|  | Coronosauria                                                       |
|  |                                                                    |

|  | Leptoceratopsidae |
|  |                   |
|  | Coronosauria      |
|  |                   |

|  | Helioceratops   |
|  |                 |
|  | Archaeoceratops |
|  |                 |

|  | Koreaceratops                                                      |
|  |                                                                    |
|  | \| \| Leptoceratopsidae \| \| \| \| \| \| Coronosauria \| \| \| \| |
|  |                                                                    |
|  | Leptoceratopsidae                                                  |
|  |                                                                    |
|  | Coronosauria                                                       |
|  |                                                                    |

|  | Leptoceratopsidae |
|  |                   |
|  | Coronosauria      |
|  |                   |

|  | Auroraceratops |
|  |                |
|  | Yamaceratops   |
|  |                |

|  | Helioceratops   |
|  |                 |
|  | Archaeoceratops |
|  |                 |

|  | Koreaceratops                                                      |
|  |                                                                    |
|  | \| \| Leptoceratopsidae \| \| \| \| \| \| Coronosauria \| \| \| \| |
|  |                                                                    |
|  | Leptoceratopsidae                                                  |
|  |                                                                    |
|  | Coronosauria                                                       |
|  |                                                                    |

|  | Leptoceratopsidae |
|  |                   |
|  | Coronosauria      |
|  |                   |

|  | Helioceratops   |
|  |                 |
|  | Archaeoceratops |
|  |                 |

|  | Koreaceratops                                                      |
|  |                                                                    |
|  | \| \| Leptoceratopsidae \| \| \| \| \| \| Coronosauria \| \| \| \| |
|  |                                                                    |
|  | Leptoceratopsidae                                                  |
|  |                                                                    |
|  | Coronosauria                                                       |
|  |                                                                    |

|  | Leptoceratopsidae |
|  |                   |
|  | Coronosauria      |
|  |                   |

|  | Auroraceratops |
|  |                |
|  | Yamaceratops   |
|  |                |

|  | Helioceratops   |
|  |                 |
|  | Archaeoceratops |
|  |                 |

|  | Koreaceratops                                                      |
|  |                                                                    |
|  | \| \| Leptoceratopsidae \| \| \| \| \| \| Coronosauria \| \| \| \| |
|  |                                                                    |
|  | Leptoceratopsidae                                                  |
|  |                                                                    |
|  | Coronosauria                                                       |
|  |                                                                    |

|  | Leptoceratopsidae |
|  |                   |
|  | Coronosauria      |
|  |                   |

|  | Helioceratops   |
|  |                 |
|  | Archaeoceratops |
|  |                 |

|  | Koreaceratops                                                      |
|  |                                                                    |
|  | \| \| Leptoceratopsidae \| \| \| \| \| \| Coronosauria \| \| \| \| |
|  |                                                                    |
|  | Leptoceratopsidae                                                  |
|  |                                                                    |
|  | Coronosauria                                                       |
|  |                                                                    |

|  | Leptoceratopsidae |
|  |                   |
|  | Coronosauria      |
|  |                   |

|  | Auroraceratops |
|  |                |
|  | Yamaceratops   |
|  |                |

|  | Helioceratops   |
|  |                 |
|  | Archaeoceratops |
|  |                 |

|  | Koreaceratops                                                      |
|  |                                                                    |
|  | \| \| Leptoceratopsidae \| \| \| \| \| \| Coronosauria \| \| \| \| |
|  |                                                                    |
|  | Leptoceratopsidae                                                  |
|  |                                                                    |
|  | Coronosauria                                                       |
|  |                                                                    |

|  | Leptoceratopsidae |
|  |                   |
|  | Coronosauria      |
|  |                   |

|  | Helioceratops   |
|  |                 |
|  | Archaeoceratops |
|  |                 |

|  | Koreaceratops                                                      |
|  |                                                                    |
|  | \| \| Leptoceratopsidae \| \| \| \| \| \| Coronosauria \| \| \| \| |
|  |                                                                    |
|  | Leptoceratopsidae                                                  |
|  |                                                                    |
|  | Coronosauria                                                       |
|  |                                                                    |

|  | Leptoceratopsidae |
|  |                   |
|  | Coronosauria      |
|  |                   |

|  | Auroraceratops |
|  |                |
|  | Yamaceratops   |
|  |                |

|  | Helioceratops   |
|  |                 |
|  | Archaeoceratops |
|  |                 |

|  | Koreaceratops                                                      |
|  |                                                                    |
|  | \| \| Leptoceratopsidae \| \| \| \| \| \| Coronosauria \| \| \| \| |
|  |                                                                    |
|  | Leptoceratopsidae                                                  |
|  |                                                                    |
|  | Coronosauria                                                       |
|  |                                                                    |

|  | Leptoceratopsidae |
|  |                   |
|  | Coronosauria      |
|  |                   |

|  | Helioceratops   |
|  |                 |
|  | Archaeoceratops |
|  |                 |

|  | Koreaceratops                                                      |
|  |                                                                    |
|  | \| \| Leptoceratopsidae \| \| \| \| \| \| Coronosauria \| \| \| \| |
|  |                                                                    |
|  | Leptoceratopsidae                                                  |
|  |                                                                    |
|  | Coronosauria                                                       |
|  |                                                                    |

|  | Leptoceratopsidae |
|  |                   |
|  | Coronosauria      |
|  |                   |

|  | Xuanhuaceratops |
|  |                 |
|  | Chaoyangsaurus  |
|  |                 |

|  | P. sinensis     |
|  |                 |
|  | P. mongoliensis |
|  |                 |

|  | Auroraceratops |
|  |                |
|  | Yamaceratops   |
|  |                |

|  | Helioceratops   |
|  |                 |
|  | Archaeoceratops |
|  |                 |

|  | Koreaceratops                                                      |
|  |                                                                    |
|  | \| \| Leptoceratopsidae \| \| \| \| \| \| Coronosauria \| \| \| \| |
|  |                                                                    |
|  | Leptoceratopsidae                                                  |
|  |                                                                    |
|  | Coronosauria                                                       |
|  |                                                                    |

|  | Leptoceratopsidae |
|  |                   |
|  | Coronosauria      |
|  |                   |

|  | Helioceratops   |
|  |                 |
|  | Archaeoceratops |
|  |                 |

|  | Koreaceratops                                                      |
|  |                                                                    |
|  | \| \| Leptoceratopsidae \| \| \| \| \| \| Coronosauria \| \| \| \| |
|  |                                                                    |
|  | Leptoceratopsidae                                                  |
|  |                                                                    |
|  | Coronosauria                                                       |
|  |                                                                    |

|  | Leptoceratopsidae |
|  |                   |
|  | Coronosauria      |
|  |                   |

|  | Auroraceratops |
|  |                |
|  | Yamaceratops   |
|  |                |

|  | Helioceratops   |
|  |                 |
|  | Archaeoceratops |
|  |                 |

|  | Koreaceratops                                                      |
|  |                                                                    |
|  | \| \| Leptoceratopsidae \| \| \| \| \| \| Coronosauria \| \| \| \| |
|  |                                                                    |
|  | Leptoceratopsidae                                                  |
|  |                                                                    |
|  | Coronosauria                                                       |
|  |                                                                    |

|  | Leptoceratopsidae |
|  |                   |
|  | Coronosauria      |
|  |                   |

|  | Helioceratops   |
|  |                 |
|  | Archaeoceratops |
|  |                 |

|  | Koreaceratops                                                      |
|  |                                                                    |
|  | \| \| Leptoceratopsidae \| \| \| \| \| \| Coronosauria \| \| \| \| |
|  |                                                                    |
|  | Leptoceratopsidae                                                  |
|  |                                                                    |
|  | Coronosauria                                                       |
|  |                                                                    |

|  | Leptoceratopsidae |
|  |                   |
|  | Coronosauria      |
|  |                   |

|  | Auroraceratops |
|  |                |
|  | Yamaceratops   |
|  |                |

|  | Helioceratops   |
|  |                 |
|  | Archaeoceratops |
|  |                 |

|  | Koreaceratops                                                      |
|  |                                                                    |
|  | \| \| Leptoceratopsidae \| \| \| \| \| \| Coronosauria \| \| \| \| |
|  |                                                                    |
|  | Leptoceratopsidae                                                  |
|  |                                                                    |
|  | Coronosauria                                                       |
|  |                                                                    |

|  | Leptoceratopsidae |
|  |                   |
|  | Coronosauria      |
|  |                   |

|  | Helioceratops   |
|  |                 |
|  | Archaeoceratops |
|  |                 |

|  | Koreaceratops                                                      |
|  |                                                                    |
|  | \| \| Leptoceratopsidae \| \| \| \| \| \| Coronosauria \| \| \| \| |
|  |                                                                    |
|  | Leptoceratopsidae                                                  |
|  |                                                                    |
|  | Coronosauria                                                       |
|  |                                                                    |

|  | Leptoceratopsidae |
|  |                   |
|  | Coronosauria      |
|  |                   |

|  | Auroraceratops |
|  |                |
|  | Yamaceratops   |
|  |                |

|  | Helioceratops   |
|  |                 |
|  | Archaeoceratops |
|  |                 |

|  | Koreaceratops                                                      |
|  |                                                                    |
|  | \| \| Leptoceratopsidae \| \| \| \| \| \| Coronosauria \| \| \| \| |
|  |                                                                    |
|  | Leptoceratopsidae                                                  |
|  |                                                                    |
|  | Coronosauria                                                       |
|  |                                                                    |

|  | Leptoceratopsidae |
|  |                   |
|  | Coronosauria      |
|  |                   |

|  | Helioceratops   |
|  |                 |
|  | Archaeoceratops |
|  |                 |

|  | Koreaceratops                                                      |
|  |                                                                    |
|  | \| \| Leptoceratopsidae \| \| \| \| \| \| Coronosauria \| \| \| \| |
|  |                                                                    |
|  | Leptoceratopsidae                                                  |
|  |                                                                    |
|  | Coronosauria                                                       |
|  |                                                                    |

|  | Leptoceratopsidae |
|  |                   |
|  | Coronosauria      |
|  |                   |

|  | Auroraceratops |
|  |                |
|  | Yamaceratops   |
|  |                |

|  | Helioceratops   |
|  |                 |
|  | Archaeoceratops |
|  |                 |

|  | Koreaceratops                                                      |
|  |                                                                    |
|  | \| \| Leptoceratopsidae \| \| \| \| \| \| Coronosauria \| \| \| \| |
|  |                                                                    |
|  | Leptoceratopsidae                                                  |
|  |                                                                    |
|  | Coronosauria                                                       |
|  |                                                                    |

|  | Leptoceratopsidae |
|  |                   |
|  | Coronosauria      |
|  |                   |

|  | Helioceratops   |
|  |                 |
|  | Archaeoceratops |
|  |                 |

|  | Koreaceratops                                                      |
|  |                                                                    |
|  | \| \| Leptoceratopsidae \| \| \| \| \| \| Coronosauria \| \| \| \| |
|  |                                                                    |
|  | Leptoceratopsidae                                                  |
|  |                                                                    |
|  | Coronosauria                                                       |
|  |                                                                    |

|  | Leptoceratopsidae |
|  |                   |
|  | Coronosauria      |
|  |                   |

|  | Auroraceratops |
|  |                |
|  | Yamaceratops   |
|  |                |

|  | Helioceratops   |
|  |                 |
|  | Archaeoceratops |
|  |                 |

|  | Koreaceratops                                                      |
|  |                                                                    |
|  | \| \| Leptoceratopsidae \| \| \| \| \| \| Coronosauria \| \| \| \| |
|  |                                                                    |
|  | Leptoceratopsidae                                                  |
|  |                                                                    |
|  | Coronosauria                                                       |
|  |                                                                    |

|  | Leptoceratopsidae |
|  |                   |
|  | Coronosauria      |
|  |                   |

|  | Helioceratops   |
|  |                 |
|  | Archaeoceratops |
|  |                 |

|  | Koreaceratops                                                      |
|  |                                                                    |
|  | \| \| Leptoceratopsidae \| \| \| \| \| \| Coronosauria \| \| \| \| |
|  |                                                                    |
|  | Leptoceratopsidae                                                  |
|  |                                                                    |
|  | Coronosauria                                                       |
|  |                                                                    |

|  | Leptoceratopsidae |
|  |                   |
|  | Coronosauria      |
|  |                   |

|  | Auroraceratops |
|  |                |
|  | Yamaceratops   |
|  |                |

|  | Helioceratops   |
|  |                 |
|  | Archaeoceratops |
|  |                 |

|  | Koreaceratops                                                      |
|  |                                                                    |
|  | \| \| Leptoceratopsidae \| \| \| \| \| \| Coronosauria \| \| \| \| |
|  |                                                                    |
|  | Leptoceratopsidae                                                  |
|  |                                                                    |
|  | Coronosauria                                                       |
|  |                                                                    |

|  | Leptoceratopsidae |
|  |                   |
|  | Coronosauria      |
|  |                   |

|  | Helioceratops   |
|  |                 |
|  | Archaeoceratops |
|  |                 |

|  | Koreaceratops                                                      |
|  |                                                                    |
|  | \| \| Leptoceratopsidae \| \| \| \| \| \| Coronosauria \| \| \| \| |
|  |                                                                    |
|  | Leptoceratopsidae                                                  |
|  |                                                                    |
|  | Coronosauria                                                       |
|  |                                                                    |

|  | Leptoceratopsidae |
|  |                   |
|  | Coronosauria      |
|  |                   |

|  | Auroraceratops |
|  |                |
|  | Yamaceratops   |
|  |                |

|  | Helioceratops   |
|  |                 |
|  | Archaeoceratops |
|  |                 |

|  | Koreaceratops                                                      |
|  |                                                                    |
|  | \| \| Leptoceratopsidae \| \| \| \| \| \| Coronosauria \| \| \| \| |
|  |                                                                    |
|  | Leptoceratopsidae                                                  |
|  |                                                                    |
|  | Coronosauria                                                       |
|  |                                                                    |

|  | Leptoceratopsidae |
|  |                   |
|  | Coronosauria      |
|  |                   |

|  | Helioceratops   |
|  |                 |
|  | Archaeoceratops |
|  |                 |

|  | Koreaceratops                                                      |
|  |                                                                    |
|  | \| \| Leptoceratopsidae \| \| \| \| \| \| Coronosauria \| \| \| \| |
|  |                                                                    |
|  | Leptoceratopsidae                                                  |
|  |                                                                    |
|  | Coronosauria                                                       |
|  |                                                                    |

|  | Leptoceratopsidae |
|  |                   |
|  | Coronosauria      |
|  |                   |

|  | P. sinensis     |
|  |                 |
|  | P. mongoliensis |
|  |                 |

|  | Auroraceratops |
|  |                |
|  | Yamaceratops   |
|  |                |

|  | Helioceratops   |
|  |                 |
|  | Archaeoceratops |
|  |                 |

|  | Koreaceratops                                                      |
|  |                                                                    |
|  | \| \| Leptoceratopsidae \| \| \| \| \| \| Coronosauria \| \| \| \| |
|  |                                                                    |
|  | Leptoceratopsidae                                                  |
|  |                                                                    |
|  | Coronosauria                                                       |
|  |                                                                    |

|  | Leptoceratopsidae |
|  |                   |
|  | Coronosauria      |
|  |                   |

|  | Helioceratops   |
|  |                 |
|  | Archaeoceratops |
|  |                 |

|  | Koreaceratops                                                      |
|  |                                                                    |
|  | \| \| Leptoceratopsidae \| \| \| \| \| \| Coronosauria \| \| \| \| |
|  |                                                                    |
|  | Leptoceratopsidae                                                  |
|  |                                                                    |
|  | Coronosauria                                                       |
|  |                                                                    |

|  | Leptoceratopsidae |
|  |                   |
|  | Coronosauria      |
|  |                   |

|  | Auroraceratops |
|  |                |
|  | Yamaceratops   |
|  |                |

|  | Helioceratops   |
|  |                 |
|  | Archaeoceratops |
|  |                 |

|  | Koreaceratops                                                      |
|  |                                                                    |
|  | \| \| Leptoceratopsidae \| \| \| \| \| \| Coronosauria \| \| \| \| |
|  |                                                                    |
|  | Leptoceratopsidae                                                  |
|  |                                                                    |
|  | Coronosauria                                                       |
|  |                                                                    |

|  | Leptoceratopsidae |
|  |                   |
|  | Coronosauria      |
|  |                   |

|  | Helioceratops   |
|  |                 |
|  | Archaeoceratops |
|  |                 |

|  | Koreaceratops                                                      |
|  |                                                                    |
|  | \| \| Leptoceratopsidae \| \| \| \| \| \| Coronosauria \| \| \| \| |
|  |                                                                    |
|  | Leptoceratopsidae                                                  |
|  |                                                                    |
|  | Coronosauria                                                       |
|  |                                                                    |

|  | Leptoceratopsidae |
|  |                   |
|  | Coronosauria      |
|  |                   |

|  | Auroraceratops |
|  |                |
|  | Yamaceratops   |
|  |                |

|  | Helioceratops   |
|  |                 |
|  | Archaeoceratops |
|  |                 |

|  | Koreaceratops                                                      |
|  |                                                                    |
|  | \| \| Leptoceratopsidae \| \| \| \| \| \| Coronosauria \| \| \| \| |
|  |                                                                    |
|  | Leptoceratopsidae                                                  |
|  |                                                                    |
|  | Coronosauria                                                       |
|  |                                                                    |

|  | Leptoceratopsidae |
|  |                   |
|  | Coronosauria      |
|  |                   |

|  | Helioceratops   |
|  |                 |
|  | Archaeoceratops |
|  |                 |

|  | Koreaceratops                                                      |
|  |                                                                    |
|  | \| \| Leptoceratopsidae \| \| \| \| \| \| Coronosauria \| \| \| \| |
|  |                                                                    |
|  | Leptoceratopsidae                                                  |
|  |                                                                    |
|  | Coronosauria                                                       |
|  |                                                                    |

|  | Leptoceratopsidae |
|  |                   |
|  | Coronosauria      |
|  |                   |

|  | Auroraceratops |
|  |                |
|  | Yamaceratops   |
|  |                |

|  | Helioceratops   |
|  |                 |
|  | Archaeoceratops |
|  |                 |

|  | Koreaceratops                                                      |
|  |                                                                    |
|  | \| \| Leptoceratopsidae \| \| \| \| \| \| Coronosauria \| \| \| \| |
|  |                                                                    |
|  | Leptoceratopsidae                                                  |
|  |                                                                    |
|  | Coronosauria                                                       |
|  |                                                                    |

|  | Leptoceratopsidae |
|  |                   |
|  | Coronosauria      |
|  |                   |

|  | Helioceratops   |
|  |                 |
|  | Archaeoceratops |
|  |                 |

|  | Koreaceratops                                                      |
|  |                                                                    |
|  | \| \| Leptoceratopsidae \| \| \| \| \| \| Coronosauria \| \| \| \| |
|  |                                                                    |
|  | Leptoceratopsidae                                                  |
|  |                                                                    |
|  | Coronosauria                                                       |
|  |                                                                    |

|  | Leptoceratopsidae |
|  |                   |
|  | Coronosauria      |
|  |                   |

|  | Auroraceratops |
|  |                |
|  | Yamaceratops   |
|  |                |

|  | Helioceratops   |
|  |                 |
|  | Archaeoceratops |
|  |                 |

|  | Koreaceratops                                                      |
|  |                                                                    |
|  | \| \| Leptoceratopsidae \| \| \| \| \| \| Coronosauria \| \| \| \| |
|  |                                                                    |
|  | Leptoceratopsidae                                                  |
|  |                                                                    |
|  | Coronosauria                                                       |
|  |                                                                    |

|  | Leptoceratopsidae |
|  |                   |
|  | Coronosauria      |
|  |                   |

|  | Helioceratops   |
|  |                 |
|  | Archaeoceratops |
|  |                 |

|  | Koreaceratops                                                      |
|  |                                                                    |
|  | \| \| Leptoceratopsidae \| \| \| \| \| \| Coronosauria \| \| \| \| |
|  |                                                                    |
|  | Leptoceratopsidae                                                  |
|  |                                                                    |
|  | Coronosauria                                                       |
|  |                                                                    |

|  | Leptoceratopsidae |
|  |                   |
|  | Coronosauria      |
|  |                   |

|  | Auroraceratops |
|  |                |
|  | Yamaceratops   |
|  |                |

|  | Helioceratops   |
|  |                 |
|  | Archaeoceratops |
|  |                 |

|  | Koreaceratops                                                      |
|  |                                                                    |
|  | \| \| Leptoceratopsidae \| \| \| \| \| \| Coronosauria \| \| \| \| |
|  |                                                                    |
|  | Leptoceratopsidae                                                  |
|  |                                                                    |
|  | Coronosauria                                                       |
|  |                                                                    |

|  | Leptoceratopsidae |
|  |                   |
|  | Coronosauria      |
|  |                   |

|  | Helioceratops   |
|  |                 |
|  | Archaeoceratops |
|  |                 |

|  | Koreaceratops                                                      |
|  |                                                                    |
|  | \| \| Leptoceratopsidae \| \| \| \| \| \| Coronosauria \| \| \| \| |
|  |                                                                    |
|  | Leptoceratopsidae                                                  |
|  |                                                                    |
|  | Coronosauria                                                       |
|  |                                                                    |

|  | Leptoceratopsidae |
|  |                   |
|  | Coronosauria      |
|  |                   |

|  | Auroraceratops |
|  |                |
|  | Yamaceratops   |
|  |                |

|  | Helioceratops   |
|  |                 |
|  | Archaeoceratops |
|  |                 |

|  | Koreaceratops                                                      |
|  |                                                                    |
|  | \| \| Leptoceratopsidae \| \| \| \| \| \| Coronosauria \| \| \| \| |
|  |                                                                    |
|  | Leptoceratopsidae                                                  |
|  |                                                                    |
|  | Coronosauria                                                       |
|  |                                                                    |

|  | Leptoceratopsidae |
|  |                   |
|  | Coronosauria      |
|  |                   |

|  | Helioceratops   |
|  |                 |
|  | Archaeoceratops |
|  |                 |

|  | Koreaceratops                                                      |
|  |                                                                    |
|  | \| \| Leptoceratopsidae \| \| \| \| \| \| Coronosauria \| \| \| \| |
|  |                                                                    |
|  | Leptoceratopsidae                                                  |
|  |                                                                    |
|  | Coronosauria                                                       |
|  |                                                                    |

|  | Leptoceratopsidae |
|  |                   |
|  | Coronosauria      |
|  |                   |

|  | Auroraceratops |
|  |                |
|  | Yamaceratops   |
|  |                |

|  | Helioceratops   |
|  |                 |
|  | Archaeoceratops |
|  |                 |

|  | Koreaceratops                                                      |
|  |                                                                    |
|  | \| \| Leptoceratopsidae \| \| \| \| \| \| Coronosauria \| \| \| \| |
|  |                                                                    |
|  | Leptoceratopsidae                                                  |
|  |                                                                    |
|  | Coronosauria                                                       |
|  |                                                                    |

|  | Leptoceratopsidae |
|  |                   |
|  | Coronosauria      |
|  |                   |

|  | Helioceratops   |
|  |                 |
|  | Archaeoceratops |
|  |                 |

|  | Koreaceratops                                                      |
|  |                                                                    |
|  | \| \| Leptoceratopsidae \| \| \| \| \| \| Coronosauria \| \| \| \| |
|  |                                                                    |
|  | Leptoceratopsidae                                                  |
|  |                                                                    |
|  | Coronosauria                                                       |
|  |                                                                    |

|  | Leptoceratopsidae |
|  |                   |
|  | Coronosauria      |
|  |                   |

|  | Xuanhuaceratops |
|  |                 |
|  | Chaoyangsaurus  |
|  |                 |

|  | P. sinensis     |
|  |                 |
|  | P. mongoliensis |
|  |                 |

|  | Auroraceratops |
|  |                |
|  | Yamaceratops   |
|  |                |

|  | Helioceratops   |
|  |                 |
|  | Archaeoceratops |
|  |                 |

|  | Koreaceratops                                                      |
|  |                                                                    |
|  | \| \| Leptoceratopsidae \| \| \| \| \| \| Coronosauria \| \| \| \| |
|  |                                                                    |
|  | Leptoceratopsidae                                                  |
|  |                                                                    |
|  | Coronosauria                                                       |
|  |                                                                    |

|  | Leptoceratopsidae |
|  |                   |
|  | Coronosauria      |
|  |                   |

|  | Helioceratops   |
|  |                 |
|  | Archaeoceratops |
|  |                 |

|  | Koreaceratops                                                      |
|  |                                                                    |
|  | \| \| Leptoceratopsidae \| \| \| \| \| \| Coronosauria \| \| \| \| |
|  |                                                                    |
|  | Leptoceratopsidae                                                  |
|  |                                                                    |
|  | Coronosauria                                                       |
|  |                                                                    |

|  | Leptoceratopsidae |
|  |                   |
|  | Coronosauria      |
|  |                   |

|  | Auroraceratops |
|  |                |
|  | Yamaceratops   |
|  |                |

|  | Helioceratops   |
|  |                 |
|  | Archaeoceratops |
|  |                 |

|  | Koreaceratops                                                      |
|  |                                                                    |
|  | \| \| Leptoceratopsidae \| \| \| \| \| \| Coronosauria \| \| \| \| |
|  |                                                                    |
|  | Leptoceratopsidae                                                  |
|  |                                                                    |
|  | Coronosauria                                                       |
|  |                                                                    |

|  | Leptoceratopsidae |
|  |                   |
|  | Coronosauria      |
|  |                   |

|  | Helioceratops   |
|  |                 |
|  | Archaeoceratops |
|  |                 |

|  | Koreaceratops                                                      |
|  |                                                                    |
|  | \| \| Leptoceratopsidae \| \| \| \| \| \| Coronosauria \| \| \| \| |
|  |                                                                    |
|  | Leptoceratopsidae                                                  |
|  |                                                                    |
|  | Coronosauria                                                       |
|  |                                                                    |

|  | Leptoceratopsidae |
|  |                   |
|  | Coronosauria      |
|  |                   |

|  | Auroraceratops |
|  |                |
|  | Yamaceratops   |
|  |                |

|  | Helioceratops   |
|  |                 |
|  | Archaeoceratops |
|  |                 |

|  | Koreaceratops                                                      |
|  |                                                                    |
|  | \| \| Leptoceratopsidae \| \| \| \| \| \| Coronosauria \| \| \| \| |
|  |                                                                    |
|  | Leptoceratopsidae                                                  |
|  |                                                                    |
|  | Coronosauria                                                       |
|  |                                                                    |

|  | Leptoceratopsidae |
|  |                   |
|  | Coronosauria      |
|  |                   |

|  | Helioceratops   |
|  |                 |
|  | Archaeoceratops |
|  |                 |

|  | Koreaceratops                                                      |
|  |                                                                    |
|  | \| \| Leptoceratopsidae \| \| \| \| \| \| Coronosauria \| \| \| \| |
|  |                                                                    |
|  | Leptoceratopsidae                                                  |
|  |                                                                    |
|  | Coronosauria                                                       |
|  |                                                                    |

|  | Leptoceratopsidae |
|  |                   |
|  | Coronosauria      |
|  |                   |

|  | Auroraceratops |
|  |                |
|  | Yamaceratops   |
|  |                |

|  | Helioceratops   |
|  |                 |
|  | Archaeoceratops |
|  |                 |

|  | Koreaceratops                                                      |
|  |                                                                    |
|  | \| \| Leptoceratopsidae \| \| \| \| \| \| Coronosauria \| \| \| \| |
|  |                                                                    |
|  | Leptoceratopsidae                                                  |
|  |                                                                    |
|  | Coronosauria                                                       |
|  |                                                                    |

|  | Leptoceratopsidae |
|  |                   |
|  | Coronosauria      |
|  |                   |

|  | Helioceratops   |
|  |                 |
|  | Archaeoceratops |
|  |                 |

|  | Koreaceratops                                                      |
|  |                                                                    |
|  | \| \| Leptoceratopsidae \| \| \| \| \| \| Coronosauria \| \| \| \| |
|  |                                                                    |
|  | Leptoceratopsidae                                                  |
|  |                                                                    |
|  | Coronosauria                                                       |
|  |                                                                    |

|  | Leptoceratopsidae |
|  |                   |
|  | Coronosauria      |
|  |                   |

|  | Auroraceratops |
|  |                |
|  | Yamaceratops   |
|  |                |

|  | Helioceratops   |
|  |                 |
|  | Archaeoceratops |
|  |                 |

|  | Koreaceratops                                                      |
|  |                                                                    |
|  | \| \| Leptoceratopsidae \| \| \| \| \| \| Coronosauria \| \| \| \| |
|  |                                                                    |
|  | Leptoceratopsidae                                                  |
|  |                                                                    |
|  | Coronosauria                                                       |
|  |                                                                    |

|  | Leptoceratopsidae |
|  |                   |
|  | Coronosauria      |
|  |                   |

|  | Helioceratops   |
|  |                 |
|  | Archaeoceratops |
|  |                 |

|  | Koreaceratops                                                      |
|  |                                                                    |
|  | \| \| Leptoceratopsidae \| \| \| \| \| \| Coronosauria \| \| \| \| |
|  |                                                                    |
|  | Leptoceratopsidae                                                  |
|  |                                                                    |
|  | Coronosauria                                                       |
|  |                                                                    |

|  | Leptoceratopsidae |
|  |                   |
|  | Coronosauria      |
|  |                   |

|  | Auroraceratops |
|  |                |
|  | Yamaceratops   |
|  |                |

|  | Helioceratops   |
|  |                 |
|  | Archaeoceratops |
|  |                 |

|  | Koreaceratops                                                      |
|  |                                                                    |
|  | \| \| Leptoceratopsidae \| \| \| \| \| \| Coronosauria \| \| \| \| |
|  |                                                                    |
|  | Leptoceratopsidae                                                  |
|  |                                                                    |
|  | Coronosauria                                                       |
|  |                                                                    |

|  | Leptoceratopsidae |
|  |                   |
|  | Coronosauria      |
|  |                   |

|  | Helioceratops   |
|  |                 |
|  | Archaeoceratops |
|  |                 |

|  | Koreaceratops                                                      |
|  |                                                                    |
|  | \| \| Leptoceratopsidae \| \| \| \| \| \| Coronosauria \| \| \| \| |
|  |                                                                    |
|  | Leptoceratopsidae                                                  |
|  |                                                                    |
|  | Coronosauria                                                       |
|  |                                                                    |

|  | Leptoceratopsidae |
|  |                   |
|  | Coronosauria      |
|  |                   |

|  | Auroraceratops |
|  |                |
|  | Yamaceratops   |
|  |                |

|  | Helioceratops   |
|  |                 |
|  | Archaeoceratops |
|  |                 |

|  | Koreaceratops                                                      |
|  |                                                                    |
|  | \| \| Leptoceratopsidae \| \| \| \| \| \| Coronosauria \| \| \| \| |
|  |                                                                    |
|  | Leptoceratopsidae                                                  |
|  |                                                                    |
|  | Coronosauria                                                       |
|  |                                                                    |

|  | Leptoceratopsidae |
|  |                   |
|  | Coronosauria      |
|  |                   |

|  | Helioceratops   |
|  |                 |
|  | Archaeoceratops |
|  |                 |

|  | Koreaceratops                                                      |
|  |                                                                    |
|  | \| \| Leptoceratopsidae \| \| \| \| \| \| Coronosauria \| \| \| \| |
|  |                                                                    |
|  | Leptoceratopsidae                                                  |
|  |                                                                    |
|  | Coronosauria                                                       |
|  |                                                                    |

|  | Leptoceratopsidae |
|  |                   |
|  | Coronosauria      |
|  |                   |

|  | Auroraceratops |
|  |                |
|  | Yamaceratops   |
|  |                |

|  | Helioceratops   |
|  |                 |
|  | Archaeoceratops |
|  |                 |

|  | Koreaceratops                                                      |
|  |                                                                    |
|  | \| \| Leptoceratopsidae \| \| \| \| \| \| Coronosauria \| \| \| \| |
|  |                                                                    |
|  | Leptoceratopsidae                                                  |
|  |                                                                    |
|  | Coronosauria                                                       |
|  |                                                                    |

|  | Leptoceratopsidae |
|  |                   |
|  | Coronosauria      |
|  |                   |

|  | Helioceratops   |
|  |                 |
|  | Archaeoceratops |
|  |                 |

|  | Koreaceratops                                                      |
|  |                                                                    |
|  | \| \| Leptoceratopsidae \| \| \| \| \| \| Coronosauria \| \| \| \| |
|  |                                                                    |
|  | Leptoceratopsidae                                                  |
|  |                                                                    |
|  | Coronosauria                                                       |
|  |                                                                    |

|  | Leptoceratopsidae |
|  |                   |
|  | Coronosauria      |
|  |                   |

|  | P. sinensis     |
|  |                 |
|  | P. mongoliensis |
|  |                 |

|  | Auroraceratops |
|  |                |
|  | Yamaceratops   |
|  |                |

|  | Helioceratops   |
|  |                 |
|  | Archaeoceratops |
|  |                 |

|  | Koreaceratops                                                      |
|  |                                                                    |
|  | \| \| Leptoceratopsidae \| \| \| \| \| \| Coronosauria \| \| \| \| |
|  |                                                                    |
|  | Leptoceratopsidae                                                  |
|  |                                                                    |
|  | Coronosauria                                                       |
|  |                                                                    |

|  | Leptoceratopsidae |
|  |                   |
|  | Coronosauria      |
|  |                   |

|  | Helioceratops   |
|  |                 |
|  | Archaeoceratops |
|  |                 |

|  | Koreaceratops                                                      |
|  |                                                                    |
|  | \| \| Leptoceratopsidae \| \| \| \| \| \| Coronosauria \| \| \| \| |
|  |                                                                    |
|  | Leptoceratopsidae                                                  |
|  |                                                                    |
|  | Coronosauria                                                       |
|  |                                                                    |

|  | Leptoceratopsidae |
|  |                   |
|  | Coronosauria      |
|  |                   |

|  | Auroraceratops |
|  |                |
|  | Yamaceratops   |
|  |                |

|  | Helioceratops   |
|  |                 |
|  | Archaeoceratops |
|  |                 |

|  | Koreaceratops                                                      |
|  |                                                                    |
|  | \| \| Leptoceratopsidae \| \| \| \| \| \| Coronosauria \| \| \| \| |
|  |                                                                    |
|  | Leptoceratopsidae                                                  |
|  |                                                                    |
|  | Coronosauria                                                       |
|  |                                                                    |

|  | Leptoceratopsidae |
|  |                   |
|  | Coronosauria      |
|  |                   |

|  | Helioceratops   |
|  |                 |
|  | Archaeoceratops |
|  |                 |

|  | Koreaceratops                                                      |
|  |                                                                    |
|  | \| \| Leptoceratopsidae \| \| \| \| \| \| Coronosauria \| \| \| \| |
|  |                                                                    |
|  | Leptoceratopsidae                                                  |
|  |                                                                    |
|  | Coronosauria                                                       |
|  |                                                                    |

|  | Leptoceratopsidae |
|  |                   |
|  | Coronosauria      |
|  |                   |

|  | Auroraceratops |
|  |                |
|  | Yamaceratops   |
|  |                |

|  | Helioceratops   |
|  |                 |
|  | Archaeoceratops |
|  |                 |

|  | Koreaceratops                                                      |
|  |                                                                    |
|  | \| \| Leptoceratopsidae \| \| \| \| \| \| Coronosauria \| \| \| \| |
|  |                                                                    |
|  | Leptoceratopsidae                                                  |
|  |                                                                    |
|  | Coronosauria                                                       |
|  |                                                                    |

|  | Leptoceratopsidae |
|  |                   |
|  | Coronosauria      |
|  |                   |

|  | Helioceratops   |
|  |                 |
|  | Archaeoceratops |
|  |                 |

|  | Koreaceratops                                                      |
|  |                                                                    |
|  | \| \| Leptoceratopsidae \| \| \| \| \| \| Coronosauria \| \| \| \| |
|  |                                                                    |
|  | Leptoceratopsidae                                                  |
|  |                                                                    |
|  | Coronosauria                                                       |
|  |                                                                    |

|  | Leptoceratopsidae |
|  |                   |
|  | Coronosauria      |
|  |                   |

|  | Auroraceratops |
|  |                |
|  | Yamaceratops   |
|  |                |

|  | Helioceratops   |
|  |                 |
|  | Archaeoceratops |
|  |                 |

|  | Koreaceratops                                                      |
|  |                                                                    |
|  | \| \| Leptoceratopsidae \| \| \| \| \| \| Coronosauria \| \| \| \| |
|  |                                                                    |
|  | Leptoceratopsidae                                                  |
|  |                                                                    |
|  | Coronosauria                                                       |
|  |                                                                    |

|  | Leptoceratopsidae |
|  |                   |
|  | Coronosauria      |
|  |                   |

|  | Helioceratops   |
|  |                 |
|  | Archaeoceratops |
|  |                 |

|  | Koreaceratops                                                      |
|  |                                                                    |
|  | \| \| Leptoceratopsidae \| \| \| \| \| \| Coronosauria \| \| \| \| |
|  |                                                                    |
|  | Leptoceratopsidae                                                  |
|  |                                                                    |
|  | Coronosauria                                                       |
|  |                                                                    |

|  | Leptoceratopsidae |
|  |                   |
|  | Coronosauria      |
|  |                   |

|  | Auroraceratops |
|  |                |
|  | Yamaceratops   |
|  |                |

|  | Helioceratops   |
|  |                 |
|  | Archaeoceratops |
|  |                 |

|  | Koreaceratops                                                      |
|  |                                                                    |
|  | \| \| Leptoceratopsidae \| \| \| \| \| \| Coronosauria \| \| \| \| |
|  |                                                                    |
|  | Leptoceratopsidae                                                  |
|  |                                                                    |
|  | Coronosauria                                                       |
|  |                                                                    |

|  | Leptoceratopsidae |
|  |                   |
|  | Coronosauria      |
|  |                   |

|  | Helioceratops   |
|  |                 |
|  | Archaeoceratops |
|  |                 |

|  | Koreaceratops                                                      |
|  |                                                                    |
|  | \| \| Leptoceratopsidae \| \| \| \| \| \| Coronosauria \| \| \| \| |
|  |                                                                    |
|  | Leptoceratopsidae                                                  |
|  |                                                                    |
|  | Coronosauria                                                       |
|  |                                                                    |

|  | Leptoceratopsidae |
|  |                   |
|  | Coronosauria      |
|  |                   |

|  | Auroraceratops |
|  |                |
|  | Yamaceratops   |
|  |                |

|  | Helioceratops   |
|  |                 |
|  | Archaeoceratops |
|  |                 |

|  | Koreaceratops                                                      |
|  |                                                                    |
|  | \| \| Leptoceratopsidae \| \| \| \| \| \| Coronosauria \| \| \| \| |
|  |                                                                    |
|  | Leptoceratopsidae                                                  |
|  |                                                                    |
|  | Coronosauria                                                       |
|  |                                                                    |

|  | Leptoceratopsidae |
|  |                   |
|  | Coronosauria      |
|  |                   |

|  | Helioceratops   |
|  |                 |
|  | Archaeoceratops |
|  |                 |

|  | Koreaceratops                                                      |
|  |                                                                    |
|  | \| \| Leptoceratopsidae \| \| \| \| \| \| Coronosauria \| \| \| \| |
|  |                                                                    |
|  | Leptoceratopsidae                                                  |
|  |                                                                    |
|  | Coronosauria                                                       |
|  |                                                                    |

|  | Leptoceratopsidae |
|  |                   |
|  | Coronosauria      |
|  |                   |

|  | Auroraceratops |
|  |                |
|  | Yamaceratops   |
|  |                |

|  | Helioceratops   |
|  |                 |
|  | Archaeoceratops |
|  |                 |

|  | Koreaceratops                                                      |
|  |                                                                    |
|  | \| \| Leptoceratopsidae \| \| \| \| \| \| Coronosauria \| \| \| \| |
|  |                                                                    |
|  | Leptoceratopsidae                                                  |
|  |                                                                    |
|  | Coronosauria                                                       |
|  |                                                                    |

|  | Leptoceratopsidae |
|  |                   |
|  | Coronosauria      |
|  |                   |

|  | Helioceratops   |
|  |                 |
|  | Archaeoceratops |
|  |                 |

|  | Koreaceratops                                                      |
|  |                                                                    |
|  | \| \| Leptoceratopsidae \| \| \| \| \| \| Coronosauria \| \| \| \| |
|  |                                                                    |
|  | Leptoceratopsidae                                                  |
|  |                                                                    |
|  | Coronosauria                                                       |
|  |                                                                    |

|  | Leptoceratopsidae |
|  |                   |
|  | Coronosauria      |
|  |                   |

|  | Auroraceratops |
|  |                |
|  | Yamaceratops   |
|  |                |

|  | Helioceratops   |
|  |                 |
|  | Archaeoceratops |
|  |                 |

|  | Koreaceratops                                                      |
|  |                                                                    |
|  | \| \| Leptoceratopsidae \| \| \| \| \| \| Coronosauria \| \| \| \| |
|  |                                                                    |
|  | Leptoceratopsidae                                                  |
|  |                                                                    |
|  | Coronosauria                                                       |
|  |                                                                    |

|  | Leptoceratopsidae |
|  |                   |
|  | Coronosauria      |
|  |                   |

|  | Helioceratops   |
|  |                 |
|  | Archaeoceratops |
|  |                 |

|  | Koreaceratops                                                      |
|  |                                                                    |
|  | \| \| Leptoceratopsidae \| \| \| \| \| \| Coronosauria \| \| \| \| |
|  |                                                                    |
|  | Leptoceratopsidae                                                  |
|  |                                                                    |
|  | Coronosauria                                                       |
|  |                                                                    |

|  | Leptoceratopsidae |
|  |                   |
|  | Coronosauria      |
|  |                   |

|  | Xuanhuaceratops |
|  |                 |
|  | Chaoyangsaurus  |
|  |                 |

|  | P. sinensis     |
|  |                 |
|  | P. mongoliensis |
|  |                 |

|  | Auroraceratops |
|  |                |
|  | Yamaceratops   |
|  |                |

|  | Helioceratops   |
|  |                 |
|  | Archaeoceratops |
|  |                 |

|  | Koreaceratops                                                      |
|  |                                                                    |
|  | \| \| Leptoceratopsidae \| \| \| \| \| \| Coronosauria \| \| \| \| |
|  |                                                                    |
|  | Leptoceratopsidae                                                  |
|  |                                                                    |
|  | Coronosauria                                                       |
|  |                                                                    |

|  | Leptoceratopsidae |
|  |                   |
|  | Coronosauria      |
|  |                   |

|  | Helioceratops   |
|  |                 |
|  | Archaeoceratops |
|  |                 |

|  | Koreaceratops                                                      |
|  |                                                                    |
|  | \| \| Leptoceratopsidae \| \| \| \| \| \| Coronosauria \| \| \| \| |
|  |                                                                    |
|  | Leptoceratopsidae                                                  |
|  |                                                                    |
|  | Coronosauria                                                       |
|  |                                                                    |

|  | Leptoceratopsidae |
|  |                   |
|  | Coronosauria      |
|  |                   |

|  | Auroraceratops |
|  |                |
|  | Yamaceratops   |
|  |                |

|  | Helioceratops   |
|  |                 |
|  | Archaeoceratops |
|  |                 |

|  | Koreaceratops                                                      |
|  |                                                                    |
|  | \| \| Leptoceratopsidae \| \| \| \| \| \| Coronosauria \| \| \| \| |
|  |                                                                    |
|  | Leptoceratopsidae                                                  |
|  |                                                                    |
|  | Coronosauria                                                       |
|  |                                                                    |

|  | Leptoceratopsidae |
|  |                   |
|  | Coronosauria      |
|  |                   |

|  | Helioceratops   |
|  |                 |
|  | Archaeoceratops |
|  |                 |

|  | Koreaceratops                                                      |
|  |                                                                    |
|  | \| \| Leptoceratopsidae \| \| \| \| \| \| Coronosauria \| \| \| \| |
|  |                                                                    |
|  | Leptoceratopsidae                                                  |
|  |                                                                    |
|  | Coronosauria                                                       |
|  |                                                                    |

|  | Leptoceratopsidae |
|  |                   |
|  | Coronosauria      |
|  |                   |

|  | Auroraceratops |
|  |                |
|  | Yamaceratops   |
|  |                |

|  | Helioceratops   |
|  |                 |
|  | Archaeoceratops |
|  |                 |

|  | Koreaceratops                                                      |
|  |                                                                    |
|  | \| \| Leptoceratopsidae \| \| \| \| \| \| Coronosauria \| \| \| \| |
|  |                                                                    |
|  | Leptoceratopsidae                                                  |
|  |                                                                    |
|  | Coronosauria                                                       |
|  |                                                                    |

|  | Leptoceratopsidae |
|  |                   |
|  | Coronosauria      |
|  |                   |

|  | Helioceratops   |
|  |                 |
|  | Archaeoceratops |
|  |                 |

|  | Koreaceratops                                                      |
|  |                                                                    |
|  | \| \| Leptoceratopsidae \| \| \| \| \| \| Coronosauria \| \| \| \| |
|  |                                                                    |
|  | Leptoceratopsidae                                                  |
|  |                                                                    |
|  | Coronosauria                                                       |
|  |                                                                    |

|  | Leptoceratopsidae |
|  |                   |
|  | Coronosauria      |
|  |                   |

|  | Auroraceratops |
|  |                |
|  | Yamaceratops   |
|  |                |

|  | Helioceratops   |
|  |                 |
|  | Archaeoceratops |
|  |                 |

|  | Koreaceratops                                                      |
|  |                                                                    |
|  | \| \| Leptoceratopsidae \| \| \| \| \| \| Coronosauria \| \| \| \| |
|  |                                                                    |
|  | Leptoceratopsidae                                                  |
|  |                                                                    |
|  | Coronosauria                                                       |
|  |                                                                    |

|  | Leptoceratopsidae |
|  |                   |
|  | Coronosauria      |
|  |                   |

|  | Helioceratops   |
|  |                 |
|  | Archaeoceratops |
|  |                 |

|  | Koreaceratops                                                      |
|  |                                                                    |
|  | \| \| Leptoceratopsidae \| \| \| \| \| \| Coronosauria \| \| \| \| |
|  |                                                                    |
|  | Leptoceratopsidae                                                  |
|  |                                                                    |
|  | Coronosauria                                                       |
|  |                                                                    |

|  | Leptoceratopsidae |
|  |                   |
|  | Coronosauria      |
|  |                   |

|  | Auroraceratops |
|  |                |
|  | Yamaceratops   |
|  |                |

|  | Helioceratops   |
|  |                 |
|  | Archaeoceratops |
|  |                 |

|  | Koreaceratops                                                      |
|  |                                                                    |
|  | \| \| Leptoceratopsidae \| \| \| \| \| \| Coronosauria \| \| \| \| |
|  |                                                                    |
|  | Leptoceratopsidae                                                  |
|  |                                                                    |
|  | Coronosauria                                                       |
|  |                                                                    |

|  | Leptoceratopsidae |
|  |                   |
|  | Coronosauria      |
|  |                   |

|  | Helioceratops   |
|  |                 |
|  | Archaeoceratops |
|  |                 |

|  | Koreaceratops                                                      |
|  |                                                                    |
|  | \| \| Leptoceratopsidae \| \| \| \| \| \| Coronosauria \| \| \| \| |
|  |                                                                    |
|  | Leptoceratopsidae                                                  |
|  |                                                                    |
|  | Coronosauria                                                       |
|  |                                                                    |

|  | Leptoceratopsidae |
|  |                   |
|  | Coronosauria      |
|  |                   |

|  | Auroraceratops |
|  |                |
|  | Yamaceratops   |
|  |                |

|  | Helioceratops   |
|  |                 |
|  | Archaeoceratops |
|  |                 |

|  | Koreaceratops                                                      |
|  |                                                                    |
|  | \| \| Leptoceratopsidae \| \| \| \| \| \| Coronosauria \| \| \| \| |
|  |                                                                    |
|  | Leptoceratopsidae                                                  |
|  |                                                                    |
|  | Coronosauria                                                       |
|  |                                                                    |

|  | Leptoceratopsidae |
|  |                   |
|  | Coronosauria      |
|  |                   |

|  | Helioceratops   |
|  |                 |
|  | Archaeoceratops |
|  |                 |

|  | Koreaceratops                                                      |
|  |                                                                    |
|  | \| \| Leptoceratopsidae \| \| \| \| \| \| Coronosauria \| \| \| \| |
|  |                                                                    |
|  | Leptoceratopsidae                                                  |
|  |                                                                    |
|  | Coronosauria                                                       |
|  |                                                                    |

|  | Leptoceratopsidae |
|  |                   |
|  | Coronosauria      |
|  |                   |

|  | Auroraceratops |
|  |                |
|  | Yamaceratops   |
|  |                |

|  | Helioceratops   |
|  |                 |
|  | Archaeoceratops |
|  |                 |

|  | Koreaceratops                                                      |
|  |                                                                    |
|  | \| \| Leptoceratopsidae \| \| \| \| \| \| Coronosauria \| \| \| \| |
|  |                                                                    |
|  | Leptoceratopsidae                                                  |
|  |                                                                    |
|  | Coronosauria                                                       |
|  |                                                                    |

|  | Leptoceratopsidae |
|  |                   |
|  | Coronosauria      |
|  |                   |

|  | Helioceratops   |
|  |                 |
|  | Archaeoceratops |
|  |                 |

|  | Koreaceratops                                                      |
|  |                                                                    |
|  | \| \| Leptoceratopsidae \| \| \| \| \| \| Coronosauria \| \| \| \| |
|  |                                                                    |
|  | Leptoceratopsidae                                                  |
|  |                                                                    |
|  | Coronosauria                                                       |
|  |                                                                    |

|  | Leptoceratopsidae |
|  |                   |
|  | Coronosauria      |
|  |                   |

|  | Auroraceratops |
|  |                |
|  | Yamaceratops   |
|  |                |

|  | Helioceratops   |
|  |                 |
|  | Archaeoceratops |
|  |                 |

|  | Koreaceratops                                                      |
|  |                                                                    |
|  | \| \| Leptoceratopsidae \| \| \| \| \| \| Coronosauria \| \| \| \| |
|  |                                                                    |
|  | Leptoceratopsidae                                                  |
|  |                                                                    |
|  | Coronosauria                                                       |
|  |                                                                    |

|  | Leptoceratopsidae |
|  |                   |
|  | Coronosauria      |
|  |                   |

|  | Helioceratops   |
|  |                 |
|  | Archaeoceratops |
|  |                 |

|  | Koreaceratops                                                      |
|  |                                                                    |
|  | \| \| Leptoceratopsidae \| \| \| \| \| \| Coronosauria \| \| \| \| |
|  |                                                                    |
|  | Leptoceratopsidae                                                  |
|  |                                                                    |
|  | Coronosauria                                                       |
|  |                                                                    |

|  | Leptoceratopsidae |
|  |                   |
|  | Coronosauria      |
|  |                   |

|  | P. sinensis     |
|  |                 |
|  | P. mongoliensis |
|  |                 |

|  | Auroraceratops |
|  |                |
|  | Yamaceratops   |
|  |                |

|  | Helioceratops   |
|  |                 |
|  | Archaeoceratops |
|  |                 |

|  | Koreaceratops                                                      |
|  |                                                                    |
|  | \| \| Leptoceratopsidae \| \| \| \| \| \| Coronosauria \| \| \| \| |
|  |                                                                    |
|  | Leptoceratopsidae                                                  |
|  |                                                                    |
|  | Coronosauria                                                       |
|  |                                                                    |

|  | Leptoceratopsidae |
|  |                   |
|  | Coronosauria      |
|  |                   |

|  | Helioceratops   |
|  |                 |
|  | Archaeoceratops |
|  |                 |

|  | Koreaceratops                                                      |
|  |                                                                    |
|  | \| \| Leptoceratopsidae \| \| \| \| \| \| Coronosauria \| \| \| \| |
|  |                                                                    |
|  | Leptoceratopsidae                                                  |
|  |                                                                    |
|  | Coronosauria                                                       |
|  |                                                                    |

|  | Leptoceratopsidae |
|  |                   |
|  | Coronosauria      |
|  |                   |

|  | Auroraceratops |
|  |                |
|  | Yamaceratops   |
|  |                |

|  | Helioceratops   |
|  |                 |
|  | Archaeoceratops |
|  |                 |

|  | Koreaceratops                                                      |
|  |                                                                    |
|  | \| \| Leptoceratopsidae \| \| \| \| \| \| Coronosauria \| \| \| \| |
|  |                                                                    |
|  | Leptoceratopsidae                                                  |
|  |                                                                    |
|  | Coronosauria                                                       |
|  |                                                                    |

|  | Leptoceratopsidae |
|  |                   |
|  | Coronosauria      |
|  |                   |

|  | Helioceratops   |
|  |                 |
|  | Archaeoceratops |
|  |                 |

|  | Koreaceratops                                                      |
|  |                                                                    |
|  | \| \| Leptoceratopsidae \| \| \| \| \| \| Coronosauria \| \| \| \| |
|  |                                                                    |
|  | Leptoceratopsidae                                                  |
|  |                                                                    |
|  | Coronosauria                                                       |
|  |                                                                    |

|  | Leptoceratopsidae |
|  |                   |
|  | Coronosauria      |
|  |                   |

|  | Auroraceratops |
|  |                |
|  | Yamaceratops   |
|  |                |

|  | Helioceratops   |
|  |                 |
|  | Archaeoceratops |
|  |                 |

|  | Koreaceratops                                                      |
|  |                                                                    |
|  | \| \| Leptoceratopsidae \| \| \| \| \| \| Coronosauria \| \| \| \| |
|  |                                                                    |
|  | Leptoceratopsidae                                                  |
|  |                                                                    |
|  | Coronosauria                                                       |
|  |                                                                    |

|  | Leptoceratopsidae |
|  |                   |
|  | Coronosauria      |
|  |                   |

|  | Helioceratops   |
|  |                 |
|  | Archaeoceratops |
|  |                 |

|  | Koreaceratops                                                      |
|  |                                                                    |
|  | \| \| Leptoceratopsidae \| \| \| \| \| \| Coronosauria \| \| \| \| |
|  |                                                                    |
|  | Leptoceratopsidae                                                  |
|  |                                                                    |
|  | Coronosauria                                                       |
|  |                                                                    |

|  | Leptoceratopsidae |
|  |                   |
|  | Coronosauria      |
|  |                   |

|  | Auroraceratops |
|  |                |
|  | Yamaceratops   |
|  |                |

|  | Helioceratops   |
|  |                 |
|  | Archaeoceratops |
|  |                 |

|  | Koreaceratops                                                      |
|  |                                                                    |
|  | \| \| Leptoceratopsidae \| \| \| \| \| \| Coronosauria \| \| \| \| |
|  |                                                                    |
|  | Leptoceratopsidae                                                  |
|  |                                                                    |
|  | Coronosauria                                                       |
|  |                                                                    |

|  | Leptoceratopsidae |
|  |                   |
|  | Coronosauria      |
|  |                   |

|  | Helioceratops   |
|  |                 |
|  | Archaeoceratops |
|  |                 |

|  | Koreaceratops                                                      |
|  |                                                                    |
|  | \| \| Leptoceratopsidae \| \| \| \| \| \| Coronosauria \| \| \| \| |
|  |                                                                    |
|  | Leptoceratopsidae                                                  |
|  |                                                                    |
|  | Coronosauria                                                       |
|  |                                                                    |

|  | Leptoceratopsidae |
|  |                   |
|  | Coronosauria      |
|  |                   |

|  | Auroraceratops |
|  |                |
|  | Yamaceratops   |
|  |                |

|  | Helioceratops   |
|  |                 |
|  | Archaeoceratops |
|  |                 |

|  | Koreaceratops                                                      |
|  |                                                                    |
|  | \| \| Leptoceratopsidae \| \| \| \| \| \| Coronosauria \| \| \| \| |
|  |                                                                    |
|  | Leptoceratopsidae                                                  |
|  |                                                                    |
|  | Coronosauria                                                       |
|  |                                                                    |

|  | Leptoceratopsidae |
|  |                   |
|  | Coronosauria      |
|  |                   |

|  | Helioceratops   |
|  |                 |
|  | Archaeoceratops |
|  |                 |

|  | Koreaceratops                                                      |
|  |                                                                    |
|  | \| \| Leptoceratopsidae \| \| \| \| \| \| Coronosauria \| \| \| \| |
|  |                                                                    |
|  | Leptoceratopsidae                                                  |
|  |                                                                    |
|  | Coronosauria                                                       |
|  |                                                                    |

|  | Leptoceratopsidae |
|  |                   |
|  | Coronosauria      |
|  |                   |

|  | Auroraceratops |
|  |                |
|  | Yamaceratops   |
|  |                |

|  | Helioceratops   |
|  |                 |
|  | Archaeoceratops |
|  |                 |

|  | Koreaceratops                                                      |
|  |                                                                    |
|  | \| \| Leptoceratopsidae \| \| \| \| \| \| Coronosauria \| \| \| \| |
|  |                                                                    |
|  | Leptoceratopsidae                                                  |
|  |                                                                    |
|  | Coronosauria                                                       |
|  |                                                                    |

|  | Leptoceratopsidae |
|  |                   |
|  | Coronosauria      |
|  |                   |

|  | Helioceratops   |
|  |                 |
|  | Archaeoceratops |
|  |                 |

|  | Koreaceratops                                                      |
|  |                                                                    |
|  | \| \| Leptoceratopsidae \| \| \| \| \| \| Coronosauria \| \| \| \| |
|  |                                                                    |
|  | Leptoceratopsidae                                                  |
|  |                                                                    |
|  | Coronosauria                                                       |
|  |                                                                    |

|  | Leptoceratopsidae |
|  |                   |
|  | Coronosauria      |
|  |                   |

|  | Auroraceratops |
|  |                |
|  | Yamaceratops   |
|  |                |

|  | Helioceratops   |
|  |                 |
|  | Archaeoceratops |
|  |                 |

|  | Koreaceratops                                                      |
|  |                                                                    |
|  | \| \| Leptoceratopsidae \| \| \| \| \| \| Coronosauria \| \| \| \| |
|  |                                                                    |
|  | Leptoceratopsidae                                                  |
|  |                                                                    |
|  | Coronosauria                                                       |
|  |                                                                    |

|  | Leptoceratopsidae |
|  |                   |
|  | Coronosauria      |
|  |                   |

|  | Helioceratops   |
|  |                 |
|  | Archaeoceratops |
|  |                 |

|  | Koreaceratops                                                      |
|  |                                                                    |
|  | \| \| Leptoceratopsidae \| \| \| \| \| \| Coronosauria \| \| \| \| |
|  |                                                                    |
|  | Leptoceratopsidae                                                  |
|  |                                                                    |
|  | Coronosauria                                                       |
|  |                                                                    |

|  | Leptoceratopsidae |
|  |                   |
|  | Coronosauria      |
|  |                   |

|  | Auroraceratops |
|  |                |
|  | Yamaceratops   |
|  |                |

|  | Helioceratops   |
|  |                 |
|  | Archaeoceratops |
|  |                 |

|  | Koreaceratops                                                      |
|  |                                                                    |
|  | \| \| Leptoceratopsidae \| \| \| \| \| \| Coronosauria \| \| \| \| |
|  |                                                                    |
|  | Leptoceratopsidae                                                  |
|  |                                                                    |
|  | Coronosauria                                                       |
|  |                                                                    |

|  | Leptoceratopsidae |
|  |                   |
|  | Coronosauria      |
|  |                   |

|  | Helioceratops   |
|  |                 |
|  | Archaeoceratops |
|  |                 |

|  | Koreaceratops                                                      |
|  |                                                                    |
|  | \| \| Leptoceratopsidae \| \| \| \| \| \| Coronosauria \| \| \| \| |
|  |                                                                    |
|  | Leptoceratopsidae                                                  |
|  |                                                                    |
|  | Coronosauria                                                       |
|  |                                                                    |

|  | Leptoceratopsidae |
|  |                   |
|  | Coronosauria      |
|  |                   |

|  | Xuanhuaceratops |
|  |                 |
|  | Chaoyangsaurus  |
|  |                 |

|  | P. sinensis     |
|  |                 |
|  | P. mongoliensis |
|  |                 |

|  | Auroraceratops |
|  |                |
|  | Yamaceratops   |
|  |                |

|  | Helioceratops   |
|  |                 |
|  | Archaeoceratops |
|  |                 |

|  | Koreaceratops                                                      |
|  |                                                                    |
|  | \| \| Leptoceratopsidae \| \| \| \| \| \| Coronosauria \| \| \| \| |
|  |                                                                    |
|  | Leptoceratopsidae                                                  |
|  |                                                                    |
|  | Coronosauria                                                       |
|  |                                                                    |

|  | Leptoceratopsidae |
|  |                   |
|  | Coronosauria      |
|  |                   |

|  | Helioceratops   |
|  |                 |
|  | Archaeoceratops |
|  |                 |

|  | Koreaceratops                                                      |
|  |                                                                    |
|  | \| \| Leptoceratopsidae \| \| \| \| \| \| Coronosauria \| \| \| \| |
|  |                                                                    |
|  | Leptoceratopsidae                                                  |
|  |                                                                    |
|  | Coronosauria                                                       |
|  |                                                                    |

|  | Leptoceratopsidae |
|  |                   |
|  | Coronosauria      |
|  |                   |

|  | Auroraceratops |
|  |                |
|  | Yamaceratops   |
|  |                |

|  | Helioceratops   |
|  |                 |
|  | Archaeoceratops |
|  |                 |

|  | Koreaceratops                                                      |
|  |                                                                    |
|  | \| \| Leptoceratopsidae \| \| \| \| \| \| Coronosauria \| \| \| \| |
|  |                                                                    |
|  | Leptoceratopsidae                                                  |
|  |                                                                    |
|  | Coronosauria                                                       |
|  |                                                                    |

|  | Leptoceratopsidae |
|  |                   |
|  | Coronosauria      |
|  |                   |

|  | Helioceratops   |
|  |                 |
|  | Archaeoceratops |
|  |                 |

|  | Koreaceratops                                                      |
|  |                                                                    |
|  | \| \| Leptoceratopsidae \| \| \| \| \| \| Coronosauria \| \| \| \| |
|  |                                                                    |
|  | Leptoceratopsidae                                                  |
|  |                                                                    |
|  | Coronosauria                                                       |
|  |                                                                    |

|  | Leptoceratopsidae |
|  |                   |
|  | Coronosauria      |
|  |                   |

|  | Auroraceratops |
|  |                |
|  | Yamaceratops   |
|  |                |

|  | Helioceratops   |
|  |                 |
|  | Archaeoceratops |
|  |                 |

|  | Koreaceratops                                                      |
|  |                                                                    |
|  | \| \| Leptoceratopsidae \| \| \| \| \| \| Coronosauria \| \| \| \| |
|  |                                                                    |
|  | Leptoceratopsidae                                                  |
|  |                                                                    |
|  | Coronosauria                                                       |
|  |                                                                    |

|  | Leptoceratopsidae |
|  |                   |
|  | Coronosauria      |
|  |                   |

|  | Helioceratops   |
|  |                 |
|  | Archaeoceratops |
|  |                 |

|  | Koreaceratops                                                      |
|  |                                                                    |
|  | \| \| Leptoceratopsidae \| \| \| \| \| \| Coronosauria \| \| \| \| |
|  |                                                                    |
|  | Leptoceratopsidae                                                  |
|  |                                                                    |
|  | Coronosauria                                                       |
|  |                                                                    |

|  | Leptoceratopsidae |
|  |                   |
|  | Coronosauria      |
|  |                   |

|  | Auroraceratops |
|  |                |
|  | Yamaceratops   |
|  |                |

|  | Helioceratops   |
|  |                 |
|  | Archaeoceratops |
|  |                 |

|  | Koreaceratops                                                      |
|  |                                                                    |
|  | \| \| Leptoceratopsidae \| \| \| \| \| \| Coronosauria \| \| \| \| |
|  |                                                                    |
|  | Leptoceratopsidae                                                  |
|  |                                                                    |
|  | Coronosauria                                                       |
|  |                                                                    |

|  | Leptoceratopsidae |
|  |                   |
|  | Coronosauria      |
|  |                   |

|  | Helioceratops   |
|  |                 |
|  | Archaeoceratops |
|  |                 |

|  | Koreaceratops                                                      |
|  |                                                                    |
|  | \| \| Leptoceratopsidae \| \| \| \| \| \| Coronosauria \| \| \| \| |
|  |                                                                    |
|  | Leptoceratopsidae                                                  |
|  |                                                                    |
|  | Coronosauria                                                       |
|  |                                                                    |

|  | Leptoceratopsidae |
|  |                   |
|  | Coronosauria      |
|  |                   |

|  | Auroraceratops |
|  |                |
|  | Yamaceratops   |
|  |                |

|  | Helioceratops   |
|  |                 |
|  | Archaeoceratops |
|  |                 |

|  | Koreaceratops                                                      |
|  |                                                                    |
|  | \| \| Leptoceratopsidae \| \| \| \| \| \| Coronosauria \| \| \| \| |
|  |                                                                    |
|  | Leptoceratopsidae                                                  |
|  |                                                                    |
|  | Coronosauria                                                       |
|  |                                                                    |

|  | Leptoceratopsidae |
|  |                   |
|  | Coronosauria      |
|  |                   |

|  | Helioceratops   |
|  |                 |
|  | Archaeoceratops |
|  |                 |

|  | Koreaceratops                                                      |
|  |                                                                    |
|  | \| \| Leptoceratopsidae \| \| \| \| \| \| Coronosauria \| \| \| \| |
|  |                                                                    |
|  | Leptoceratopsidae                                                  |
|  |                                                                    |
|  | Coronosauria                                                       |
|  |                                                                    |

|  | Leptoceratopsidae |
|  |                   |
|  | Coronosauria      |
|  |                   |

|  | Auroraceratops |
|  |                |
|  | Yamaceratops   |
|  |                |

|  | Helioceratops   |
|  |                 |
|  | Archaeoceratops |
|  |                 |

|  | Koreaceratops                                                      |
|  |                                                                    |
|  | \| \| Leptoceratopsidae \| \| \| \| \| \| Coronosauria \| \| \| \| |
|  |                                                                    |
|  | Leptoceratopsidae                                                  |
|  |                                                                    |
|  | Coronosauria                                                       |
|  |                                                                    |

|  | Leptoceratopsidae |
|  |                   |
|  | Coronosauria      |
|  |                   |

|  | Helioceratops   |
|  |                 |
|  | Archaeoceratops |
|  |                 |

|  | Koreaceratops                                                      |
|  |                                                                    |
|  | \| \| Leptoceratopsidae \| \| \| \| \| \| Coronosauria \| \| \| \| |
|  |                                                                    |
|  | Leptoceratopsidae                                                  |
|  |                                                                    |
|  | Coronosauria                                                       |
|  |                                                                    |

|  | Leptoceratopsidae |
|  |                   |
|  | Coronosauria      |
|  |                   |

|  | Auroraceratops |
|  |                |
|  | Yamaceratops   |
|  |                |

|  | Helioceratops   |
|  |                 |
|  | Archaeoceratops |
|  |                 |

|  | Koreaceratops                                                      |
|  |                                                                    |
|  | \| \| Leptoceratopsidae \| \| \| \| \| \| Coronosauria \| \| \| \| |
|  |                                                                    |
|  | Leptoceratopsidae                                                  |
|  |                                                                    |
|  | Coronosauria                                                       |
|  |                                                                    |

|  | Leptoceratopsidae |
|  |                   |
|  | Coronosauria      |
|  |                   |

|  | Helioceratops   |
|  |                 |
|  | Archaeoceratops |
|  |                 |

|  | Koreaceratops                                                      |
|  |                                                                    |
|  | \| \| Leptoceratopsidae \| \| \| \| \| \| Coronosauria \| \| \| \| |
|  |                                                                    |
|  | Leptoceratopsidae                                                  |
|  |                                                                    |
|  | Coronosauria                                                       |
|  |                                                                    |

|  | Leptoceratopsidae |
|  |                   |
|  | Coronosauria      |
|  |                   |

|  | Auroraceratops |
|  |                |
|  | Yamaceratops   |
|  |                |

|  | Helioceratops   |
|  |                 |
|  | Archaeoceratops |
|  |                 |

|  | Koreaceratops                                                      |
|  |                                                                    |
|  | \| \| Leptoceratopsidae \| \| \| \| \| \| Coronosauria \| \| \| \| |
|  |                                                                    |
|  | Leptoceratopsidae                                                  |
|  |                                                                    |
|  | Coronosauria                                                       |
|  |                                                                    |

|  | Leptoceratopsidae |
|  |                   |
|  | Coronosauria      |
|  |                   |

|  | Helioceratops   |
|  |                 |
|  | Archaeoceratops |
|  |                 |

|  | Koreaceratops                                                      |
|  |                                                                    |
|  | \| \| Leptoceratopsidae \| \| \| \| \| \| Coronosauria \| \| \| \| |
|  |                                                                    |
|  | Leptoceratopsidae                                                  |
|  |                                                                    |
|  | Coronosauria                                                       |
|  |                                                                    |

|  | Leptoceratopsidae |
|  |                   |
|  | Coronosauria      |
|  |                   |

|  | P. sinensis     |
|  |                 |
|  | P. mongoliensis |
|  |                 |

|  | Auroraceratops |
|  |                |
|  | Yamaceratops   |
|  |                |

|  | Helioceratops   |
|  |                 |
|  | Archaeoceratops |
|  |                 |

|  | Koreaceratops                                                      |
|  |                                                                    |
|  | \| \| Leptoceratopsidae \| \| \| \| \| \| Coronosauria \| \| \| \| |
|  |                                                                    |
|  | Leptoceratopsidae                                                  |
|  |                                                                    |
|  | Coronosauria                                                       |
|  |                                                                    |

|  | Leptoceratopsidae |
|  |                   |
|  | Coronosauria      |
|  |                   |

|  | Helioceratops   |
|  |                 |
|  | Archaeoceratops |
|  |                 |

|  | Koreaceratops                                                      |
|  |                                                                    |
|  | \| \| Leptoceratopsidae \| \| \| \| \| \| Coronosauria \| \| \| \| |
|  |                                                                    |
|  | Leptoceratopsidae                                                  |
|  |                                                                    |
|  | Coronosauria                                                       |
|  |                                                                    |

|  | Leptoceratopsidae |
|  |                   |
|  | Coronosauria      |
|  |                   |

|  | Auroraceratops |
|  |                |
|  | Yamaceratops   |
|  |                |

|  | Helioceratops   |
|  |                 |
|  | Archaeoceratops |
|  |                 |

|  | Koreaceratops                                                      |
|  |                                                                    |
|  | \| \| Leptoceratopsidae \| \| \| \| \| \| Coronosauria \| \| \| \| |
|  |                                                                    |
|  | Leptoceratopsidae                                                  |
|  |                                                                    |
|  | Coronosauria                                                       |
|  |                                                                    |

|  | Leptoceratopsidae |
|  |                   |
|  | Coronosauria      |
|  |                   |

|  | Helioceratops   |
|  |                 |
|  | Archaeoceratops |
|  |                 |

|  | Koreaceratops                                                      |
|  |                                                                    |
|  | \| \| Leptoceratopsidae \| \| \| \| \| \| Coronosauria \| \| \| \| |
|  |                                                                    |
|  | Leptoceratopsidae                                                  |
|  |                                                                    |
|  | Coronosauria                                                       |
|  |                                                                    |

|  | Leptoceratopsidae |
|  |                   |
|  | Coronosauria      |
|  |                   |

|  | Auroraceratops |
|  |                |
|  | Yamaceratops   |
|  |                |

|  | Helioceratops   |
|  |                 |
|  | Archaeoceratops |
|  |                 |

|  | Koreaceratops                                                      |
|  |                                                                    |
|  | \| \| Leptoceratopsidae \| \| \| \| \| \| Coronosauria \| \| \| \| |
|  |                                                                    |
|  | Leptoceratopsidae                                                  |
|  |                                                                    |
|  | Coronosauria                                                       |
|  |                                                                    |

|  | Leptoceratopsidae |
|  |                   |
|  | Coronosauria      |
|  |                   |

|  | Helioceratops   |
|  |                 |
|  | Archaeoceratops |
|  |                 |

|  | Koreaceratops                                                      |
|  |                                                                    |
|  | \| \| Leptoceratopsidae \| \| \| \| \| \| Coronosauria \| \| \| \| |
|  |                                                                    |
|  | Leptoceratopsidae                                                  |
|  |                                                                    |
|  | Coronosauria                                                       |
|  |                                                                    |

|  | Leptoceratopsidae |
|  |                   |
|  | Coronosauria      |
|  |                   |

|  | Auroraceratops |
|  |                |
|  | Yamaceratops   |
|  |                |

|  | Helioceratops   |
|  |                 |
|  | Archaeoceratops |
|  |                 |

|  | Koreaceratops                                                      |
|  |                                                                    |
|  | \| \| Leptoceratopsidae \| \| \| \| \| \| Coronosauria \| \| \| \| |
|  |                                                                    |
|  | Leptoceratopsidae                                                  |
|  |                                                                    |
|  | Coronosauria                                                       |
|  |                                                                    |

|  | Leptoceratopsidae |
|  |                   |
|  | Coronosauria      |
|  |                   |

|  | Helioceratops   |
|  |                 |
|  | Archaeoceratops |
|  |                 |

|  | Koreaceratops                                                      |
|  |                                                                    |
|  | \| \| Leptoceratopsidae \| \| \| \| \| \| Coronosauria \| \| \| \| |
|  |                                                                    |
|  | Leptoceratopsidae                                                  |
|  |                                                                    |
|  | Coronosauria                                                       |
|  |                                                                    |

|  | Leptoceratopsidae |
|  |                   |
|  | Coronosauria      |
|  |                   |

|  | Auroraceratops |
|  |                |
|  | Yamaceratops   |
|  |                |

|  | Helioceratops   |
|  |                 |
|  | Archaeoceratops |
|  |                 |

|  | Koreaceratops                                                      |
|  |                                                                    |
|  | \| \| Leptoceratopsidae \| \| \| \| \| \| Coronosauria \| \| \| \| |
|  |                                                                    |
|  | Leptoceratopsidae                                                  |
|  |                                                                    |
|  | Coronosauria                                                       |
|  |                                                                    |

|  | Leptoceratopsidae |
|  |                   |
|  | Coronosauria      |
|  |                   |

|  | Helioceratops   |
|  |                 |
|  | Archaeoceratops |
|  |                 |

|  | Koreaceratops                                                      |
|  |                                                                    |
|  | \| \| Leptoceratopsidae \| \| \| \| \| \| Coronosauria \| \| \| \| |
|  |                                                                    |
|  | Leptoceratopsidae                                                  |
|  |                                                                    |
|  | Coronosauria                                                       |
|  |                                                                    |

|  | Leptoceratopsidae |
|  |                   |
|  | Coronosauria      |
|  |                   |

|  | Auroraceratops |
|  |                |
|  | Yamaceratops   |
|  |                |

|  | Helioceratops   |
|  |                 |
|  | Archaeoceratops |
|  |                 |

|  | Koreaceratops                                                      |
|  |                                                                    |
|  | \| \| Leptoceratopsidae \| \| \| \| \| \| Coronosauria \| \| \| \| |
|  |                                                                    |
|  | Leptoceratopsidae                                                  |
|  |                                                                    |
|  | Coronosauria                                                       |
|  |                                                                    |

|  | Leptoceratopsidae |
|  |                   |
|  | Coronosauria      |
|  |                   |

|  | Helioceratops   |
|  |                 |
|  | Archaeoceratops |
|  |                 |

|  | Koreaceratops                                                      |
|  |                                                                    |
|  | \| \| Leptoceratopsidae \| \| \| \| \| \| Coronosauria \| \| \| \| |
|  |                                                                    |
|  | Leptoceratopsidae                                                  |
|  |                                                                    |
|  | Coronosauria                                                       |
|  |                                                                    |

|  | Leptoceratopsidae |
|  |                   |
|  | Coronosauria      |
|  |                   |

|  | Auroraceratops |
|  |                |
|  | Yamaceratops   |
|  |                |

|  | Helioceratops   |
|  |                 |
|  | Archaeoceratops |
|  |                 |

|  | Koreaceratops                                                      |
|  |                                                                    |
|  | \| \| Leptoceratopsidae \| \| \| \| \| \| Coronosauria \| \| \| \| |
|  |                                                                    |
|  | Leptoceratopsidae                                                  |
|  |                                                                    |
|  | Coronosauria                                                       |
|  |                                                                    |

|  | Leptoceratopsidae |
|  |                   |
|  | Coronosauria      |
|  |                   |

|  | Helioceratops   |
|  |                 |
|  | Archaeoceratops |
|  |                 |

|  | Koreaceratops                                                      |
|  |                                                                    |
|  | \| \| Leptoceratopsidae \| \| \| \| \| \| Coronosauria \| \| \| \| |
|  |                                                                    |
|  | Leptoceratopsidae                                                  |
|  |                                                                    |
|  | Coronosauria                                                       |
|  |                                                                    |

|  | Leptoceratopsidae |
|  |                   |
|  | Coronosauria      |
|  |                   |

|  | Auroraceratops |
|  |                |
|  | Yamaceratops   |
|  |                |

|  | Helioceratops   |
|  |                 |
|  | Archaeoceratops |
|  |                 |

|  | Koreaceratops                                                      |
|  |                                                                    |
|  | \| \| Leptoceratopsidae \| \| \| \| \| \| Coronosauria \| \| \| \| |
|  |                                                                    |
|  | Leptoceratopsidae                                                  |
|  |                                                                    |
|  | Coronosauria                                                       |
|  |                                                                    |

|  | Leptoceratopsidae |
|  |                   |
|  | Coronosauria      |
|  |                   |

|  | Helioceratops   |
|  |                 |
|  | Archaeoceratops |
|  |                 |

|  | Koreaceratops                                                      |
|  |                                                                    |
|  | \| \| Leptoceratopsidae \| \| \| \| \| \| Coronosauria \| \| \| \| |
|  |                                                                    |
|  | Leptoceratopsidae                                                  |
|  |                                                                    |
|  | Coronosauria                                                       |
|  |                                                                    |

|  | Leptoceratopsidae |
|  |                   |
|  | Coronosauria      |
|  |                   |

|  | Xuanhuaceratops |
|  |                 |
|  | Chaoyangsaurus  |
|  |                 |

|  | P. sinensis     |
|  |                 |
|  | P. mongoliensis |
|  |                 |

|  | Auroraceratops |
|  |                |
|  | Yamaceratops   |
|  |                |

|  | Helioceratops   |
|  |                 |
|  | Archaeoceratops |
|  |                 |

|  | Koreaceratops                                                      |
|  |                                                                    |
|  | \| \| Leptoceratopsidae \| \| \| \| \| \| Coronosauria \| \| \| \| |
|  |                                                                    |
|  | Leptoceratopsidae                                                  |
|  |                                                                    |
|  | Coronosauria                                                       |
|  |                                                                    |

|  | Leptoceratopsidae |
|  |                   |
|  | Coronosauria      |
|  |                   |

|  | Helioceratops   |
|  |                 |
|  | Archaeoceratops |
|  |                 |

|  | Koreaceratops                                                      |
|  |                                                                    |
|  | \| \| Leptoceratopsidae \| \| \| \| \| \| Coronosauria \| \| \| \| |
|  |                                                                    |
|  | Leptoceratopsidae                                                  |
|  |                                                                    |
|  | Coronosauria                                                       |
|  |                                                                    |

|  | Leptoceratopsidae |
|  |                   |
|  | Coronosauria      |
|  |                   |

|  | Auroraceratops |
|  |                |
|  | Yamaceratops   |
|  |                |

|  | Helioceratops   |
|  |                 |
|  | Archaeoceratops |
|  |                 |

|  | Koreaceratops                                                      |
|  |                                                                    |
|  | \| \| Leptoceratopsidae \| \| \| \| \| \| Coronosauria \| \| \| \| |
|  |                                                                    |
|  | Leptoceratopsidae                                                  |
|  |                                                                    |
|  | Coronosauria                                                       |
|  |                                                                    |

|  | Leptoceratopsidae |
|  |                   |
|  | Coronosauria      |
|  |                   |

|  | Helioceratops   |
|  |                 |
|  | Archaeoceratops |
|  |                 |

|  | Koreaceratops                                                      |
|  |                                                                    |
|  | \| \| Leptoceratopsidae \| \| \| \| \| \| Coronosauria \| \| \| \| |
|  |                                                                    |
|  | Leptoceratopsidae                                                  |
|  |                                                                    |
|  | Coronosauria                                                       |
|  |                                                                    |

|  | Leptoceratopsidae |
|  |                   |
|  | Coronosauria      |
|  |                   |

|  | Auroraceratops |
|  |                |
|  | Yamaceratops   |
|  |                |

|  | Helioceratops   |
|  |                 |
|  | Archaeoceratops |
|  |                 |

|  | Koreaceratops                                                      |
|  |                                                                    |
|  | \| \| Leptoceratopsidae \| \| \| \| \| \| Coronosauria \| \| \| \| |
|  |                                                                    |
|  | Leptoceratopsidae                                                  |
|  |                                                                    |
|  | Coronosauria                                                       |
|  |                                                                    |

|  | Leptoceratopsidae |
|  |                   |
|  | Coronosauria      |
|  |                   |

|  | Helioceratops   |
|  |                 |
|  | Archaeoceratops |
|  |                 |

|  | Koreaceratops                                                      |
|  |                                                                    |
|  | \| \| Leptoceratopsidae \| \| \| \| \| \| Coronosauria \| \| \| \| |
|  |                                                                    |
|  | Leptoceratopsidae                                                  |
|  |                                                                    |
|  | Coronosauria                                                       |
|  |                                                                    |

|  | Leptoceratopsidae |
|  |                   |
|  | Coronosauria      |
|  |                   |

|  | Auroraceratops |
|  |                |
|  | Yamaceratops   |
|  |                |

|  | Helioceratops   |
|  |                 |
|  | Archaeoceratops |
|  |                 |

|  | Koreaceratops                                                      |
|  |                                                                    |
|  | \| \| Leptoceratopsidae \| \| \| \| \| \| Coronosauria \| \| \| \| |
|  |                                                                    |
|  | Leptoceratopsidae                                                  |
|  |                                                                    |
|  | Coronosauria                                                       |
|  |                                                                    |

|  | Leptoceratopsidae |
|  |                   |
|  | Coronosauria      |
|  |                   |

|  | Helioceratops   |
|  |                 |
|  | Archaeoceratops |
|  |                 |

|  | Koreaceratops                                                      |
|  |                                                                    |
|  | \| \| Leptoceratopsidae \| \| \| \| \| \| Coronosauria \| \| \| \| |
|  |                                                                    |
|  | Leptoceratopsidae                                                  |
|  |                                                                    |
|  | Coronosauria                                                       |
|  |                                                                    |

|  | Leptoceratopsidae |
|  |                   |
|  | Coronosauria      |
|  |                   |

|  | Auroraceratops |
|  |                |
|  | Yamaceratops   |
|  |                |

|  | Helioceratops   |
|  |                 |
|  | Archaeoceratops |
|  |                 |

|  | Koreaceratops                                                      |
|  |                                                                    |
|  | \| \| Leptoceratopsidae \| \| \| \| \| \| Coronosauria \| \| \| \| |
|  |                                                                    |
|  | Leptoceratopsidae                                                  |
|  |                                                                    |
|  | Coronosauria                                                       |
|  |                                                                    |

|  | Leptoceratopsidae |
|  |                   |
|  | Coronosauria      |
|  |                   |

|  | Helioceratops   |
|  |                 |
|  | Archaeoceratops |
|  |                 |

|  | Koreaceratops                                                      |
|  |                                                                    |
|  | \| \| Leptoceratopsidae \| \| \| \| \| \| Coronosauria \| \| \| \| |
|  |                                                                    |
|  | Leptoceratopsidae                                                  |
|  |                                                                    |
|  | Coronosauria                                                       |
|  |                                                                    |

|  | Leptoceratopsidae |
|  |                   |
|  | Coronosauria      |
|  |                   |

|  | Auroraceratops |
|  |                |
|  | Yamaceratops   |
|  |                |

|  | Helioceratops   |
|  |                 |
|  | Archaeoceratops |
|  |                 |

|  | Koreaceratops                                                      |
|  |                                                                    |
|  | \| \| Leptoceratopsidae \| \| \| \| \| \| Coronosauria \| \| \| \| |
|  |                                                                    |
|  | Leptoceratopsidae                                                  |
|  |                                                                    |
|  | Coronosauria                                                       |
|  |                                                                    |

|  | Leptoceratopsidae |
|  |                   |
|  | Coronosauria      |
|  |                   |

|  | Helioceratops   |
|  |                 |
|  | Archaeoceratops |
|  |                 |

|  | Koreaceratops                                                      |
|  |                                                                    |
|  | \| \| Leptoceratopsidae \| \| \| \| \| \| Coronosauria \| \| \| \| |
|  |                                                                    |
|  | Leptoceratopsidae                                                  |
|  |                                                                    |
|  | Coronosauria                                                       |
|  |                                                                    |

|  | Leptoceratopsidae |
|  |                   |
|  | Coronosauria      |
|  |                   |

|  | Auroraceratops |
|  |                |
|  | Yamaceratops   |
|  |                |

|  | Helioceratops   |
|  |                 |
|  | Archaeoceratops |
|  |                 |

|  | Koreaceratops                                                      |
|  |                                                                    |
|  | \| \| Leptoceratopsidae \| \| \| \| \| \| Coronosauria \| \| \| \| |
|  |                                                                    |
|  | Leptoceratopsidae                                                  |
|  |                                                                    |
|  | Coronosauria                                                       |
|  |                                                                    |

|  | Leptoceratopsidae |
|  |                   |
|  | Coronosauria      |
|  |                   |

|  | Helioceratops   |
|  |                 |
|  | Archaeoceratops |
|  |                 |

|  | Koreaceratops                                                      |
|  |                                                                    |
|  | \| \| Leptoceratopsidae \| \| \| \| \| \| Coronosauria \| \| \| \| |
|  |                                                                    |
|  | Leptoceratopsidae                                                  |
|  |                                                                    |
|  | Coronosauria                                                       |
|  |                                                                    |

|  | Leptoceratopsidae |
|  |                   |
|  | Coronosauria      |
|  |                   |

|  | Auroraceratops |
|  |                |
|  | Yamaceratops   |
|  |                |

|  | Helioceratops   |
|  |                 |
|  | Archaeoceratops |
|  |                 |

|  | Koreaceratops                                                      |
|  |                                                                    |
|  | \| \| Leptoceratopsidae \| \| \| \| \| \| Coronosauria \| \| \| \| |
|  |                                                                    |
|  | Leptoceratopsidae                                                  |
|  |                                                                    |
|  | Coronosauria                                                       |
|  |                                                                    |

|  | Leptoceratopsidae |
|  |                   |
|  | Coronosauria      |
|  |                   |

|  | Helioceratops   |
|  |                 |
|  | Archaeoceratops |
|  |                 |

|  | Koreaceratops                                                      |
|  |                                                                    |
|  | \| \| Leptoceratopsidae \| \| \| \| \| \| Coronosauria \| \| \| \| |
|  |                                                                    |
|  | Leptoceratopsidae                                                  |
|  |                                                                    |
|  | Coronosauria                                                       |
|  |                                                                    |

|  | Leptoceratopsidae |
|  |                   |
|  | Coronosauria      |
|  |                   |

|  | P. sinensis     |
|  |                 |
|  | P. mongoliensis |
|  |                 |

|  | Auroraceratops |
|  |                |
|  | Yamaceratops   |
|  |                |

|  | Helioceratops   |
|  |                 |
|  | Archaeoceratops |
|  |                 |

|  | Koreaceratops                                                      |
|  |                                                                    |
|  | \| \| Leptoceratopsidae \| \| \| \| \| \| Coronosauria \| \| \| \| |
|  |                                                                    |
|  | Leptoceratopsidae                                                  |
|  |                                                                    |
|  | Coronosauria                                                       |
|  |                                                                    |

|  | Leptoceratopsidae |
|  |                   |
|  | Coronosauria      |
|  |                   |

|  | Helioceratops   |
|  |                 |
|  | Archaeoceratops |
|  |                 |

|  | Koreaceratops                                                      |
|  |                                                                    |
|  | \| \| Leptoceratopsidae \| \| \| \| \| \| Coronosauria \| \| \| \| |
|  |                                                                    |
|  | Leptoceratopsidae                                                  |
|  |                                                                    |
|  | Coronosauria                                                       |
|  |                                                                    |

|  | Leptoceratopsidae |
|  |                   |
|  | Coronosauria      |
|  |                   |

|  | Auroraceratops |
|  |                |
|  | Yamaceratops   |
|  |                |

|  | Helioceratops   |
|  |                 |
|  | Archaeoceratops |
|  |                 |

|  | Koreaceratops                                                      |
|  |                                                                    |
|  | \| \| Leptoceratopsidae \| \| \| \| \| \| Coronosauria \| \| \| \| |
|  |                                                                    |
|  | Leptoceratopsidae                                                  |
|  |                                                                    |
|  | Coronosauria                                                       |
|  |                                                                    |

|  | Leptoceratopsidae |
|  |                   |
|  | Coronosauria      |
|  |                   |

|  | Helioceratops   |
|  |                 |
|  | Archaeoceratops |
|  |                 |

|  | Koreaceratops                                                      |
|  |                                                                    |
|  | \| \| Leptoceratopsidae \| \| \| \| \| \| Coronosauria \| \| \| \| |
|  |                                                                    |
|  | Leptoceratopsidae                                                  |
|  |                                                                    |
|  | Coronosauria                                                       |
|  |                                                                    |

|  | Leptoceratopsidae |
|  |                   |
|  | Coronosauria      |
|  |                   |

|  | Auroraceratops |
|  |                |
|  | Yamaceratops   |
|  |                |

|  | Helioceratops   |
|  |                 |
|  | Archaeoceratops |
|  |                 |

|  | Koreaceratops                                                      |
|  |                                                                    |
|  | \| \| Leptoceratopsidae \| \| \| \| \| \| Coronosauria \| \| \| \| |
|  |                                                                    |
|  | Leptoceratopsidae                                                  |
|  |                                                                    |
|  | Coronosauria                                                       |
|  |                                                                    |

|  | Leptoceratopsidae |
|  |                   |
|  | Coronosauria      |
|  |                   |

|  | Helioceratops   |
|  |                 |
|  | Archaeoceratops |
|  |                 |

|  | Koreaceratops                                                      |
|  |                                                                    |
|  | \| \| Leptoceratopsidae \| \| \| \| \| \| Coronosauria \| \| \| \| |
|  |                                                                    |
|  | Leptoceratopsidae                                                  |
|  |                                                                    |
|  | Coronosauria                                                       |
|  |                                                                    |

|  | Leptoceratopsidae |
|  |                   |
|  | Coronosauria      |
|  |                   |

|  | Auroraceratops |
|  |                |
|  | Yamaceratops   |
|  |                |

|  | Helioceratops   |
|  |                 |
|  | Archaeoceratops |
|  |                 |

|  | Koreaceratops                                                      |
|  |                                                                    |
|  | \| \| Leptoceratopsidae \| \| \| \| \| \| Coronosauria \| \| \| \| |
|  |                                                                    |
|  | Leptoceratopsidae                                                  |
|  |                                                                    |
|  | Coronosauria                                                       |
|  |                                                                    |

|  | Leptoceratopsidae |
|  |                   |
|  | Coronosauria      |
|  |                   |

|  | Helioceratops   |
|  |                 |
|  | Archaeoceratops |
|  |                 |

|  | Koreaceratops                                                      |
|  |                                                                    |
|  | \| \| Leptoceratopsidae \| \| \| \| \| \| Coronosauria \| \| \| \| |
|  |                                                                    |
|  | Leptoceratopsidae                                                  |
|  |                                                                    |
|  | Coronosauria                                                       |
|  |                                                                    |

|  | Leptoceratopsidae |
|  |                   |
|  | Coronosauria      |
|  |                   |

|  | Auroraceratops |
|  |                |
|  | Yamaceratops   |
|  |                |

|  | Helioceratops   |
|  |                 |
|  | Archaeoceratops |
|  |                 |

|  | Koreaceratops                                                      |
|  |                                                                    |
|  | \| \| Leptoceratopsidae \| \| \| \| \| \| Coronosauria \| \| \| \| |
|  |                                                                    |
|  | Leptoceratopsidae                                                  |
|  |                                                                    |
|  | Coronosauria                                                       |
|  |                                                                    |

|  | Leptoceratopsidae |
|  |                   |
|  | Coronosauria      |
|  |                   |

|  | Helioceratops   |
|  |                 |
|  | Archaeoceratops |
|  |                 |

|  | Koreaceratops                                                      |
|  |                                                                    |
|  | \| \| Leptoceratopsidae \| \| \| \| \| \| Coronosauria \| \| \| \| |
|  |                                                                    |
|  | Leptoceratopsidae                                                  |
|  |                                                                    |
|  | Coronosauria                                                       |
|  |                                                                    |

|  | Leptoceratopsidae |
|  |                   |
|  | Coronosauria      |
|  |                   |

|  | Auroraceratops |
|  |                |
|  | Yamaceratops   |
|  |                |

|  | Helioceratops   |
|  |                 |
|  | Archaeoceratops |
|  |                 |

|  | Koreaceratops                                                      |
|  |                                                                    |
|  | \| \| Leptoceratopsidae \| \| \| \| \| \| Coronosauria \| \| \| \| |
|  |                                                                    |
|  | Leptoceratopsidae                                                  |
|  |                                                                    |
|  | Coronosauria                                                       |
|  |                                                                    |

|  | Leptoceratopsidae |
|  |                   |
|  | Coronosauria      |
|  |                   |

|  | Helioceratops   |
|  |                 |
|  | Archaeoceratops |
|  |                 |

|  | Koreaceratops                                                      |
|  |                                                                    |
|  | \| \| Leptoceratopsidae \| \| \| \| \| \| Coronosauria \| \| \| \| |
|  |                                                                    |
|  | Leptoceratopsidae                                                  |
|  |                                                                    |
|  | Coronosauria                                                       |
|  |                                                                    |

|  | Leptoceratopsidae |
|  |                   |
|  | Coronosauria      |
|  |                   |

|  | Auroraceratops |
|  |                |
|  | Yamaceratops   |
|  |                |

|  | Helioceratops   |
|  |                 |
|  | Archaeoceratops |
|  |                 |

|  | Koreaceratops                                                      |
|  |                                                                    |
|  | \| \| Leptoceratopsidae \| \| \| \| \| \| Coronosauria \| \| \| \| |
|  |                                                                    |
|  | Leptoceratopsidae                                                  |
|  |                                                                    |
|  | Coronosauria                                                       |
|  |                                                                    |

|  | Leptoceratopsidae |
|  |                   |
|  | Coronosauria      |
|  |                   |

|  | Helioceratops   |
|  |                 |
|  | Archaeoceratops |
|  |                 |

|  | Koreaceratops                                                      |
|  |                                                                    |
|  | \| \| Leptoceratopsidae \| \| \| \| \| \| Coronosauria \| \| \| \| |
|  |                                                                    |
|  | Leptoceratopsidae                                                  |
|  |                                                                    |
|  | Coronosauria                                                       |
|  |                                                                    |

|  | Leptoceratopsidae |
|  |                   |
|  | Coronosauria      |
|  |                   |

|  | Auroraceratops |
|  |                |
|  | Yamaceratops   |
|  |                |

|  | Helioceratops   |
|  |                 |
|  | Archaeoceratops |
|  |                 |

|  | Koreaceratops                                                      |
|  |                                                                    |
|  | \| \| Leptoceratopsidae \| \| \| \| \| \| Coronosauria \| \| \| \| |
|  |                                                                    |
|  | Leptoceratopsidae                                                  |
|  |                                                                    |
|  | Coronosauria                                                       |
|  |                                                                    |

|  | Leptoceratopsidae |
|  |                   |
|  | Coronosauria      |
|  |                   |

|  | Helioceratops   |
|  |                 |
|  | Archaeoceratops |
|  |                 |

|  | Koreaceratops                                                      |
|  |                                                                    |
|  | \| \| Leptoceratopsidae \| \| \| \| \| \| Coronosauria \| \| \| \| |
|  |                                                                    |
|  | Leptoceratopsidae                                                  |
|  |                                                                    |
|  | Coronosauria                                                       |
|  |                                                                    |

|  | Leptoceratopsidae |
|  |                   |
|  | Coronosauria      |
|  |                   |

|  | Xuanhuaceratops |
|  |                 |
|  | Chaoyangsaurus  |
|  |                 |

|  | P. sinensis     |
|  |                 |
|  | P. mongoliensis |
|  |                 |

|  | Auroraceratops |
|  |                |
|  | Yamaceratops   |
|  |                |

|  | Helioceratops   |
|  |                 |
|  | Archaeoceratops |
|  |                 |

|  | Koreaceratops                                                      |
|  |                                                                    |
|  | \| \| Leptoceratopsidae \| \| \| \| \| \| Coronosauria \| \| \| \| |
|  |                                                                    |
|  | Leptoceratopsidae                                                  |
|  |                                                                    |
|  | Coronosauria                                                       |
|  |                                                                    |

|  | Leptoceratopsidae |
|  |                   |
|  | Coronosauria      |
|  |                   |

|  | Helioceratops   |
|  |                 |
|  | Archaeoceratops |
|  |                 |

|  | Koreaceratops                                                      |
|  |                                                                    |
|  | \| \| Leptoceratopsidae \| \| \| \| \| \| Coronosauria \| \| \| \| |
|  |                                                                    |
|  | Leptoceratopsidae                                                  |
|  |                                                                    |
|  | Coronosauria                                                       |
|  |                                                                    |

|  | Leptoceratopsidae |
|  |                   |
|  | Coronosauria      |
|  |                   |

|  | Auroraceratops |
|  |                |
|  | Yamaceratops   |
|  |                |

|  | Helioceratops   |
|  |                 |
|  | Archaeoceratops |
|  |                 |

|  | Koreaceratops                                                      |
|  |                                                                    |
|  | \| \| Leptoceratopsidae \| \| \| \| \| \| Coronosauria \| \| \| \| |
|  |                                                                    |
|  | Leptoceratopsidae                                                  |
|  |                                                                    |
|  | Coronosauria                                                       |
|  |                                                                    |

|  | Leptoceratopsidae |
|  |                   |
|  | Coronosauria      |
|  |                   |

|  | Helioceratops   |
|  |                 |
|  | Archaeoceratops |
|  |                 |

|  | Koreaceratops                                                      |
|  |                                                                    |
|  | \| \| Leptoceratopsidae \| \| \| \| \| \| Coronosauria \| \| \| \| |
|  |                                                                    |
|  | Leptoceratopsidae                                                  |
|  |                                                                    |
|  | Coronosauria                                                       |
|  |                                                                    |

|  | Leptoceratopsidae |
|  |                   |
|  | Coronosauria      |
|  |                   |

|  | Auroraceratops |
|  |                |
|  | Yamaceratops   |
|  |                |

|  | Helioceratops   |
|  |                 |
|  | Archaeoceratops |
|  |                 |

|  | Koreaceratops                                                      |
|  |                                                                    |
|  | \| \| Leptoceratopsidae \| \| \| \| \| \| Coronosauria \| \| \| \| |
|  |                                                                    |
|  | Leptoceratopsidae                                                  |
|  |                                                                    |
|  | Coronosauria                                                       |
|  |                                                                    |

|  | Leptoceratopsidae |
|  |                   |
|  | Coronosauria      |
|  |                   |

|  | Helioceratops   |
|  |                 |
|  | Archaeoceratops |
|  |                 |

|  | Koreaceratops                                                      |
|  |                                                                    |
|  | \| \| Leptoceratopsidae \| \| \| \| \| \| Coronosauria \| \| \| \| |
|  |                                                                    |
|  | Leptoceratopsidae                                                  |
|  |                                                                    |
|  | Coronosauria                                                       |
|  |                                                                    |

|  | Leptoceratopsidae |
|  |                   |
|  | Coronosauria      |
|  |                   |

|  | Auroraceratops |
|  |                |
|  | Yamaceratops   |
|  |                |

|  | Helioceratops   |
|  |                 |
|  | Archaeoceratops |
|  |                 |

|  | Koreaceratops                                                      |
|  |                                                                    |
|  | \| \| Leptoceratopsidae \| \| \| \| \| \| Coronosauria \| \| \| \| |
|  |                                                                    |
|  | Leptoceratopsidae                                                  |
|  |                                                                    |
|  | Coronosauria                                                       |
|  |                                                                    |

|  | Leptoceratopsidae |
|  |                   |
|  | Coronosauria      |
|  |                   |

|  | Helioceratops   |
|  |                 |
|  | Archaeoceratops |
|  |                 |

|  | Koreaceratops                                                      |
|  |                                                                    |
|  | \| \| Leptoceratopsidae \| \| \| \| \| \| Coronosauria \| \| \| \| |
|  |                                                                    |
|  | Leptoceratopsidae                                                  |
|  |                                                                    |
|  | Coronosauria                                                       |
|  |                                                                    |

|  | Leptoceratopsidae |
|  |                   |
|  | Coronosauria      |
|  |                   |

|  | Auroraceratops |
|  |                |
|  | Yamaceratops   |
|  |                |

|  | Helioceratops   |
|  |                 |
|  | Archaeoceratops |
|  |                 |

|  | Koreaceratops                                                      |
|  |                                                                    |
|  | \| \| Leptoceratopsidae \| \| \| \| \| \| Coronosauria \| \| \| \| |
|  |                                                                    |
|  | Leptoceratopsidae                                                  |
|  |                                                                    |
|  | Coronosauria                                                       |
|  |                                                                    |

|  | Leptoceratopsidae |
|  |                   |
|  | Coronosauria      |
|  |                   |

|  | Helioceratops   |
|  |                 |
|  | Archaeoceratops |
|  |                 |

|  | Koreaceratops                                                      |
|  |                                                                    |
|  | \| \| Leptoceratopsidae \| \| \| \| \| \| Coronosauria \| \| \| \| |
|  |                                                                    |
|  | Leptoceratopsidae                                                  |
|  |                                                                    |
|  | Coronosauria                                                       |
|  |                                                                    |

|  | Leptoceratopsidae |
|  |                   |
|  | Coronosauria      |
|  |                   |

|  | Auroraceratops |
|  |                |
|  | Yamaceratops   |
|  |                |

|  | Helioceratops   |
|  |                 |
|  | Archaeoceratops |
|  |                 |

|  | Koreaceratops                                                      |
|  |                                                                    |
|  | \| \| Leptoceratopsidae \| \| \| \| \| \| Coronosauria \| \| \| \| |
|  |                                                                    |
|  | Leptoceratopsidae                                                  |
|  |                                                                    |
|  | Coronosauria                                                       |
|  |                                                                    |

|  | Leptoceratopsidae |
|  |                   |
|  | Coronosauria      |
|  |                   |

|  | Helioceratops   |
|  |                 |
|  | Archaeoceratops |
|  |                 |

|  | Koreaceratops                                                      |
|  |                                                                    |
|  | \| \| Leptoceratopsidae \| \| \| \| \| \| Coronosauria \| \| \| \| |
|  |                                                                    |
|  | Leptoceratopsidae                                                  |
|  |                                                                    |
|  | Coronosauria                                                       |
|  |                                                                    |

|  | Leptoceratopsidae |
|  |                   |
|  | Coronosauria      |
|  |                   |

|  | Auroraceratops |
|  |                |
|  | Yamaceratops   |
|  |                |

|  | Helioceratops   |
|  |                 |
|  | Archaeoceratops |
|  |                 |

|  | Koreaceratops                                                      |
|  |                                                                    |
|  | \| \| Leptoceratopsidae \| \| \| \| \| \| Coronosauria \| \| \| \| |
|  |                                                                    |
|  | Leptoceratopsidae                                                  |
|  |                                                                    |
|  | Coronosauria                                                       |
|  |                                                                    |

|  | Leptoceratopsidae |
|  |                   |
|  | Coronosauria      |
|  |                   |

|  | Helioceratops   |
|  |                 |
|  | Archaeoceratops |
|  |                 |

|  | Koreaceratops                                                      |
|  |                                                                    |
|  | \| \| Leptoceratopsidae \| \| \| \| \| \| Coronosauria \| \| \| \| |
|  |                                                                    |
|  | Leptoceratopsidae                                                  |
|  |                                                                    |
|  | Coronosauria                                                       |
|  |                                                                    |

|  | Leptoceratopsidae |
|  |                   |
|  | Coronosauria      |
|  |                   |

|  | Auroraceratops |
|  |                |
|  | Yamaceratops   |
|  |                |

|  | Helioceratops   |
|  |                 |
|  | Archaeoceratops |
|  |                 |

|  | Koreaceratops                                                      |
|  |                                                                    |
|  | \| \| Leptoceratopsidae \| \| \| \| \| \| Coronosauria \| \| \| \| |
|  |                                                                    |
|  | Leptoceratopsidae                                                  |
|  |                                                                    |
|  | Coronosauria                                                       |
|  |                                                                    |

|  | Leptoceratopsidae |
|  |                   |
|  | Coronosauria      |
|  |                   |

|  | Helioceratops   |
|  |                 |
|  | Archaeoceratops |
|  |                 |

|  | Koreaceratops                                                      |
|  |                                                                    |
|  | \| \| Leptoceratopsidae \| \| \| \| \| \| Coronosauria \| \| \| \| |
|  |                                                                    |
|  | Leptoceratopsidae                                                  |
|  |                                                                    |
|  | Coronosauria                                                       |
|  |                                                                    |

|  | Leptoceratopsidae |
|  |                   |
|  | Coronosauria      |
|  |                   |

|  | P. sinensis     |
|  |                 |
|  | P. mongoliensis |
|  |                 |

|  | Auroraceratops |
|  |                |
|  | Yamaceratops   |
|  |                |

|  | Helioceratops   |
|  |                 |
|  | Archaeoceratops |
|  |                 |

|  | Koreaceratops                                                      |
|  |                                                                    |
|  | \| \| Leptoceratopsidae \| \| \| \| \| \| Coronosauria \| \| \| \| |
|  |                                                                    |
|  | Leptoceratopsidae                                                  |
|  |                                                                    |
|  | Coronosauria                                                       |
|  |                                                                    |

|  | Leptoceratopsidae |
|  |                   |
|  | Coronosauria      |
|  |                   |

|  | Helioceratops   |
|  |                 |
|  | Archaeoceratops |
|  |                 |

|  | Koreaceratops                                                      |
|  |                                                                    |
|  | \| \| Leptoceratopsidae \| \| \| \| \| \| Coronosauria \| \| \| \| |
|  |                                                                    |
|  | Leptoceratopsidae                                                  |
|  |                                                                    |
|  | Coronosauria                                                       |
|  |                                                                    |

|  | Leptoceratopsidae |
|  |                   |
|  | Coronosauria      |
|  |                   |

|  | Auroraceratops |
|  |                |
|  | Yamaceratops   |
|  |                |

|  | Helioceratops   |
|  |                 |
|  | Archaeoceratops |
|  |                 |

|  | Koreaceratops                                                      |
|  |                                                                    |
|  | \| \| Leptoceratopsidae \| \| \| \| \| \| Coronosauria \| \| \| \| |
|  |                                                                    |
|  | Leptoceratopsidae                                                  |
|  |                                                                    |
|  | Coronosauria                                                       |
|  |                                                                    |

|  | Leptoceratopsidae |
|  |                   |
|  | Coronosauria      |
|  |                   |

|  | Helioceratops   |
|  |                 |
|  | Archaeoceratops |
|  |                 |

|  | Koreaceratops                                                      |
|  |                                                                    |
|  | \| \| Leptoceratopsidae \| \| \| \| \| \| Coronosauria \| \| \| \| |
|  |                                                                    |
|  | Leptoceratopsidae                                                  |
|  |                                                                    |
|  | Coronosauria                                                       |
|  |                                                                    |

|  | Leptoceratopsidae |
|  |                   |
|  | Coronosauria      |
|  |                   |

|  | Auroraceratops |
|  |                |
|  | Yamaceratops   |
|  |                |

|  | Helioceratops   |
|  |                 |
|  | Archaeoceratops |
|  |                 |

|  | Koreaceratops                                                      |
|  |                                                                    |
|  | \| \| Leptoceratopsidae \| \| \| \| \| \| Coronosauria \| \| \| \| |
|  |                                                                    |
|  | Leptoceratopsidae                                                  |
|  |                                                                    |
|  | Coronosauria                                                       |
|  |                                                                    |

|  | Leptoceratopsidae |
|  |                   |
|  | Coronosauria      |
|  |                   |

|  | Helioceratops   |
|  |                 |
|  | Archaeoceratops |
|  |                 |

|  | Koreaceratops                                                      |
|  |                                                                    |
|  | \| \| Leptoceratopsidae \| \| \| \| \| \| Coronosauria \| \| \| \| |
|  |                                                                    |
|  | Leptoceratopsidae                                                  |
|  |                                                                    |
|  | Coronosauria                                                       |
|  |                                                                    |

|  | Leptoceratopsidae |
|  |                   |
|  | Coronosauria      |
|  |                   |

|  | Auroraceratops |
|  |                |
|  | Yamaceratops   |
|  |                |

|  | Helioceratops   |
|  |                 |
|  | Archaeoceratops |
|  |                 |

|  | Koreaceratops                                                      |
|  |                                                                    |
|  | \| \| Leptoceratopsidae \| \| \| \| \| \| Coronosauria \| \| \| \| |
|  |                                                                    |
|  | Leptoceratopsidae                                                  |
|  |                                                                    |
|  | Coronosauria                                                       |
|  |                                                                    |

|  | Leptoceratopsidae |
|  |                   |
|  | Coronosauria      |
|  |                   |

|  | Helioceratops   |
|  |                 |
|  | Archaeoceratops |
|  |                 |

|  | Koreaceratops                                                      |
|  |                                                                    |
|  | \| \| Leptoceratopsidae \| \| \| \| \| \| Coronosauria \| \| \| \| |
|  |                                                                    |
|  | Leptoceratopsidae                                                  |
|  |                                                                    |
|  | Coronosauria                                                       |
|  |                                                                    |

|  | Leptoceratopsidae |
|  |                   |
|  | Coronosauria      |
|  |                   |

|  | Auroraceratops |
|  |                |
|  | Yamaceratops   |
|  |                |

|  | Helioceratops   |
|  |                 |
|  | Archaeoceratops |
|  |                 |

|  | Koreaceratops                                                      |
|  |                                                                    |
|  | \| \| Leptoceratopsidae \| \| \| \| \| \| Coronosauria \| \| \| \| |
|  |                                                                    |
|  | Leptoceratopsidae                                                  |
|  |                                                                    |
|  | Coronosauria                                                       |
|  |                                                                    |

|  | Leptoceratopsidae |
|  |                   |
|  | Coronosauria      |
|  |                   |

|  | Helioceratops   |
|  |                 |
|  | Archaeoceratops |
|  |                 |

|  | Koreaceratops                                                      |
|  |                                                                    |
|  | \| \| Leptoceratopsidae \| \| \| \| \| \| Coronosauria \| \| \| \| |
|  |                                                                    |
|  | Leptoceratopsidae                                                  |
|  |                                                                    |
|  | Coronosauria                                                       |
|  |                                                                    |

|  | Leptoceratopsidae |
|  |                   |
|  | Coronosauria      |
|  |                   |

|  | Auroraceratops |
|  |                |
|  | Yamaceratops   |
|  |                |

|  | Helioceratops   |
|  |                 |
|  | Archaeoceratops |
|  |                 |

|  | Koreaceratops                                                      |
|  |                                                                    |
|  | \| \| Leptoceratopsidae \| \| \| \| \| \| Coronosauria \| \| \| \| |
|  |                                                                    |
|  | Leptoceratopsidae                                                  |
|  |                                                                    |
|  | Coronosauria                                                       |
|  |                                                                    |

|  | Leptoceratopsidae |
|  |                   |
|  | Coronosauria      |
|  |                   |

|  | Helioceratops   |
|  |                 |
|  | Archaeoceratops |
|  |                 |

|  | Koreaceratops                                                      |
|  |                                                                    |
|  | \| \| Leptoceratopsidae \| \| \| \| \| \| Coronosauria \| \| \| \| |
|  |                                                                    |
|  | Leptoceratopsidae                                                  |
|  |                                                                    |
|  | Coronosauria                                                       |
|  |                                                                    |

|  | Leptoceratopsidae |
|  |                   |
|  | Coronosauria      |
|  |                   |

|  | Auroraceratops |
|  |                |
|  | Yamaceratops   |
|  |                |

|  | Helioceratops   |
|  |                 |
|  | Archaeoceratops |
|  |                 |

|  | Koreaceratops                                                      |
|  |                                                                    |
|  | \| \| Leptoceratopsidae \| \| \| \| \| \| Coronosauria \| \| \| \| |
|  |                                                                    |
|  | Leptoceratopsidae                                                  |
|  |                                                                    |
|  | Coronosauria                                                       |
|  |                                                                    |

|  | Leptoceratopsidae |
|  |                   |
|  | Coronosauria      |
|  |                   |

|  | Helioceratops   |
|  |                 |
|  | Archaeoceratops |
|  |                 |

|  | Koreaceratops                                                      |
|  |                                                                    |
|  | \| \| Leptoceratopsidae \| \| \| \| \| \| Coronosauria \| \| \| \| |
|  |                                                                    |
|  | Leptoceratopsidae                                                  |
|  |                                                                    |
|  | Coronosauria                                                       |
|  |                                                                    |

|  | Leptoceratopsidae |
|  |                   |
|  | Coronosauria      |
|  |                   |

|  | Auroraceratops |
|  |                |
|  | Yamaceratops   |
|  |                |

|  | Helioceratops   |
|  |                 |
|  | Archaeoceratops |
|  |                 |

|  | Koreaceratops                                                      |
|  |                                                                    |
|  | \| \| Leptoceratopsidae \| \| \| \| \| \| Coronosauria \| \| \| \| |
|  |                                                                    |
|  | Leptoceratopsidae                                                  |
|  |                                                                    |
|  | Coronosauria                                                       |
|  |                                                                    |

|  | Leptoceratopsidae |
|  |                   |
|  | Coronosauria      |
|  |                   |

|  | Helioceratops   |
|  |                 |
|  | Archaeoceratops |
|  |                 |

|  | Koreaceratops                                                      |
|  |                                                                    |
|  | \| \| Leptoceratopsidae \| \| \| \| \| \| Coronosauria \| \| \| \| |
|  |                                                                    |
|  | Leptoceratopsidae                                                  |
|  |                                                                    |
|  | Coronosauria                                                       |
|  |                                                                    |

|  | Leptoceratopsidae |
|  |                   |
|  | Coronosauria      |
|  |                   |

|  | Xuanhuaceratops |
|  |                 |
|  | Chaoyangsaurus  |
|  |                 |

|  | P. sinensis     |
|  |                 |
|  | P. mongoliensis |
|  |                 |

|  | Auroraceratops |
|  |                |
|  | Yamaceratops   |
|  |                |

|  | Helioceratops   |
|  |                 |
|  | Archaeoceratops |
|  |                 |

|  | Koreaceratops                                                      |
|  |                                                                    |
|  | \| \| Leptoceratopsidae \| \| \| \| \| \| Coronosauria \| \| \| \| |
|  |                                                                    |
|  | Leptoceratopsidae                                                  |
|  |                                                                    |
|  | Coronosauria                                                       |
|  |                                                                    |

|  | Leptoceratopsidae |
|  |                   |
|  | Coronosauria      |
|  |                   |

|  | Helioceratops   |
|  |                 |
|  | Archaeoceratops |
|  |                 |

|  | Koreaceratops                                                      |
|  |                                                                    |
|  | \| \| Leptoceratopsidae \| \| \| \| \| \| Coronosauria \| \| \| \| |
|  |                                                                    |
|  | Leptoceratopsidae                                                  |
|  |                                                                    |
|  | Coronosauria                                                       |
|  |                                                                    |

|  | Leptoceratopsidae |
|  |                   |
|  | Coronosauria      |
|  |                   |

|  | Auroraceratops |
|  |                |
|  | Yamaceratops   |
|  |                |

|  | Helioceratops   |
|  |                 |
|  | Archaeoceratops |
|  |                 |

|  | Koreaceratops                                                      |
|  |                                                                    |
|  | \| \| Leptoceratopsidae \| \| \| \| \| \| Coronosauria \| \| \| \| |
|  |                                                                    |
|  | Leptoceratopsidae                                                  |
|  |                                                                    |
|  | Coronosauria                                                       |
|  |                                                                    |

|  | Leptoceratopsidae |
|  |                   |
|  | Coronosauria      |
|  |                   |

|  | Helioceratops   |
|  |                 |
|  | Archaeoceratops |
|  |                 |

|  | Koreaceratops                                                      |
|  |                                                                    |
|  | \| \| Leptoceratopsidae \| \| \| \| \| \| Coronosauria \| \| \| \| |
|  |                                                                    |
|  | Leptoceratopsidae                                                  |
|  |                                                                    |
|  | Coronosauria                                                       |
|  |                                                                    |

|  | Leptoceratopsidae |
|  |                   |
|  | Coronosauria      |
|  |                   |

|  | Auroraceratops |
|  |                |
|  | Yamaceratops   |
|  |                |

|  | Helioceratops   |
|  |                 |
|  | Archaeoceratops |
|  |                 |

|  | Koreaceratops                                                      |
|  |                                                                    |
|  | \| \| Leptoceratopsidae \| \| \| \| \| \| Coronosauria \| \| \| \| |
|  |                                                                    |
|  | Leptoceratopsidae                                                  |
|  |                                                                    |
|  | Coronosauria                                                       |
|  |                                                                    |

|  | Leptoceratopsidae |
|  |                   |
|  | Coronosauria      |
|  |                   |

|  | Helioceratops   |
|  |                 |
|  | Archaeoceratops |
|  |                 |

|  | Koreaceratops                                                      |
|  |                                                                    |
|  | \| \| Leptoceratopsidae \| \| \| \| \| \| Coronosauria \| \| \| \| |
|  |                                                                    |
|  | Leptoceratopsidae                                                  |
|  |                                                                    |
|  | Coronosauria                                                       |
|  |                                                                    |

|  | Leptoceratopsidae |
|  |                   |
|  | Coronosauria      |
|  |                   |

|  | Auroraceratops |
|  |                |
|  | Yamaceratops   |
|  |                |

|  | Helioceratops   |
|  |                 |
|  | Archaeoceratops |
|  |                 |

|  | Koreaceratops                                                      |
|  |                                                                    |
|  | \| \| Leptoceratopsidae \| \| \| \| \| \| Coronosauria \| \| \| \| |
|  |                                                                    |
|  | Leptoceratopsidae                                                  |
|  |                                                                    |
|  | Coronosauria                                                       |
|  |                                                                    |

|  | Leptoceratopsidae |
|  |                   |
|  | Coronosauria      |
|  |                   |

|  | Helioceratops   |
|  |                 |
|  | Archaeoceratops |
|  |                 |

|  | Koreaceratops                                                      |
|  |                                                                    |
|  | \| \| Leptoceratopsidae \| \| \| \| \| \| Coronosauria \| \| \| \| |
|  |                                                                    |
|  | Leptoceratopsidae                                                  |
|  |                                                                    |
|  | Coronosauria                                                       |
|  |                                                                    |

|  | Leptoceratopsidae |
|  |                   |
|  | Coronosauria      |
|  |                   |

|  | Auroraceratops |
|  |                |
|  | Yamaceratops   |
|  |                |

|  | Helioceratops   |
|  |                 |
|  | Archaeoceratops |
|  |                 |

|  | Koreaceratops                                                      |
|  |                                                                    |
|  | \| \| Leptoceratopsidae \| \| \| \| \| \| Coronosauria \| \| \| \| |
|  |                                                                    |
|  | Leptoceratopsidae                                                  |
|  |                                                                    |
|  | Coronosauria                                                       |
|  |                                                                    |

|  | Leptoceratopsidae |
|  |                   |
|  | Coronosauria      |
|  |                   |

|  | Helioceratops   |
|  |                 |
|  | Archaeoceratops |
|  |                 |

|  | Koreaceratops                                                      |
|  |                                                                    |
|  | \| \| Leptoceratopsidae \| \| \| \| \| \| Coronosauria \| \| \| \| |
|  |                                                                    |
|  | Leptoceratopsidae                                                  |
|  |                                                                    |
|  | Coronosauria                                                       |
|  |                                                                    |

|  | Leptoceratopsidae |
|  |                   |
|  | Coronosauria      |
|  |                   |

|  | Auroraceratops |
|  |                |
|  | Yamaceratops   |
|  |                |

|  | Helioceratops   |
|  |                 |
|  | Archaeoceratops |
|  |                 |

|  | Koreaceratops                                                      |
|  |                                                                    |
|  | \| \| Leptoceratopsidae \| \| \| \| \| \| Coronosauria \| \| \| \| |
|  |                                                                    |
|  | Leptoceratopsidae                                                  |
|  |                                                                    |
|  | Coronosauria                                                       |
|  |                                                                    |

|  | Leptoceratopsidae |
|  |                   |
|  | Coronosauria      |
|  |                   |

|  | Helioceratops   |
|  |                 |
|  | Archaeoceratops |
|  |                 |

|  | Koreaceratops                                                      |
|  |                                                                    |
|  | \| \| Leptoceratopsidae \| \| \| \| \| \| Coronosauria \| \| \| \| |
|  |                                                                    |
|  | Leptoceratopsidae                                                  |
|  |                                                                    |
|  | Coronosauria                                                       |
|  |                                                                    |

|  | Leptoceratopsidae |
|  |                   |
|  | Coronosauria      |
|  |                   |

|  | Auroraceratops |
|  |                |
|  | Yamaceratops   |
|  |                |

|  | Helioceratops   |
|  |                 |
|  | Archaeoceratops |
|  |                 |

|  | Koreaceratops                                                      |
|  |                                                                    |
|  | \| \| Leptoceratopsidae \| \| \| \| \| \| Coronosauria \| \| \| \| |
|  |                                                                    |
|  | Leptoceratopsidae                                                  |
|  |                                                                    |
|  | Coronosauria                                                       |
|  |                                                                    |

|  | Leptoceratopsidae |
|  |                   |
|  | Coronosauria      |
|  |                   |

|  | Helioceratops   |
|  |                 |
|  | Archaeoceratops |
|  |                 |

|  | Koreaceratops                                                      |
|  |                                                                    |
|  | \| \| Leptoceratopsidae \| \| \| \| \| \| Coronosauria \| \| \| \| |
|  |                                                                    |
|  | Leptoceratopsidae                                                  |
|  |                                                                    |
|  | Coronosauria                                                       |
|  |                                                                    |

|  | Leptoceratopsidae |
|  |                   |
|  | Coronosauria      |
|  |                   |

|  | Auroraceratops |
|  |                |
|  | Yamaceratops   |
|  |                |

|  | Helioceratops   |
|  |                 |
|  | Archaeoceratops |
|  |                 |

|  | Koreaceratops                                                      |
|  |                                                                    |
|  | \| \| Leptoceratopsidae \| \| \| \| \| \| Coronosauria \| \| \| \| |
|  |                                                                    |
|  | Leptoceratopsidae                                                  |
|  |                                                                    |
|  | Coronosauria                                                       |
|  |                                                                    |

|  | Leptoceratopsidae |
|  |                   |
|  | Coronosauria      |
|  |                   |

|  | Helioceratops   |
|  |                 |
|  | Archaeoceratops |
|  |                 |

|  | Koreaceratops                                                      |
|  |                                                                    |
|  | \| \| Leptoceratopsidae \| \| \| \| \| \| Coronosauria \| \| \| \| |
|  |                                                                    |
|  | Leptoceratopsidae                                                  |
|  |                                                                    |
|  | Coronosauria                                                       |
|  |                                                                    |

|  | Leptoceratopsidae |
|  |                   |
|  | Coronosauria      |
|  |                   |

|  | P. sinensis     |
|  |                 |
|  | P. mongoliensis |
|  |                 |

|  | Auroraceratops |
|  |                |
|  | Yamaceratops   |
|  |                |

|  | Helioceratops   |
|  |                 |
|  | Archaeoceratops |
|  |                 |

|  | Koreaceratops                                                      |
|  |                                                                    |
|  | \| \| Leptoceratopsidae \| \| \| \| \| \| Coronosauria \| \| \| \| |
|  |                                                                    |
|  | Leptoceratopsidae                                                  |
|  |                                                                    |
|  | Coronosauria                                                       |
|  |                                                                    |

|  | Leptoceratopsidae |
|  |                   |
|  | Coronosauria      |
|  |                   |

|  | Helioceratops   |
|  |                 |
|  | Archaeoceratops |
|  |                 |

|  | Koreaceratops                                                      |
|  |                                                                    |
|  | \| \| Leptoceratopsidae \| \| \| \| \| \| Coronosauria \| \| \| \| |
|  |                                                                    |
|  | Leptoceratopsidae                                                  |
|  |                                                                    |
|  | Coronosauria                                                       |
|  |                                                                    |

|  | Leptoceratopsidae |
|  |                   |
|  | Coronosauria      |
|  |                   |

|  | Auroraceratops |
|  |                |
|  | Yamaceratops   |
|  |                |

|  | Helioceratops   |
|  |                 |
|  | Archaeoceratops |
|  |                 |

|  | Koreaceratops                                                      |
|  |                                                                    |
|  | \| \| Leptoceratopsidae \| \| \| \| \| \| Coronosauria \| \| \| \| |
|  |                                                                    |
|  | Leptoceratopsidae                                                  |
|  |                                                                    |
|  | Coronosauria                                                       |
|  |                                                                    |

|  | Leptoceratopsidae |
|  |                   |
|  | Coronosauria      |
|  |                   |

|  | Helioceratops   |
|  |                 |
|  | Archaeoceratops |
|  |                 |

|  | Koreaceratops                                                      |
|  |                                                                    |
|  | \| \| Leptoceratopsidae \| \| \| \| \| \| Coronosauria \| \| \| \| |
|  |                                                                    |
|  | Leptoceratopsidae                                                  |
|  |                                                                    |
|  | Coronosauria                                                       |
|  |                                                                    |

|  | Leptoceratopsidae |
|  |                   |
|  | Coronosauria      |
|  |                   |

|  | Auroraceratops |
|  |                |
|  | Yamaceratops   |
|  |                |

|  | Helioceratops   |
|  |                 |
|  | Archaeoceratops |
|  |                 |

|  | Koreaceratops                                                      |
|  |                                                                    |
|  | \| \| Leptoceratopsidae \| \| \| \| \| \| Coronosauria \| \| \| \| |
|  |                                                                    |
|  | Leptoceratopsidae                                                  |
|  |                                                                    |
|  | Coronosauria                                                       |
|  |                                                                    |

|  | Leptoceratopsidae |
|  |                   |
|  | Coronosauria      |
|  |                   |

|  | Helioceratops   |
|  |                 |
|  | Archaeoceratops |
|  |                 |

|  | Koreaceratops                                                      |
|  |                                                                    |
|  | \| \| Leptoceratopsidae \| \| \| \| \| \| Coronosauria \| \| \| \| |
|  |                                                                    |
|  | Leptoceratopsidae                                                  |
|  |                                                                    |
|  | Coronosauria                                                       |
|  |                                                                    |

|  | Leptoceratopsidae |
|  |                   |
|  | Coronosauria      |
|  |                   |

|  | Auroraceratops |
|  |                |
|  | Yamaceratops   |
|  |                |

|  | Helioceratops   |
|  |                 |
|  | Archaeoceratops |
|  |                 |

|  | Koreaceratops                                                      |
|  |                                                                    |
|  | \| \| Leptoceratopsidae \| \| \| \| \| \| Coronosauria \| \| \| \| |
|  |                                                                    |
|  | Leptoceratopsidae                                                  |
|  |                                                                    |
|  | Coronosauria                                                       |
|  |                                                                    |

|  | Leptoceratopsidae |
|  |                   |
|  | Coronosauria      |
|  |                   |

|  | Helioceratops   |
|  |                 |
|  | Archaeoceratops |
|  |                 |

|  | Koreaceratops                                                      |
|  |                                                                    |
|  | \| \| Leptoceratopsidae \| \| \| \| \| \| Coronosauria \| \| \| \| |
|  |                                                                    |
|  | Leptoceratopsidae                                                  |
|  |                                                                    |
|  | Coronosauria                                                       |
|  |                                                                    |

|  | Leptoceratopsidae |
|  |                   |
|  | Coronosauria      |
|  |                   |

|  | Auroraceratops |
|  |                |
|  | Yamaceratops   |
|  |                |

|  | Helioceratops   |
|  |                 |
|  | Archaeoceratops |
|  |                 |

|  | Koreaceratops                                                      |
|  |                                                                    |
|  | \| \| Leptoceratopsidae \| \| \| \| \| \| Coronosauria \| \| \| \| |
|  |                                                                    |
|  | Leptoceratopsidae                                                  |
|  |                                                                    |
|  | Coronosauria                                                       |
|  |                                                                    |

|  | Leptoceratopsidae |
|  |                   |
|  | Coronosauria      |
|  |                   |

|  | Helioceratops   |
|  |                 |
|  | Archaeoceratops |
|  |                 |

|  | Koreaceratops                                                      |
|  |                                                                    |
|  | \| \| Leptoceratopsidae \| \| \| \| \| \| Coronosauria \| \| \| \| |
|  |                                                                    |
|  | Leptoceratopsidae                                                  |
|  |                                                                    |
|  | Coronosauria                                                       |
|  |                                                                    |

|  | Leptoceratopsidae |
|  |                   |
|  | Coronosauria      |
|  |                   |

|  | Auroraceratops |
|  |                |
|  | Yamaceratops   |
|  |                |

|  | Helioceratops   |
|  |                 |
|  | Archaeoceratops |
|  |                 |

|  | Koreaceratops                                                      |
|  |                                                                    |
|  | \| \| Leptoceratopsidae \| \| \| \| \| \| Coronosauria \| \| \| \| |
|  |                                                                    |
|  | Leptoceratopsidae                                                  |
|  |                                                                    |
|  | Coronosauria                                                       |
|  |                                                                    |

|  | Leptoceratopsidae |
|  |                   |
|  | Coronosauria      |
|  |                   |

|  | Helioceratops   |
|  |                 |
|  | Archaeoceratops |
|  |                 |

|  | Koreaceratops                                                      |
|  |                                                                    |
|  | \| \| Leptoceratopsidae \| \| \| \| \| \| Coronosauria \| \| \| \| |
|  |                                                                    |
|  | Leptoceratopsidae                                                  |
|  |                                                                    |
|  | Coronosauria                                                       |
|  |                                                                    |

|  | Leptoceratopsidae |
|  |                   |
|  | Coronosauria      |
|  |                   |

|  | Auroraceratops |
|  |                |
|  | Yamaceratops   |
|  |                |

|  | Helioceratops   |
|  |                 |
|  | Archaeoceratops |
|  |                 |

|  | Koreaceratops                                                      |
|  |                                                                    |
|  | \| \| Leptoceratopsidae \| \| \| \| \| \| Coronosauria \| \| \| \| |
|  |                                                                    |
|  | Leptoceratopsidae                                                  |
|  |                                                                    |
|  | Coronosauria                                                       |
|  |                                                                    |

|  | Leptoceratopsidae |
|  |                   |
|  | Coronosauria      |
|  |                   |

|  | Helioceratops   |
|  |                 |
|  | Archaeoceratops |
|  |                 |

|  | Koreaceratops                                                      |
|  |                                                                    |
|  | \| \| Leptoceratopsidae \| \| \| \| \| \| Coronosauria \| \| \| \| |
|  |                                                                    |
|  | Leptoceratopsidae                                                  |
|  |                                                                    |
|  | Coronosauria                                                       |
|  |                                                                    |

|  | Leptoceratopsidae |
|  |                   |
|  | Coronosauria      |
|  |                   |

|  | Auroraceratops |
|  |                |
|  | Yamaceratops   |
|  |                |

|  | Helioceratops   |
|  |                 |
|  | Archaeoceratops |
|  |                 |

|  | Koreaceratops                                                      |
|  |                                                                    |
|  | \| \| Leptoceratopsidae \| \| \| \| \| \| Coronosauria \| \| \| \| |
|  |                                                                    |
|  | Leptoceratopsidae                                                  |
|  |                                                                    |
|  | Coronosauria                                                       |
|  |                                                                    |

|  | Leptoceratopsidae |
|  |                   |
|  | Coronosauria      |
|  |                   |

|  | Helioceratops   |
|  |                 |
|  | Archaeoceratops |
|  |                 |

|  | Koreaceratops                                                      |
|  |                                                                    |
|  | \| \| Leptoceratopsidae \| \| \| \| \| \| Coronosauria \| \| \| \| |
|  |                                                                    |
|  | Leptoceratopsidae                                                  |
|  |                                                                    |
|  | Coronosauria                                                       |
|  |                                                                    |

|  | Leptoceratopsidae |
|  |                   |
|  | Coronosauria      |
|  |                   |

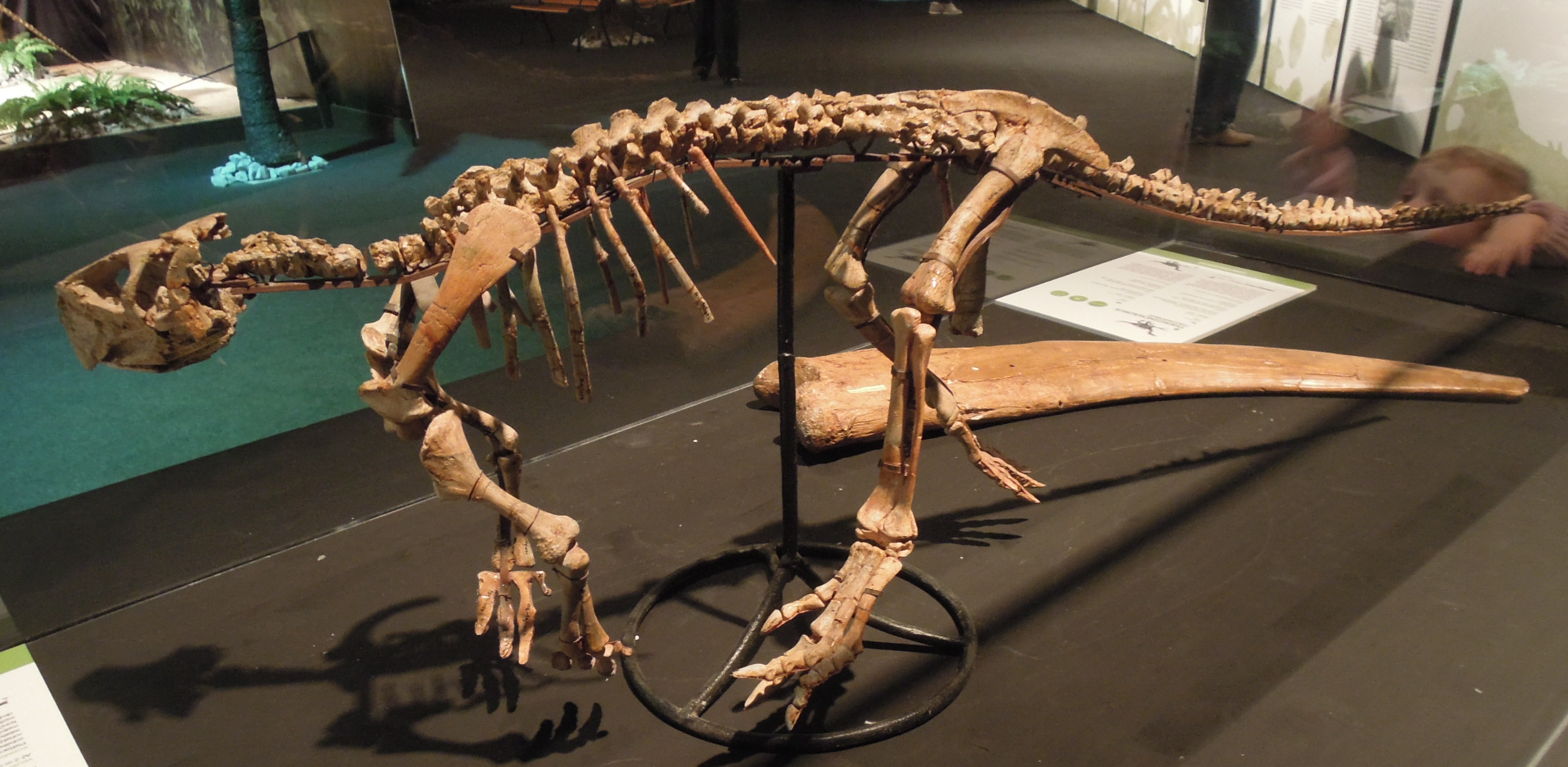
Scheletro di P. mongoliensis, al Dinosaurium

Sebbene siano state nominate numerose specie di Psittacosaurus, le relazioni tassonomiche tra di loro non sono ancora state esplorate e non esiste nessun consenso scientifico sul tema. Diverse analisi filogenetiche sono state pubblicate, ma le più dettagliate sono quelle di Alexander Averianov et al. (2006), Hai-LU Lei et al. (2008) e Paul Sereno (2010). Il cladogramma di seguito, mostra l'analisi di Hai-LU Lei et al. (2008):
|  | P. sinensis  |
|  |              |
|  | P. sibiricus |
|  |              |

|  | P. lujiatunensis   |
|  |                    |
|  | P. mazongshanensis |
|  |                    |

|  | P. ordosensis                                                         |
|  |                                                                       |
|  | \| \| P. meileyingensis \| \| \| \| \| \| P. mongoliensis \| \| \| \| |
|  |                                                                       |
|  | P. meileyingensis                                                     |
|  |                                                                       |
|  | P. mongoliensis                                                       |
|  |                                                                       |

|  | P. meileyingensis |
|  |                   |
|  | P. mongoliensis   |
|  |                   |

|  | P. ordosensis                                                         |
|  |                                                                       |
|  | \| \| P. meileyingensis \| \| \| \| \| \| P. mongoliensis \| \| \| \| |
|  |                                                                       |
|  | P. meileyingensis                                                     |
|  |                                                                       |
|  | P. mongoliensis                                                       |
|  |                                                                       |

|  | P. meileyingensis |
|  |                   |
|  | P. mongoliensis   |
|  |                   |

|  | P. ordosensis                                                         |
|  |                                                                       |
|  | \| \| P. meileyingensis \| \| \| \| \| \| P. mongoliensis \| \| \| \| |
|  |                                                                       |
|  | P. meileyingensis                                                     |
|  |                                                                       |
|  | P. mongoliensis                                                       |
|  |                                                                       |

|  | P. meileyingensis |
|  |                   |
|  | P. mongoliensis   |
|  |                   |

|  | P. ordosensis                                                         |
|  |                                                                       |
|  | \| \| P. meileyingensis \| \| \| \| \| \| P. mongoliensis \| \| \| \| |
|  |                                                                       |
|  | P. meileyingensis                                                     |
|  |                                                                       |
|  | P. mongoliensis                                                       |
|  |                                                                       |

|  | P. meileyingensis |
|  |                   |
|  | P. mongoliensis   |
|  |                   |

|  | P. lujiatunensis   |
|  |                    |
|  | P. mazongshanensis |
|  |                    |

|  | P. ordosensis                                                         |
|  |                                                                       |
|  | \| \| P. meileyingensis \| \| \| \| \| \| P. mongoliensis \| \| \| \| |
|  |                                                                       |
|  | P. meileyingensis                                                     |
|  |                                                                       |
|  | P. mongoliensis                                                       |
|  |                                                                       |

|  | P. meileyingensis |
|  |                   |
|  | P. mongoliensis   |
|  |                   |

|  | P. ordosensis                                                         |
|  |                                                                       |
|  | \| \| P. meileyingensis \| \| \| \| \| \| P. mongoliensis \| \| \| \| |
|  |                                                                       |
|  | P. meileyingensis                                                     |
|  |                                                                       |
|  | P. mongoliensis                                                       |
|  |                                                                       |

|  | P. meileyingensis |
|  |                   |
|  | P. mongoliensis   |
|  |                   |

|  | P. ordosensis                                                         |
|  |                                                                       |
|  | \| \| P. meileyingensis \| \| \| \| \| \| P. mongoliensis \| \| \| \| |
|  |                                                                       |
|  | P. meileyingensis                                                     |
|  |                                                                       |
|  | P. mongoliensis                                                       |
|  |                                                                       |

|  | P. meileyingensis |
|  |                   |
|  | P. mongoliensis   |
|  |                   |

|  | P. ordosensis                                                         |
|  |                                                                       |
|  | \| \| P. meileyingensis \| \| \| \| \| \| P. mongoliensis \| \| \| \| |
|  |                                                                       |
|  | P. meileyingensis                                                     |
|  |                                                                       |
|  | P. mongoliensis                                                       |
|  |                                                                       |

|  | P. meileyingensis |
|  |                   |
|  | P. mongoliensis   |
|  |                   |

|  | P. sinensis  |
|  |              |
|  | P. sibiricus |
|  |              |

|  | P. lujiatunensis   |
|  |                    |
|  | P. mazongshanensis |
|  |                    |

|  | P. ordosensis                                                         |
|  |                                                                       |
|  | \| \| P. meileyingensis \| \| \| \| \| \| P. mongoliensis \| \| \| \| |
|  |                                                                       |
|  | P. meileyingensis                                                     |
|  |                                                                       |
|  | P. mongoliensis                                                       |
|  |                                                                       |

|  | P. meileyingensis |
|  |                   |
|  | P. mongoliensis   |
|  |                   |

|  | P. ordosensis                                                         |
|  |                                                                       |
|  | \| \| P. meileyingensis \| \| \| \| \| \| P. mongoliensis \| \| \| \| |
|  |                                                                       |
|  | P. meileyingensis                                                     |
|  |                                                                       |
|  | P. mongoliensis                                                       |
|  |                                                                       |

|  | P. meileyingensis |
|  |                   |
|  | P. mongoliensis   |
|  |                   |

|  | P. ordosensis                                                         |
|  |                                                                       |
|  | \| \| P. meileyingensis \| \| \| \| \| \| P. mongoliensis \| \| \| \| |
|  |                                                                       |
|  | P. meileyingensis                                                     |
|  |                                                                       |
|  | P. mongoliensis                                                       |
|  |                                                                       |

|  | P. meileyingensis |
|  |                   |
|  | P. mongoliensis   |
|  |                   |

|  | P. ordosensis                                                         |
|  |                                                                       |
|  | \| \| P. meileyingensis \| \| \| \| \| \| P. mongoliensis \| \| \| \| |
|  |                                                                       |
|  | P. meileyingensis                                                     |
|  |                                                                       |
|  | P. mongoliensis                                                       |
|  |                                                                       |

|  | P. meileyingensis |
|  |                   |
|  | P. mongoliensis   |
|  |                   |

|  | P. lujiatunensis   |
|  |                    |
|  | P. mazongshanensis |
|  |                    |

|  | P. ordosensis                                                         |
|  |                                                                       |
|  | \| \| P. meileyingensis \| \| \| \| \| \| P. mongoliensis \| \| \| \| |
|  |                                                                       |
|  | P. meileyingensis                                                     |
|  |                                                                       |
|  | P. mongoliensis                                                       |
|  |                                                                       |

|  | P. meileyingensis |
|  |                   |
|  | P. mongoliensis   |
|  |                   |

|  | P. ordosensis                                                         |
|  |                                                                       |
|  | \| \| P. meileyingensis \| \| \| \| \| \| P. mongoliensis \| \| \| \| |
|  |                                                                       |
|  | P. meileyingensis                                                     |
|  |                                                                       |
|  | P. mongoliensis                                                       |
|  |                                                                       |

|  | P. meileyingensis |
|  |                   |
|  | P. mongoliensis   |
|  |                   |

|  | P. ordosensis                                                         |
|  |                                                                       |
|  | \| \| P. meileyingensis \| \| \| \| \| \| P. mongoliensis \| \| \| \| |
|  |                                                                       |
|  | P. meileyingensis                                                     |
|  |                                                                       |
|  | P. mongoliensis                                                       |
|  |                                                                       |

|  | P. meileyingensis |
|  |                   |
|  | P. mongoliensis   |
|  |                   |

|  | P. ordosensis                                                         |
|  |                                                                       |
|  | \| \| P. meileyingensis \| \| \| \| \| \| P. mongoliensis \| \| \| \| |
|  |                                                                       |
|  | P. meileyingensis                                                     |
|  |                                                                       |
|  | P. mongoliensis                                                       |
|  |                                                                       |

|  | P. meileyingensis |
|  |                   |
|  | P. mongoliensis   |
|  |                   |

Nel 2005 Zhou e colleghi hanno suggerito che P. lujiatunensis fosse la specie più primitiva tra tutte, il che sarebbe coerente con la sua comparsa precedente nel registro fossile.

## Storia della scoperta

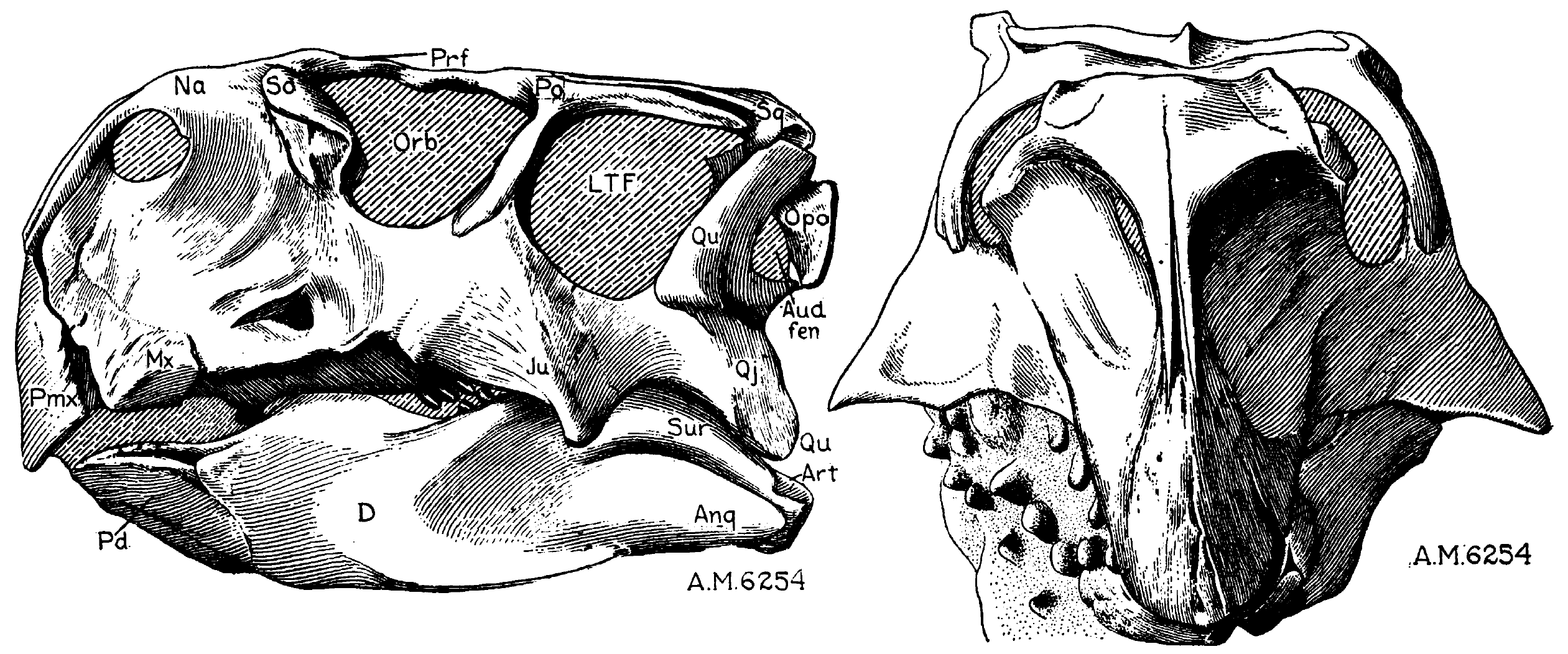
Cranio tipo di P. mongoliensis, da Osborn (1923)

Lo Psittacosaurus venne descritto per la prima volta come genere nel 1923, da Henry Fairfield Osborn. Egli nominò la specie tipo P. mongoliensis, per via della sua localizzazione in Mongolia, istituendo anche la nuova famiglia dei Psittacosauridae. I resti di questo dinosauro furono scoperti un anno prima, durante la terza spedizione dell'American Museum of Natural History nel deserto del Gobi, in Mongolia, quando uno dei piloti della spedizione trovò il campione tipo (AMNH 6254), che conserva un cranio quasi completo, così come uno scheletro post cranico privo di sezioni degli arti. Questa stessa spedizione ha rivelato i resti di molti altri famosi dinosauri mongoli, come Protoceratops, Oviraptor e Velociraptor. Successive spedizioni congiunte mongole, russe, cinesi, americane, polacche, giapponesi e canadesi hanno recuperato diversi esemplari provenienti da tutta la Mongolia e la Cina settentrionale. In queste aree, i fossili di P. mongoliensis si trovavano nella maggior parte degli strati sedimentari risalenti all'Aptiano e all'Albiano, del Cretacico inferiore, pari a circa 125-100 milioni di anni fa. In totale sono stati recuperati i fossili di oltre 75 individui, tra cui quasi 20 scheletri completi di teschio. Questi fossili provenivano da individui di età differenti, da piccoli neonati di appena 13 centimetri, fino ad adulti e anziani che raggiungono quasi i 2 metri (6,5 piedi) di lunghezza.

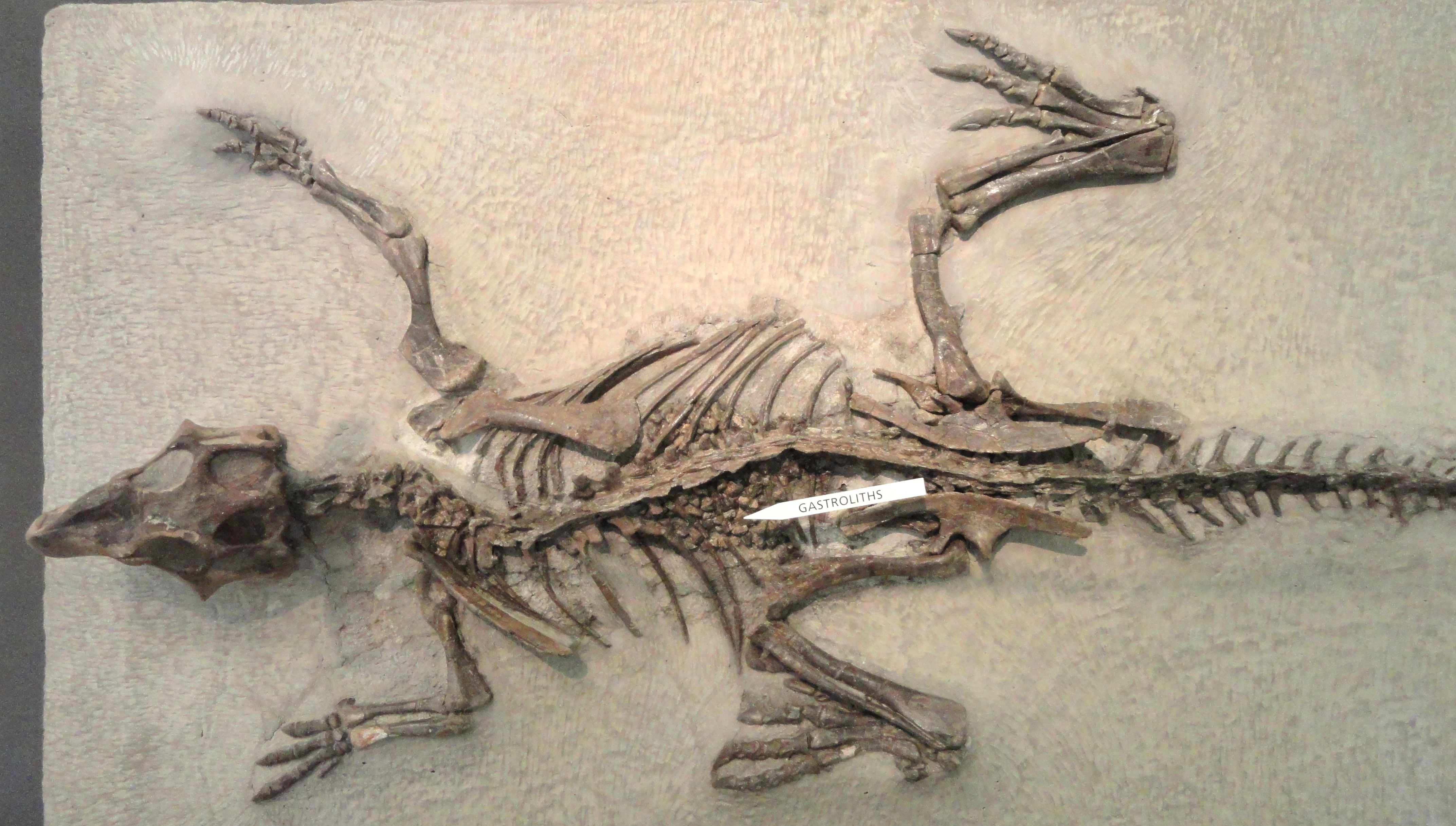
Esemplare di P. mongoliensis (AMNH 6254), formalmente Protiguanodon, sono visibili i gastroliti accumulati nell'intestino, quando l'animale era in vita

Nel descrivere Psittacosaurus mongoliensis nel 1923, Osborn assegnò il nome Protiguanodon mongoliense ad un altro scheletro trovato nelle vicinanze, credendo che rappresentasse l'antenato dell'ornitopode Iguanodon, nella nuova sottofamiglia dei Protiguanodontinae. L'esemplare Protiguanodon mongoliense (AMNH 6523) misurava 1,35 metro (4,4 piedi) ed è noto per gran parte dello scheletro, anche se al momento della descrizione le vertebre del collo erano ancora coperte dalla matrice. Osborn ha diagnosticato il suo taxa sulla base delle caratteristiche dei denti e del muso. Tuttavia, i tassonomisti moderni trovano queste caratteristiche insignificanti, collocando invece Protiguanodon all'interno di Psittacosaurus mongoliensis. Quando lo scheletro fu preparato ulteriormente, divenne chiaro che era quasi identico a Psittacosaurus mongoliensis. Nel 1958 il paleontologo cinese Yang Zhongjian (meglio conosciuto come CC Young) ha rinominato lo scheletro Psittacosaurus protiguanodonensis. Oggi il campione è generalmente indicato come la specie Psittacosaurus mongoliensis e i nomi Protiguanodon mongoliense e Psittacosaurus protiguanodonensis sono considerati sinonimi di Psittacosaurus mongoliensis, essendo stato coniato per primo.
Nel 1931 CC Young nominò una nuova specie di Psittacosaurus sulla base di un cranio parziale scoperto nella Mongolia Interna, Cina. Il cranio fu chiamato P. osborni, in onore di Henry Fairfield Osborn. La validità di questa specie è ora considerata equivoca. Sereno (1990) lo considerava sinonimo di P. mongoliensis, ritrovato in strati vicini e della stessa età. You e Dodson (2004) l'hanno elencata come valida in una tabella, ma non nel loro testo. Nel corso di una recensione del 2010, Sereno ha nuovamente considerato P. osborni come sinonimo di P. mongoliensis, ma notò che era una mossa azzardata a causa della presenza di più specie di psittacosauridi validi nella Mongolia Interna. Young ha anche descritto la specie P. tingi nella stessa relazione del 1931 che conteneva P. osborni. Tale specie sarebbe basata su diversi frammenti del cranio. Successivamente le due specie vennero sinonimizzate sotto il nome di P. osborni. You e Dodson (2004) seguirono questo in una tabella, ma Sereno considerava entrambe le specie come sinonimi di P. mongoliensis; una tabella in quest'ultimo ha riferì comunque P. tingi come un nomen dubium. La metà anteriore di un cranio ritrovato nella Contea di Guyang, nella Mongolia Interna, è stato descritto come Psittacosaurus guyangensis, nel 1983. I residui postcranici disarticolati che rappresentano più individui sono stati trovati nella stessa località e sono stati assegnati alla medesima specie. Mentre differisce dall'esemplare tipo di P. mongoliensis, esso rientra nell'ambito della variazione individuale osservata in altri esemplari di tale specie, pertanto non è più riconosciuta come una specie valida. You e Dodson (2004) inclusero P. guyangensis in una tabella di taxa validi, ma non la inclusero come tale nel loro testo.

### Specie assegnate
Nel corso degli anni sono state nominate ben diciassette specie al genere Psittacosaurus, sebbene oggi solo nove o undici sono considerate valide, rappresentando il più alto numero di specie valide attualmente assegnate a qualsiasi altro genere di dinosauro (esclusi gli uccelli). Al contrario, infatti, la maggior parte degli altri generi di dinosauro sono monospecifici, ossia contengono solo una singola specie, sebbene questa differenza è probabilmente dovuta al processo di fossilizzazione. Mentre lo Psittacosaurus è conosciuto per centinaia di esemplari fossili, la maggior parte delle altre specie di dinosauri sono conosciuti per materiali molto più frammentari, e molti sono rappresentati da un solo esemplare. Con così tanti esemplari a disposizione, la diversità di Psittacosaurus può essere analizzata in modo più completo di quello della maggior parte dei dinosauri, con il conseguente riconoscimento di più specie. La maggior parte dei generi animali esistenti sono rappresentati da molteplici specie, suggerendo che questo sia stato il caso anche per i generi di dinosauri, sebbene la maggior parte di queste specie non si sia conservata o non sia stata identificata. Inoltre, la maggior parte dei dinosauri sono conosciuti esclusivamente attraverso le ossa e possono essere valutati solo da un punto di vista morfologico, mentre le specie esistenti hanno spesso una morfologia scheletrica molto simile, ma differiscono in altri modi che non si conserverebbero nella fossilizzazione, come il comportamento o la colorazione. Perciò, la diversità effettiva delle specie può essere molto più alta di quella attualmente riconosciuta in questo e in altri generi dinosauri. Poiché alcune specie sono conosciute solo da materiali cranici, le specie di Psittacosaurus si distinguono principalmente dalle caratteristiche del cranio e dei denti. Diverse specie possono essere riconosciute anche dalle caratteristiche del bacino.
Negli anni 50', una nuova specie cinese di Psittacosaurus è stata ritrovata nella Formazione Qingshan della Provincia di Shandong, nel sud-est di Pechino, e risalente all'Aptiano-Albiano. Il paleontologo C.C. Young nominò la specie P. sinensis per differenziarlo da P. mongoliensis, originariamente ritrovato in Mongolia. All'interno della formazione sono stati ritrovati i fossili di più di venti individui, compresi diversi teschi e scheletri completi, rendendo questa specie la più conosciuta dopo P. mongoliensis. Il paleontologo cinese Zhao Xijin nominò una nuova specie in onore del suo mentore, CC Young, nel 1962. Tuttavia, l'esemplare tipo di P. youngi (uno scheletro parziale e un cranio) è stato scoperto nelle stesse rocce dove è stato ritrovato P. sinensis e i due sembrano essere molto simili, quindi P. youngi è generalmente considerato un sinonimo junior della specie P. sinensis. Come per P. guyangensis e P. osborni, You e Dodson (2004) lo hanno elencato valido in una tabella, ma non nel loro testo.
Nel 1988 Zhao e il paleontologo americano Paul Sereno descrissero P. xinjiangensis, cui deve il nome alla regione autonoma di Xinjiang, in cui la specie è stata scoperta. Nei primi anni 70', sono stati ritrovati diversi individui di età diverse e descritti da Sereno e Zhao, anche se lo scheletro olotipo e più completo apparteneva ad un giovane. Uno scheletro adulto è stato poi scoperto in una diversa località di Xinjiang. Questi esemplari provengono dalla parte superiore del gruppo Tugulu, che è normalmente considerato risalente all'Aptiano-Albiano. Una seconda specie è stata descritta nel 1988 da Sereno e Zhao, insieme a due colleghi cinesi, è stata P. meileyingensis dalla Formazione Jiufotang, nei pressi della città di Meileyingzi, Provincia di Liaoning, nella Cina nordorientale. Questa specie è conosciuta da quattro crani fossili, di cui uno associato a del materiale scheletrico, ritrovato nel 1973 da alcuni scienziati cinesi. L'età dello Jiufotang a Liaoning è sconosciuta, ma nella vicina provincia della Mongolia Interna, è datata a circa 110 milioni di anni fa, nella fase Albiana del Cretaceo inferiore.

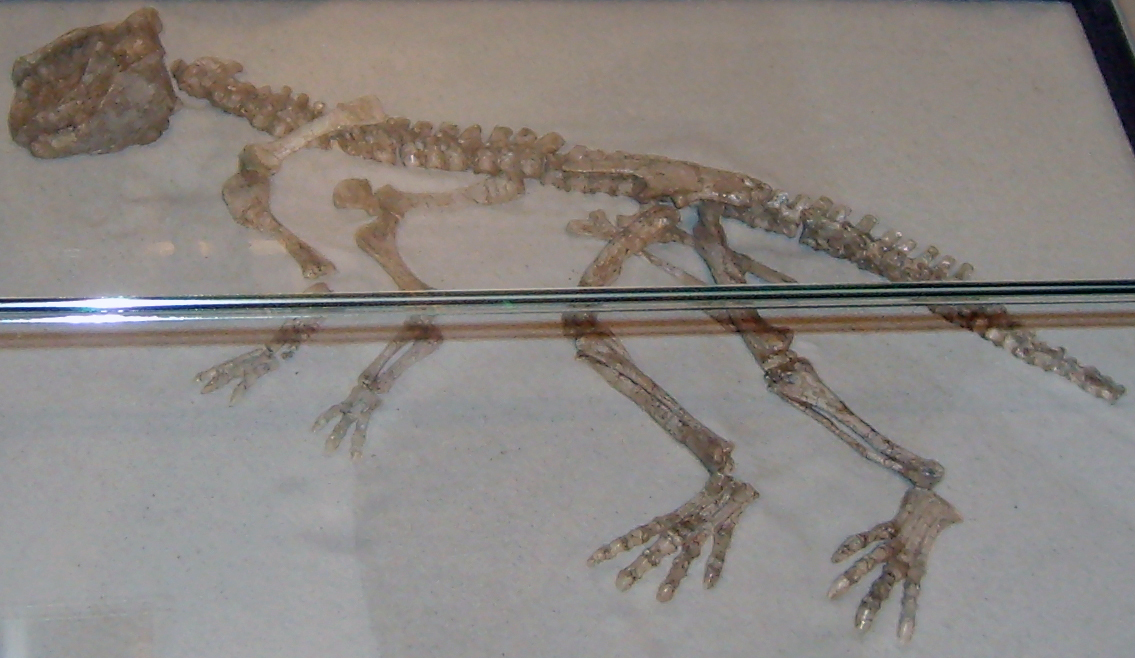
Fossile di P. meileyingensis, allo Zoological Museum, Copenaghen

Il paleontologo francese Eric Buffetaut e un collega tailandese, Varavudh Suteethorn, descrissero una mascella superiore e inferiore della Formazione Khok Kruat, della Thailandia nel 1992, dandogli il nome di P. sattayaraki. Nel 2000 Sereno si interrogò sull'effettiva validità di questa specie, citando la sua natura erosa e frammentaria e notò l'assenza di caratteristiche del genere Psittacosaurus. Tuttavia, nel 2002 gli autori originali hanno pubblicato nuove immagini del fossile che sembrano mostrare i denti nella mandibola inferiore che presentano la cresta verticale bulbosa caratteristica degli psittacosauri. Altri autori hanno anche difeso la sua validità, mentre altri continuano a considerarla una specie dubbia. Sereno (2010) ha proposto che la migliore assegnazione per il tipo di materiale possa essere un incertae sedis in Ceratopsia.
Due nuove specie di Psittacosaurus sono state descritte dal paleontologo canadese Dale Russell e Zhao, nel 1996. La prima è stata nominata P. neimongoliensis, ossia il nome cinese mandarino per la Mongolia Interna. La specie si basa su uno scheletro quasi completo, che comprende la maggior parte del cranio, ritrovato nella Formazione Ejinhoro, risalente al Cretaceo inferiore, con altri sette individui. Russell e Zhao hanno anche nominato la specie P. ordosensis, nel 1996, chiamata così in onore alla prefettura di Ordos, della Regione Autonoma della Mongolia Interna. L'esemplare tipo è uno scheletro quasi completo, che include parte del cranio. Tuttavia, solo il cranio, la mascella inferiore e i piedi dell'esemplare sono stati descritti. Altri tre esemplari sono stati riferiti a questa specie ma rimangono ancora non-descritti. Come P. neimongoliensis, questa specie è stata scoperta nella Formazione Eijnhoro. Sereno (2010) ha trovato la specie descritta come indistinguibile da P. sinensis, un'altra piccola specie, ma ha suggerito che uno studio supplementare di P. ordosensis potrebbe rivelare caratteristiche diagnostiche. Pertanto, ha provvisoriamente designato P. ordosensis come nomen dubium.
Xu Xing, un altro paleontologo cinese, ha nominato una nuova specie di Psittacosaurus nel 1997, basata su un cranio completo con vertebre associate e un arto anteriore. Questo materiale è stato recuperato nella Provincia di Gansu, vicino al confine con la Mongolia Interna. Questa specie è chiamata P. mazongshanensis, in onore della vicina montagna chiamata Mazongshan (Mountain Horse Mane) ed è stata descritta in modo preliminare. Purtroppo, il cranio è stato danneggiato durante la preparazione all'Istituto Cinese di Paleontologia dei Vertebrati e Paleoantropologia (IVPP), e diversi frammenti sono andati persi, compresi tutti i denti. I resti sono stati ritrovati nella Formazione Xinminbao, la cui datazione è incerta, anche se ci sono prove che si sia depositata nel tardo Barremiano attraverso le fasi aptiane. Nel 2000 Sereno suggerì che P. mazongshanensis fosse un nomen dubium, senza caratteristiche uniche che lo separavano da qualsiasi altra specie di Psittacosaurus. Tuttavia, gli autori più recenti hanno osservato che può essere distinta per una protuberanza ossea, indirizzata verso l'esterno e il basso, sulla mascella superiore. Altre caratteristiche inizialmente utilizzate per distinguere le specie sono state riconosciute come i risultati della deformazione del cranio dopo la fossilizzazione. Tuttavia, Sereno (2010) non è convinto della sua validità.
A partire dagli anni 50', i paleontologi russi hanno iniziato a ritrovare alcuni esemplari di Psittacosaurus in una località nei pressi del villaggio di Shestakovo, nello oblast' di Kemerovo, in Siberia. Negli anni 90' sono state esplorate altre due località vicine, una delle quali ha restituito diversi scheletri completi. Questa specie è stata nominata P. sibiricus nel 2000 in un documento scientifico scritto da cinque paleontologi russi, ma il merito di questo nome è ufficialmente dato a due di questi autori, Alexei Voronkevich e Alexander Averianov. I resti non sono stati completamente descritti fino al 2006. Due scheletri quasi completi, articolati e una varietà di materiali disarticolati provenienti da altri individui di tutte le età sono conosciuti anche dalla Formazione Ilek, Siberia, che va dalle fasi Aptiane-Albiane del Cretaceo inferiore.
La specie P. lujiatunensis, venne nominata nel 2006 dal paleontologo cinese Zhou Chang-Fu e tre colleghi cinesi, ed è una delle specie più antiche conosciute, basata su quattro teschi dagli strati inferiori della Formazione Yixian, nei pressi del villaggio di Lujiatun. Sebbene questa formazione sia stata datata in modo diverso da diversi autori, da 128 milioni di anni fa nella fase Barremiana, a 125 milioni di anni fa nei primi anni dell'Aptiano, i metodi di revisione datati hanno dimostrato che risalirebbe a circa 123 milioni di anni. P. lujiatunensis fu contemporaneo di un'altra specie di psittacosauride, l'Hongshanosaurus, ritrovato nella stessa formazione. È potenzialmente sinonimo di H. houi; Sereno (2010), propose che Hongshanosaurus fosse un sinonimo di Psittacosaurus, optando per lasciare P. lujiatunensis e H. houi come due specie separate a causa delle inadeguatezze del campione di questo tipo. Uno scheletro quasi completo di P. lujiatunensis dagli stessi strati della Formazione Yixian era stato precedentemente classificato nella propria specie, Psittacosaurus major, nominato per il grande cranio da Sereno, Zhao e due colleghi nel 2007. You e colleghi descrissero un esemplare aggiuntivo concordando che fosse distinto da P. lujiatunensis. P. major è stato originariamente caratterizzato da un cranio proporzionalmente grande, il 39% della lunghezza del corpo, rispetto al 30% di P. mongoliensis e altre caratteristiche. Tuttavia, uno studio del 2013, che utilizza l'analisi morfometrica ha mostrato che le supposte differenze tra P. lujiatunensis e P. major sono dovute a differenze di conservazione e schiacciamento. Lo studio ha concluso che entrambi rappresentano una singola specie.

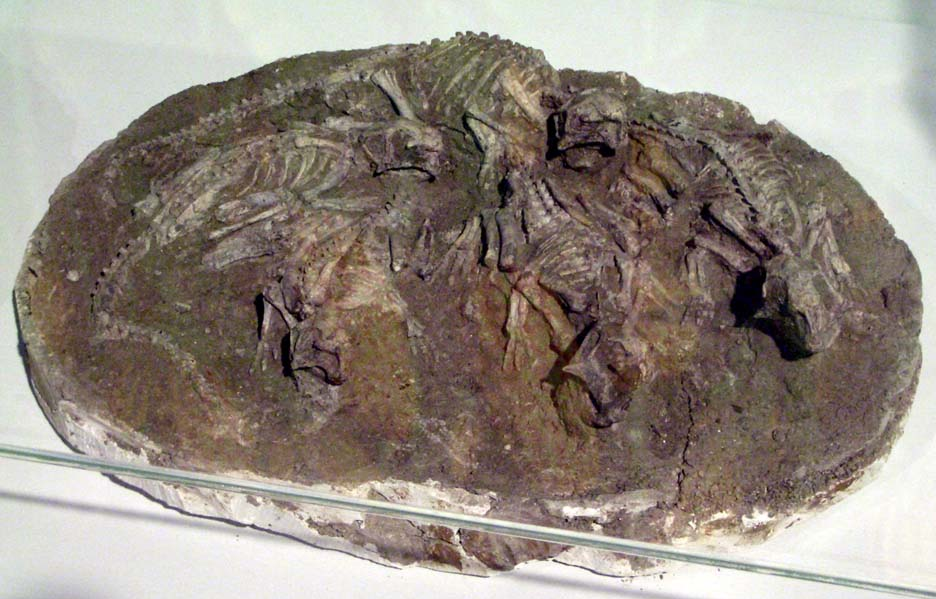
Alcuni esemplari giovanili descritti come Hongshanosaurus, al Hong Kong Science Museum

Una terza specie di psittacosauride dal Lujiatun, la prima ad essere stata nominata, è stata descritta come Hongshanosaurus houi, nel 2003. Il nome generico Hongshanosaurus deriva dalle parole cinese mandarino 紅 (hóng: "rosso") e 山 (shān: "collina") unito al suffisso del greco antico sauros ossia "lucertola". Questo nome si riferisce all'antica cultura Hongshan della Cina nordorientale, vissuta nella stessa area generale in cui è stato trovato il cranio fossile di Hongshanosaurus. Il nome specifico, houi, onora Hou Lianhai, professore presso l'IVPP di Pechino, che ha preparato il campione. Il genere e la specie sono stati nominati dai paleontologi cinesi Hailu, Xu Xing e Wang Xiaolin nel 2003. Sereno (2010) considerava le sue proporzioni distinte a causa della schiacciamento e della compressione dei crani di Hongshanosaurus, pertanto considerò l'animale come un sinonimo junior di Psittacosaurus, e potenziale sinonimo di P. lujiatunensis. Tuttavia ciò non può essere dimostrato a causa delle cattive condizioni del cranio olotipo di H. houi. Inoltre, sono insorti dibattiti tassonomici sulla nuova combinazione del nome P. houi come nomen dubium all'interno di Psittacosaurus. L'ipotesi di Sereno è stata sostenuta da uno studio morfometrico nel 2013, che ha trovato P. houi e P. lujiatunensis come sinonimi. Mentre P. houi è il nome più antico disponibile, i ricercatori hanno sostenuto che poiché l'esemplare tipo di P. lujiatunensis è meglio conservato, il nome corretto di questa specie dovrebbe essere P. lujiatunensis piuttosto che P. houi, che avrebbe normalmente priorità.
La specie P. gobiensis è stata così chiamata per la regione in cui è stata ritrovata nel 2001, per poi essere descritta per la prima volta da Sereno, Zhao e Lin nel 2010. La specie è nota per un cranio e uno scheletro parziale articolato, contenente dei gastroliti. Molti altri esemplari non possono essere determinati a appartenere ad alcuna specie particolare, o non sono ancora stati assegnati ad una specie in particolare. Questi esemplari sono generalmente definiti come Psittacosaurus sp., anche se non si suppone che appartengano alla stessa specie. Più di 200 esemplari di Psittacosaurus sono stati ritrovati nella Formazione Yixian, famosa per i suoi fossili di dinosauri piumati. La grande maggioranza di questi non è stata assegnata a nessuna specie conosciuta, anche se molti esemplari sono molto ben conservati e alcuni sono già stati parzialmente descritti. Circa 100 scheletri di Psittacosaurus sono stati ritrovati in Mongolia durante le estati del 2005 e del 2006 da una squadra guidata dal paleontologo mongolo Bolortsetseg Minjin e dall'americano Jack Horner del Museo delle Montagne Rocciose del Montana. Benché solo la specie P. mongoliensis sia stata descritto dalla Mongolia finora, questi esemplari sono ancora in preparazione e non sono ancora stati assegnati a una specie in particolare.

## Paleobiologia

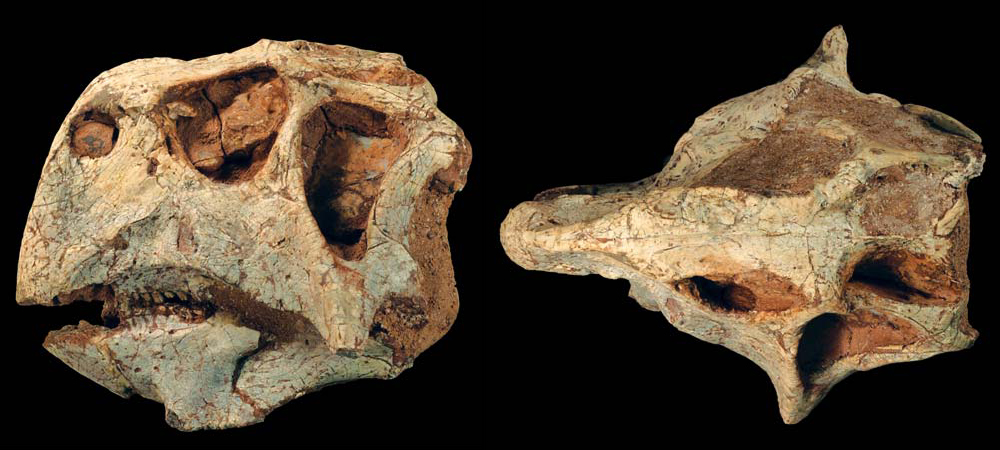
Cranio di P. lujiatunensis (LHPV 1), in visione laterale e superiore

Il cervello della specie P. lujiatunensis è incredibilmente ben noto; difatti, uno studio sull'anatomia e la funzionalità del cervello dell'animale è stato condotto su tre esemplari, ed è stato pubblicato nel 2007. Fino alla pubblicazione dello studio, generalmente si pensava che il cervello dello Psittacosaurus fosse simile a quello di altri ceratopsiani, con bassi quozienti di encefalizzazione. Russell e Zhao (1996) credevano, infatti, che "le piccole dimensioni del cervello dello Psittacosaurus implicasse un repertorio comportamentale molto ristretto rispetto a quello dei mammiferi moderni di dimensioni corporee simili". Tuttavia, lo studio del 2007 ha smantellato questa ipotesi dimostrando che il cervello dell'animale era molto più avanzato di quello che si credeva. Vi è generalmente un'allometria negativa per la dimensione del cervello con lo sviluppo nei vertebrati, ma questo non è il caso di Psittacosaurus. Il punteggio EQ per P. lujiatunensis è di 0.31, significativamente superiore rispetto a generi come Triceratops. Un EQ più alto è correlato ad un comportamento più complesso, e diversi dinosauri hanno livelli elevati di EQ, simili a quelli degli uccelli, che vanno da 0,36 a 2,98. Pertanto, il comportamento dello Psittacosaurus potrebbe essere stato complesso quanto quello di un Tyrannosaurus, il cui EQ varia da 0,30 a 0,38. I comportamenti influenzati dagli alti livelli di EQ includono la costruzione di nidi, cure parentali, e un sonno simile a quello degli uccelli, comportamenti dimostrati anche da alcuni fossili di Psittacosaurus.
Anche i sensi dello Psittacosaurus possono essere dedotti dall'endocasto. Il cranio dispone di grandi bulbi olfattivi, che indicano che l'animale aveva un acuto senso dell'olfatto. Le dimensioni di questi bulbi è paragonabile a quella dei grandi teropodi predatori, anche se quelli di Psittacosaurus si sono, probabilmente, evoluti per evitare predatori anziché per cercare prede. Gli anelli sclerotici nei rettili mostrano direttamente la dimensione del bulbo oculare. Questi anelli non sono ben conservati in Psittacosaurus, con solo un individuo che li conserva probabilmente contratti, anche se si sono dimostrati essere molto simili a quelli di Protoceratops, pertanto lo Psittacosaurus doveva avere grandi occhi e una vista molto acuta. La curvatura dei canali semicircolari è legata all'agilità dei rettili, e i grandi canali curvi dello Psittacosaurus mostrano che questo animale era molto più agile rispetto ai successivi ceratopsiani. Un confronto tra gli anelli sclerali di Psittacosaurus con quelli dei rettili e uccelli moderni suggerisce che l'animale era attivo durante il giorno e a brevi intervalli di notte.
Ford e Martin (2010) hanno proposto che lo Psittacosaurus potesse essere un animale semi-acquatico, nuotando grazie alla propulsione della sua coda come un coccodrillo, mentre pagaiava con le zampe posteriori. Essi fondarono la loro interpretazione su alcune prove, tra cui: i depositi lacustrini (lago) dove sono stati ritrovati i fossili di molti esemplari; la posizione elevata delle narici e degli occhi; l'interpretazioni dei movimenti delle braccia e delle gambe; la coda dotata di lunghe chevron (con le setole della coda interpretate come un eventuale supporto per una pinna di pelle), fornendo una superficie propulsiva; e la presenza di gastroliti, interpretati come zavorra per le immersioni. Suggerirono inoltre che alcune specie di Psittacosaurus fossero più terrestri di altre.

### Dieta

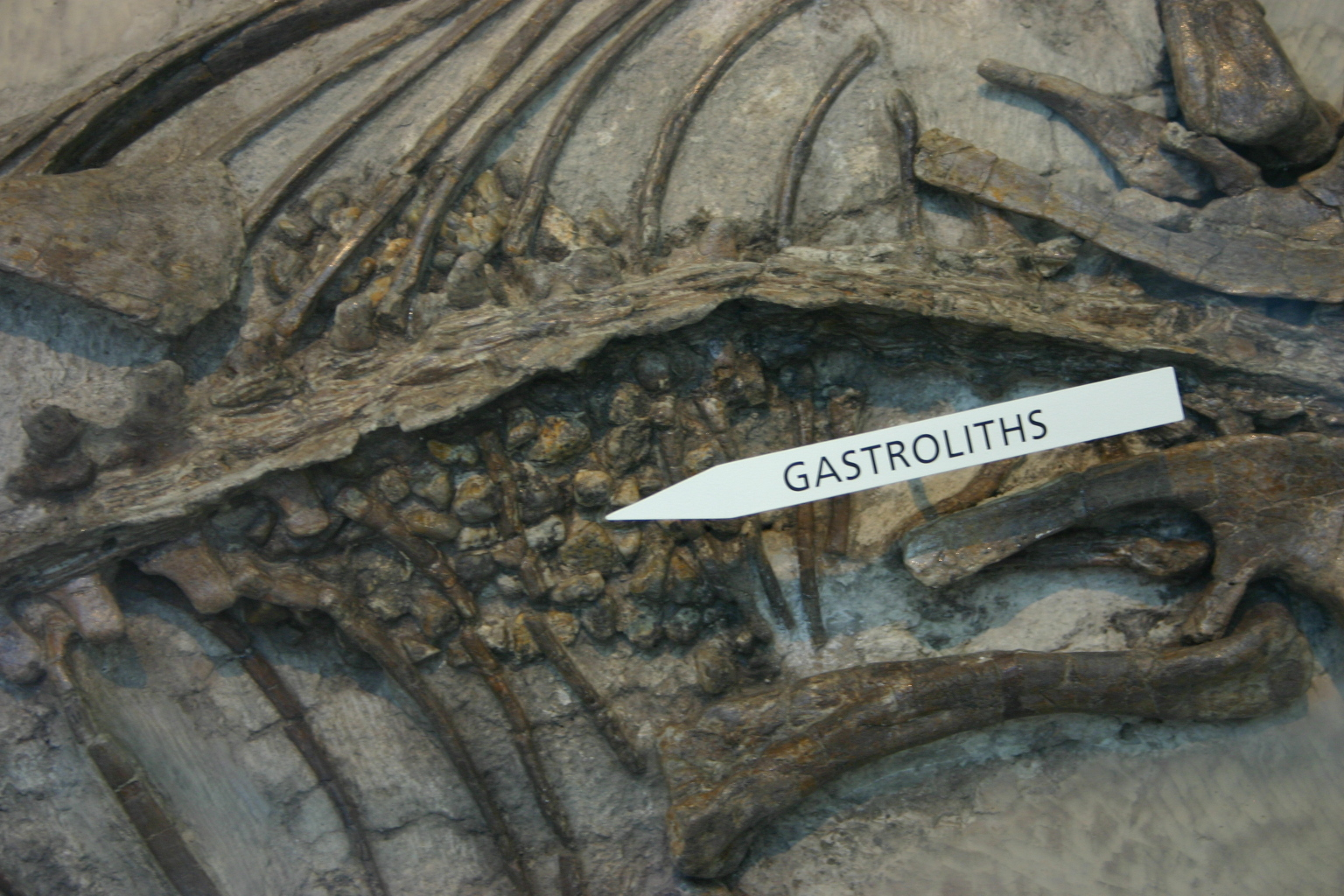
Esemplare di P. mongoliensis (AMNH 6254), contenente gastroliti nella regione dello stomaco, all'American Museum of Natural History

Gli psittacosauri avevano denti autolivellanti utili per tagliare e sminuzzare il duro materiale vegetale. A differenza dei ceratopsiani più evoluti, gli psittacosauri non avevano i denti adatti a macinare o a masticare il cibo, per questo ingerivano speciali pietre chiamati gastroliti, pietre ingerite dagli animali per sminuzzare il cibo all'interno del sistema digestivo dell'animale. All'interno di alcuni esemplari di Psittacosaurus sono state rinvenuto ben più di cinquanta di queste pietre, nelle rispettive cavità addominali di questi animali. È anche possibile che queste pietre venissero conservate nel ventriglio dell'animale, come negli uccelli moderni.
A differenza di molti altri dinosauri, gli psittacosauri avevano crani akinetici: ossia la mascella e la mandibola si comportavano come una singola unità, senza giunzioni interne. L'unica giuntura era quella della mascella stessa, e gli psittacosauri potevano far scivolare la mandibola avanti e indietro sul giunto, permettendo un'azione di taglio. Diversamente dalla maggior parte dei ceratopsi, i loro becchi non formavano punte curve, ma erano invece arrotondati e appiattiti. Se le ganasce erano allineate, i becchi potevano essere utilizzati per ritagliare oggetti, ma se la mandibola inferiore fosse stata ritratta in modo che il becco inferiore fosse all'interno del becco superiore, le ganasce potrebbero aver invece avuto la funzione di "schiaccianoci". Una dieta ricca di noci o di semi sarebbe anche in accordo con la gran quantità di gastroliti rinvenuti nei vari esemplari.

### Funzione degli arti

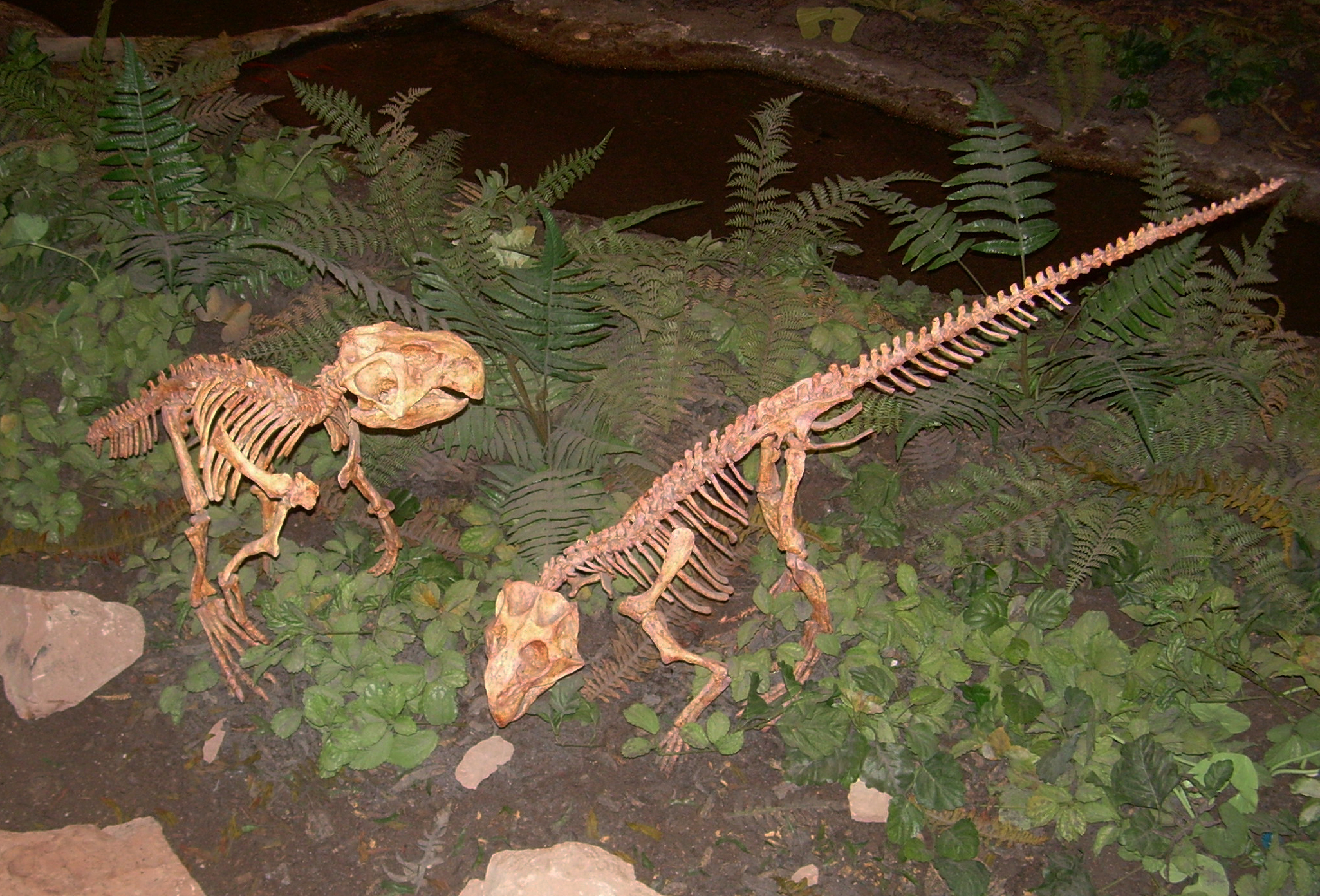
Scheletro montati di P. mongoliensis in posizione eretta e incurvata

Alcuni studi condotti da Phil Senter nel 2007 su P. neimongoliensis e P. mongoliensis hanno concluso che le braccia di questi taxa (e probabilmente quelli di altre specie di Psittacosaurus) erano troppo brevi (solo il 58% degli arti posteriori) per raggiungere il terreno, e la loro gamma di moto indica che non potevano né essere pronati né generare una forza propulsiva per la locomozione, suggerendo che lo Psittacosaurus fosse un bipede obbligato. Le braccia erano troppo corte anche per essere usate per scavare o per portare il cibo alla bocca, pertanto Senter suggerì che se lo Psittacosaurus doveva scavare nel terreno, probabilmente utilizzava gli arti posteriori. Le braccia potrebbero quindi essere state usate per afferrare a due mani gli oggetti o per grattarsi il corpo, ma a causa della loro limitata flessibilità e raggio di azione, potrebbero essere stati utilizzati solo per cogliere oggetti molto vicini alla pancia o ai lati dell'animale e potrebbero aver grattato solo la pancia, i fianchi e le ginocchia. Anche se le mani non riuscivano a raggiungere la bocca, lo Psittacosaurus avrebbe potuto ancora utilizzarle per trasportare materiali o cibo.
Tuttavia, lo Psittacosaurus non poteva essere completamente bipede per tutta la vita. Prendendo le sezioni dalle ossa degli arti di 16 esemplari di Psittacosaurus, che vanno da un'età di meno di un anno all'età di dieci anni, Qi Zhao dell'Università di Bristol ha scoperto che lo Psittacosaurus era probabilmente un bipede facoltativo. Gli arti anteriori negli esemplari più giovani crescevano più velocemente degli arti posteriori. All'età di quattro o sei anni, la crescita delle braccia rallentava mentre la crescita delle gambe accelerava quando l'animale è diventava adulto. A questo punto, gli Psittacosaurus adulti passavano ad una posizione completamente bipede. Questi risultati rivelano inoltre che l'antenato di Psittacosaurus era probabilmente quadrupede e acquistò una posizione bipede a seguito della sua evoluzione, mentre gli esemplari più giovani erano ancora in grado di utilizzare una locomozione quadrupede. Questi risultati portano anche all'ipotesi che molte famiglie di dinosauri si siano evolute lungo questo cammino ad un certo punto della loro evoluzione.

### Ontogenesi

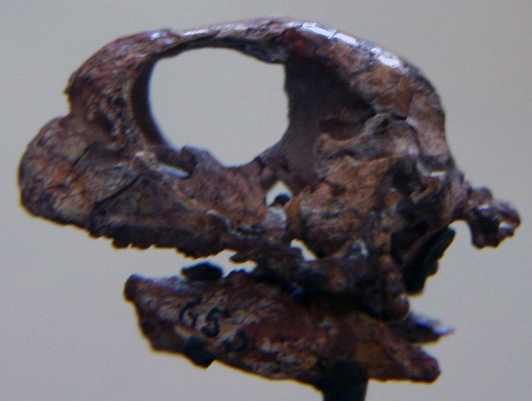
Cranio di un esemplare neonato di P. mongoliensis, AMNH

Sono stati trovati diversi resti di psittacosauri giovanili. Il più piccolo è un neonato di P. mongoliensis conservato all'American Museum of Natural History (AMNH), lungo appena 11-13 centimetri, con un teschio di 2,8 centimetri. Un altro cranio presente all'AMNH è lungo solo 4,6 centimetri (1,8 pollici). Entrambi i campioni provengono dalla Mongolia. I giovani scoperti nella Formazione Yixian hanno circa la stessa età del campione AMNH più grande.
Un esame istologico di P. mongoliensis ha determinato il tasso di crescita di questi animali. I più piccoli esemplari dello studio sono stati stimati a tre anni d'età e meno di 1 kg (2,2 libbre), mentre i più grandi avevano nove anni e pesavano quasi 20 chilogrammi (44 libbre). Questo indica una crescita relativamente rapida rispetto alla maggior parte dei rettili e dei mammiferi marsupiali, ma più lenta degli uccelli moderni e dei mammiferi placentati. Uno studio di determinazione dell'età sui residui fossili di P. mongoliensis utilizzando conteggi dell'anello di crescita suggerisce che la longevità dei ceratopsiani più primitivi era di 10-11 anni.

### Giovani gregari

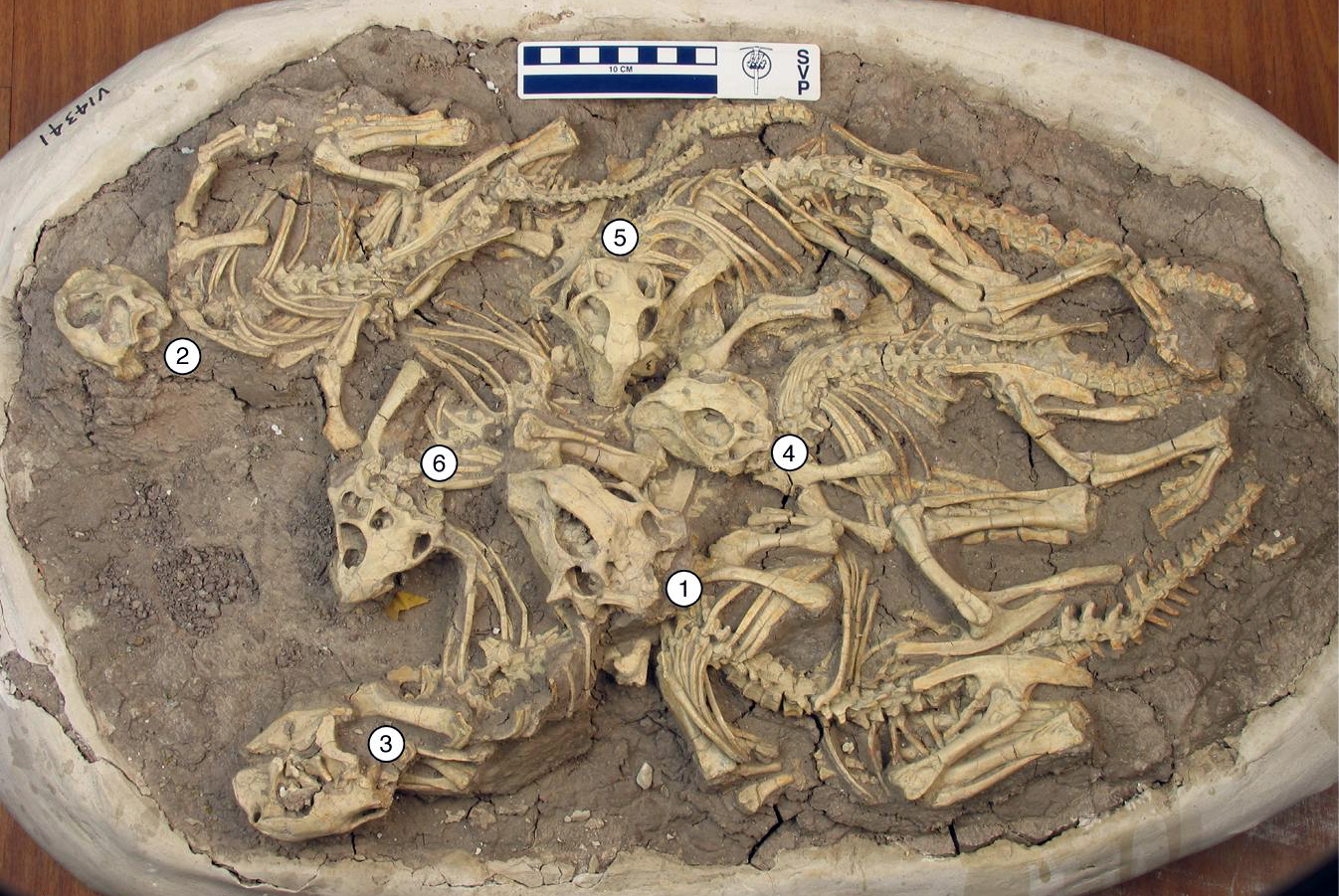
Un gruppo di sei giovani morti insieme, esemplare IVPP V14341

La scoperta di un branco di sei individui di Psittacosaurus uccisi e sepolti da una colata di fango vulcanico indica la presenza di almeno due gruppi di età da due diverse frizioni riunite. Questa scoperta indicherebbe che questi animali si riunivano in gruppi di età differenti anche dopo lo svezzamento da parte dei genitori; questa rappresenta anche la prima prova di tale comportamento nei ceratopsiani. Anche i denti degli esemplari più giovani erano già pronti all'uso, indicando che erano in grado di masticare il proprio cibo già in tenera età, quindi potrebbero essere stati precoci. Un altro gruppo di esemplari di età diverse, dimostrerebbe che i giovani formavano frequentemente gruppi familiari e non, sia per protezione, sia per ricevere cibo, o come aiuti nelle cure parentali. Tuttavia, non vi è alcuna prova di cure parentali da parte dei genitori.

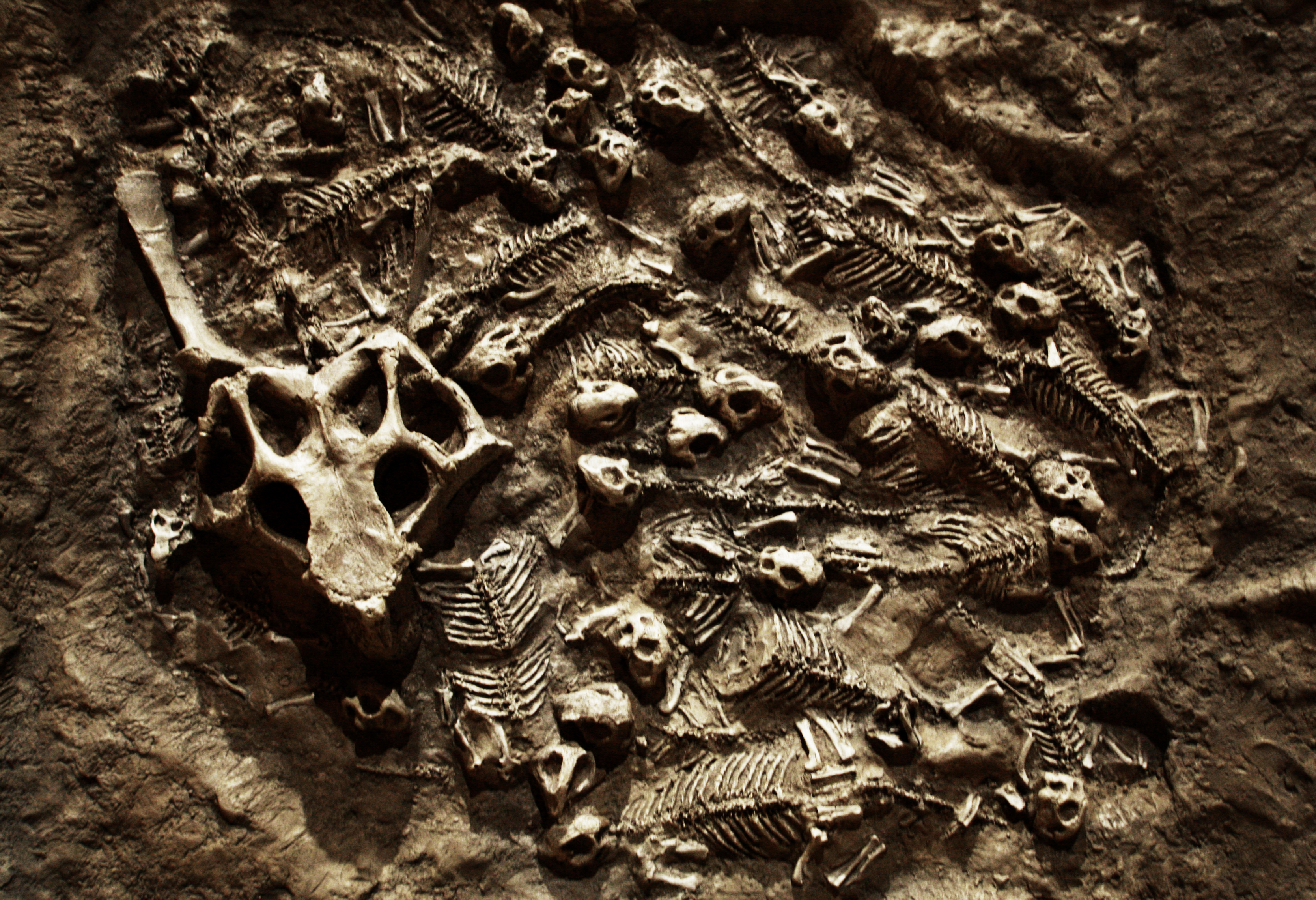
Fossile di un esemplare di sei anni, associato a dei giovani

Nel 2004 un esemplare trovato nella Formazione Yixian ha fornito la prova di cure parentali nei dinosauri. L'esemplare DNHM D2156 è costituito da 34 scheletri articolati di giovani Psittacosaurus, strettamente associati al cranio di un adulto. I minori, approssimativamente tutti della stessa età, sono accoccolati in un gruppo sotto l'adulto, anche se tutti i 34 teschi sono posizionati sopra la massa dei corpi, come sarebbero stati in vita. Ciò suggerisce che gli animali erano vivi al momento della sepoltura, che sarebbe stata piuttosto rapida, forse dovuta al crollo della tana. Tuttavia, un documento del 2013 ha rilevato che il campione adulto non appartiene al nido, e il suo cranio non aveva alcuna connessione sedimentaria alla lastra principale dove si trovavano i piccoli, che si erano fossilizzati con esso. Questa associazione artificiale ha portato alla conclusione che il cranio appartenesse ad un individuo, forse una "madre", che stava fornendo cura parentali ai 34 cuccioli, sebbene sia un'ipotesi priva di fondamenta fossili. Inoltre, un esame istologico ha dichiarato che il cranio apparteneva ad un esemplare di sei anni, mentre gli studi istologici hanno dimostrato che P. mongoliensis raggiungeva la maturità sessuale a dieci anni. È altrettanto improbabile che una sola femmina avrebbe avuto così tanti cuccioli in una sola volta.
Una analisi del 2014 del medesimo esemplare sostiene l'associazione dei due fossili e ha concluso che la prossimità del campione di sei anni ai cuccioli potrebbe indicare una cooperazione post-svezzamento, rendendo il campione di sei anni un possibile custode della prole.

### Paleopatologia
Tra le centinaia di esemplari di Psittacosaurus noti, solo uno è stato descritto in possesso di qualsiasi patologia. L'esemplare in questione, costituito da uno scheletro completo adulto e assegnato tentativamente a P. mongoliensis, è stato ritrovato negli strati inferiori della Formazione Yixian. Non ci sono segni di una frattura ossea, ma segni molto chiari di un'infezione vicino al centro del perone destro. L'osso presenta una grande fossa rotonda, prova di necrosi a causa della mancanza di approvvigionamento di sangue nella regione. La fossa è circondata da una massiccia quantità di gonfiore lungo il terzo inferiore dell'osso. Questa grande calcificazione depositata intorno alla lesione indica che l'animale è sopravvissuto per lungobtempo, nonostante la lesione e la conseguente infezione. Poiché gli psittacosauridi erano animali bipedi, una lesione simile sarebbe dovuta essere probabilmente fatale. A differenza del femore e della tibia, però, il perone non è un osso di peso, quindi questo animale sarebbe stato ancora in grado di camminare in una certa misura. La fonte del danno non è ancora nota.

### Predazione

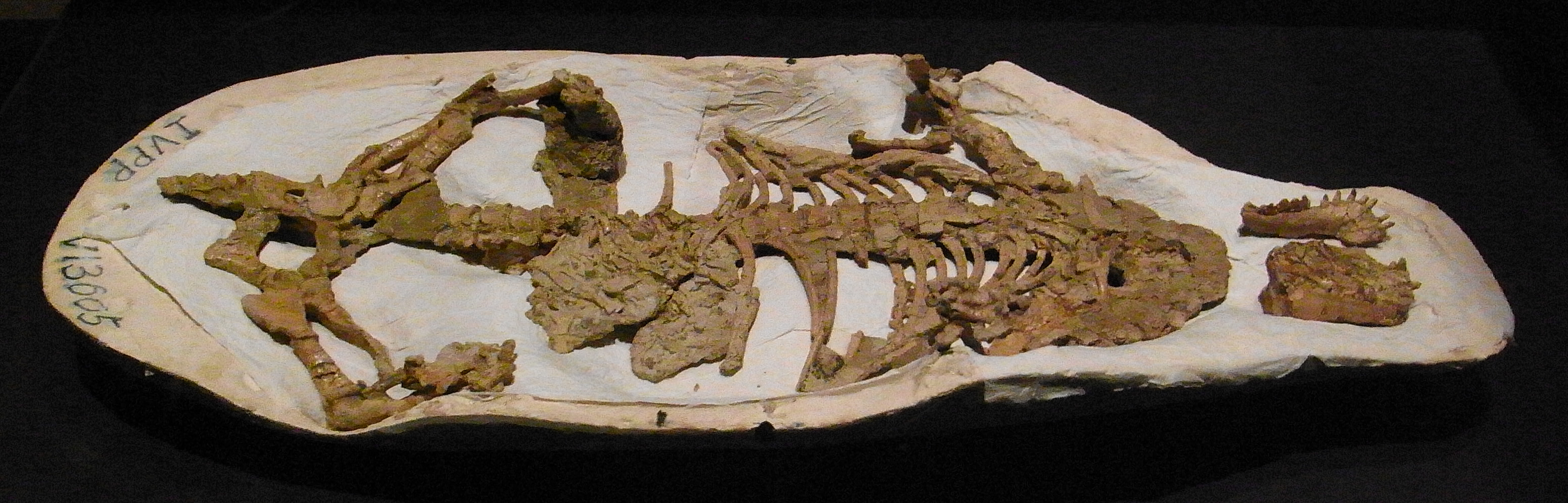
Fossile di Repenomamus, contenente i resti di un giovane Psittacosaurus nello stomaco

Un altro fossile proveniente dalla Formazione Yixian fornisce una prova diretta di come lo Psittacosaurus fosse una facile preda, soprattutto in tenera età. Uno scheletro di Repenomamus robustus, un grande mammifero triconodonte, è conservato con i resti di un giovane Psittacosaurus nella sua cavità addominale. Alcune delle ossa del cucciolo sono ancora articolate, indicando che il mammifero predatore ha inghiottito la sua preda a grossi pezzi. Questo esemplare è notevole in quanto è il primo esempio noto di un mammifero mesozoico in grado di predare dinosauri vivi. La pesante predazione sui giovani Psittacosaurus da parte di Repenomamus e, probabilmente, da altri predatori della zona, può aver causato la Selezione R, ossia la produzione di prole più numerose per contrastare le perdite dovute ai predatori.

## Paleoecologia

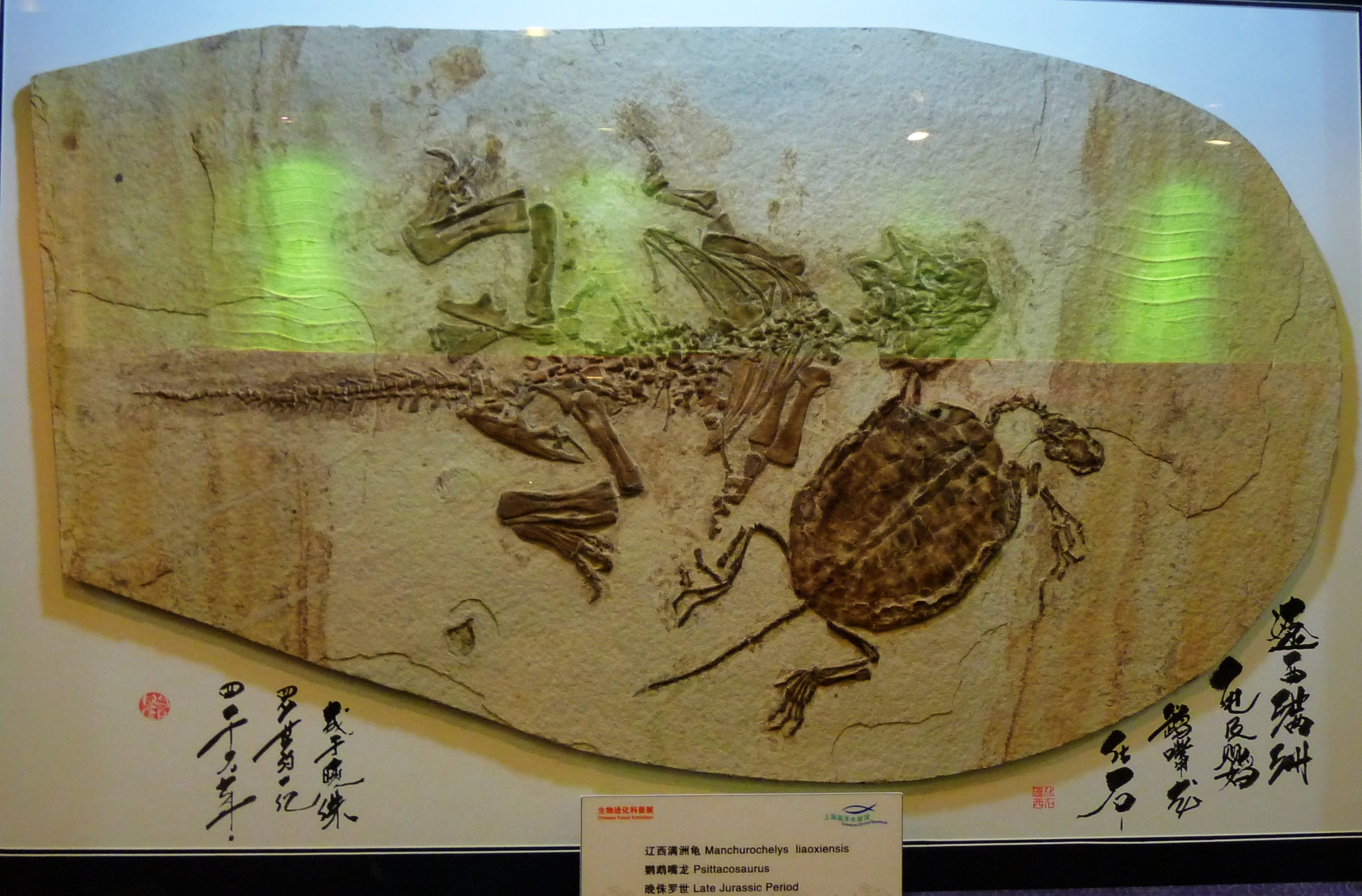
Esemplare fossilizzato assieme a Ordosemys, allo Shanghai Ocean Aquarium, Cina

Lo Psittacosaurus è conosciuto da centinaia di singoli esemplari, di cui oltre 75 sono stati assegnati alla specie tipo, P. mongoliensis. Tutti i fossili di Psittacosaurus scoperti fino ad ora sono stati ritrovati nei sedimenti del Cretaceo inferiore in Asia, dalla Siberia meridionale fino alla Cina settentrionale e forse fino al sud della Thailandia. L'età più comune delle formazioni geologiche che portano i fossili di Psittacosaurus è quella del Barremiano superiore all'Albiano del Cretaceo inferiore, circa 126-101 milioni di anni fa. Molte formazioni sedimentarie terrestri di questa età in Mongolia e nella Cina settentrionale hanno prodotto fossili di Psittacosaurus, portando alla definizione di questo periodo di tempo nella regione come lo "Psittacosaurus biochron".
La specie più antica conosciuta è P. lujiatunensis, ritrovata negli strati più bassi della Formazione Yixian. Oltre 200 esemplari attribuiti a questo genere sono stati recuperati da questi e altri letti dello Yixian, la cui età esatta è oggetto di dibattito. Anche se molti studi iniziali che usavano la datazione radiometrica hanno messo Yixian nel Giurassico, ciò non coincide con la gamma temporale prevista per Psittacosaurus, la cui specie più antica risale al Cretaceo inferiore. Usando una radiazione argon-argon, un team di scienziati cinesi ha datato i letti più bassi della formazione a circa 128 milioni di anni fa, mentre gli alti a circa 122 milioni di anni fa. Uno studio cinese più recente, utilizzando l'apporto di uranio, suggerisce che gli strati inferiori siano più giovani, circa 123,2 milioni di anni fa, mentre acconsentono ad un'età di 122 milioni di anni fa per gli strati superiori.